# 1. FC Köln
Der 1. FC Köln (vollständiger Name: 1. Fußball-Club Köln 01/07 e. V., oft nur „FC“ oder „Effzeh“) ist ein Sportverein in Köln. Mit 150.000 Mitgliedern (Stand: 2. Mai 2025) ist er der größte Verein der Stadt und der sechstgrößte Sportverein in Deutschland. Weltweit belegt er Platz 10.
Der Fußballklub wurde am 13. Februar 1948 durch Zusammenschluss der beiden Fußballvereine Kölner BC 01 und SpVgg Sülz 07 gegründet. Er gewann dreimal die deutsche Fußballmeisterschaft, wurde viermal DFB-Pokal-Sieger, erreichte 1986 das Finale des UEFA-Pokals und stand achtmal in einem Europapokal-Halbfinale.
Der 1. FC Köln war Gründungsmitglied der Bundesliga und hielt sich 35 Jahre lang ununterbrochen in der höchsten deutschen Spielklasse, der er nach mehreren Unterbrechungen nach dem siebten Aufstieg in der Saison 2024/25 auch momentan angehört. Der 1. FC Köln belegt den zehnten Platz in der Ewigen Tabelle der Bundesliga und den dritten Platz in der Ewigen Tabelle der Oberliga West, der höchsten Spielklasse für westdeutsche Vereine vor Einführung der Bundesliga.
Seit dem 6. März 2002 ist der Profifußballbereich (Erste Mannschaft, U21, U19 und U17) in die 1. FC Köln GmbH & Co. KGaA ausgegliedert. Der eingetragene Verein hält 100 Prozent des Stammkapitals (2,5 Mio. Euro) an der KGaA und ist Alleingesellschafter der zur Geschäftsführung berechtigten und voll haftenden Komplementärin, der 1. FC Köln Verwaltungs GmbH.

## Geschichte

### Vorläufervereine und Fusion
Bis zum Zweiten Weltkrieg gab es in Köln mehrere etwa gleich starke Fußballvereine, so den VfL Köln 1899, den VfR Köln 04 rrh. (aus dem später Viktoria Köln wurde), die SpVgg Sülz 07 und den Kölner BC 01. Diese Vereine waren in erster Linie Stadtteilvereine. Keiner war stark genug, sich gegen die Großvereine aus dem Ruhrgebiet oder Süddeutschland dauerhaft durchzusetzen. Zwischen 1903 und 1933 gewannen Kölner Vereine nur viermal die Westdeutsche Fußballmeisterschaft, davon 1912 der Kölner BC 01 und 1928 die SpVgg Sülz 07, und erreichten dann jeweils nur das Viertelfinale der deutschen Meisterschaft. 1933 bis 1944 war die Gauliga Mittelrhein die höchste Spielklasse. Dort war es zwar eher möglich, sich gegen die Konkurrenz aus Aachen, Trier oder Koblenz durchzusetzen, doch kam das Aus für die Kölner Klubs in der anschließenden Endrunde fast durchweg bereits in der Vorrunde. Die beiden Vereine, die später zum 1. FC Köln fusionierten, waren der Kölner BC 01 und die SpVgg Sülz 07. Sie kamen damit dem Bayenthaler SV, dem SV 1927 Köln und dem SV Victoria Köln genau sieben Tage zuvor, die im selben Jahr wiederum zum SC Fortuna Köln fusionierten.

#### Kölner Ballspiel-Club 1901

Wappen des Kölner BC 01

Der Kölner Ballspiel-Club 1901 (kurz Kölner BC 01) wurde als Kölner BC 01 am 12. Juni 1901 von unzufriedenen Mitgliedern des im Mai 1899 entstandenen Fußball-Clubs Borussia Köln gegründet, die Vereinsfarben waren Rot und Schwarz. Der Klub wurde in seiner ersten Saison 1902/03 in die höchste Spielklasse, die Bezirksmeisterschaft Köln, eingeteilt, in der er den dritten Platz belegte. Seine Pflichtspiele bestritt er zu Beginn auf der Mülheimer Heide im Stadtteil Riehl und auf der Volkswiese im Stadtwald, ehe man 1904 den „Platz an der Vitalisstraße“ in Müngersdorf als neue Spielstätte auswählte. Der Spielort änderte sich jedoch immer wieder. Ab 1907 fand der Klub in Sülz, in der Nähe des heutigen Geißbockheims, einen dauerhaften Ort für die Heimspiele.
Sportlich erreichte der Verein in den ersten Jahren in der Bezirksmeisterschaft Köln, bzw. später des Rheinbezirks Süd, an der zwischen fünf und sieben Vereine teilnahmen, regelmäßig Plätze im Mittelfeld der Tabelle. Gegen die innerstädtische Konkurrenz vom Cölner FC 1899 sowie gegen den Bonner FV oder Alemannia Aachen hatte der Ballspiel-Club meistens das Nachsehen. Die beste Platzierung wurde bei der letzten Austragung der Bezirksliga 1908/09 erzielt, als man Zweiter wurde. Als der Westdeutsche Spiel-Verband zur Saison 1909/10 eine neue Verbandsliga gründete, in der die stärksten Klubs aus dem Westen Deutschlands antreten sollten, wurde auch der Kölner BC dort eingeteilt und erreichte den dritten Platz. In dieser „Zehnerliga“ maß man sich erstmals auch mit Vereinen außerhalb des Bezirks. Wichtige Stütze des Teams war der Abwehrspieler Robert Hense, der im Oktober 1910 auch zum ersten Spieler des Kölner BC wurde, der in die deutsche Nationalmannschaft berufen wurde.
Den ersten großen Erfolg der Vereinsgeschichte verzeichnete der Kölner BC im Jahr 1912. Als Meister der Verbandsliga war er für das Finale um die Westdeutsche Meisterschaft qualifiziert. Das Endspiel, zugleich das erste Duell mit Borussia Mönchengladbach (damals noch Borussia München-Gladbach), gewannen die Kölner mit 4:2. Dadurch nahm der Kölner BC zum einzigen Mal in seiner Geschichte an der Endrunde um die deutsche Meisterschaft teil, bei der man jedoch im Viertelfinale gegen den späteren Finalisten Karlsruher FV chancenlos war und mit 1:8 unterlag. In der Saison darauf konnte der Titelverteidiger die Erwartungen in der Verbandsliga nicht erfüllen und wurde nur Achter. In der letzten Saison vor dem Ersten Weltkrieg wurde keine Verbandsliga mehr ausgetragen, stattdessen wurde der Kölner BC souverän Meister der Kreismeisterschaft Rheinischer Südkreis. Nach dem Krieg dominierte der KBC die lokale Konkurrenz in dieser Liga, die ab 1920 Gaumeisterschaft Rheinischer Südkreis hieß; er wurde zwischen 1919 und 1924 jeweils Kreis- bzw. Gaumeister. Teil der Mannschaft zu jener Zeit waren unter anderem Franz Bolg, der später einer der treibenden Kräfte bei der Fusion zum 1. FC Köln war, sowie Mittelfeldspieler Karl Flink, der im Juli 1922 zum zweiten deutschen Nationalspieler des KBC wurde und 1948 der erste Trainer des 1. FC Köln war. Außerdem trat Franz Kremer, späterer erster Präsident des 1. FC Köln, 1919 in den KBC ein. In der erfolgreichen Zeit auf lokaler Ebene wurde der Verein zudem zweimal Vizemeister der Westdeutschen Meisterschaft. In der Saison 1919/20 unterlag man im Endspiel VfTuR München-Gladbach mit 1:3 nach Verlängerung. Zwei Jahre später belegte der Klub hinter dem Duisburger SpV Platz 2.
In der Spielzeit 1921/22 gewann der Kölner BC das entscheidende Spiel um die Westdeutsche Meisterschaft gegen Arminia Bielefeld mit 2:1 und stand damit eigentlich als Westdeutscher Meister fest. Im Anschluss protestierte jedoch der Essener TB gegen die Wertung seines Spiels gegen Köln, das 2:2 endete. Grund war die angeblich fehlende Spielberechtigung von Kölns schottischem Verteidiger Gregor Smith. Dem Essener Protest wurde stattgegeben und ein Wiederholungsspiel angesetzt, zu dem die Kölner aus Protest nicht erschienen. Daraufhin wurden die Essener als Sieger des Spiels erklärt und Bielefeld wurde Meister. In der Saison 1922/23 kam es zum ersten Duell gegen den späteren Fusionspartner, der SpVgg Sülz 07. Nach den Erfolgen auf lokaler Ebene kam es 1925 zu einem Leistungseinbruch, der Serienmeister wurde ohne einen Sieg Letzter. Neue treibende Kräfte in der Stadt waren der VfR Köln 04 rrh. und die SpVgg Sülz 07, welche 1926 bzw. 1928 auch Westdeutsche Meister wurden. Der KBC hingegen konnte nicht mehr mithalten, wurde 1930/31 noch einmal Zweiter der Bezirksmeisterschaft Rheingruppe 1 und belegte ansonsten Plätze in der unteren Tabellenregion. Nach der Machtergreifung der Nationalsozialisten und der Umstellung des Ligensystems auf Gauligen spielte der Kölner Ballspiel-Club nur noch einmal in der höchsten Spielklasse, der Gauliga Mittelrhein, und wurde Zehnter. Diese Spielzeit war es auch, in der Hennes Weisweiler, späterer Meistertrainer des 1. FC Köln, mit 17 Jahren sein Debüt als Spieler beim Kölner BC feierte.
Während des Krieges wurde die Spielstätte des KBC größtenteils zerstört, der Verein lag nach Kriegsende sportlich und wirtschaftlich am Boden. Im Februar 1947 wurde Franz Kremer erster Vorsitzender des inzwischen nur noch drittklassigen Vereins. Anfangs wollte Kremer den Kölner BC wieder aufbauen; ein Jahr später wurde er jedoch zur wichtigsten Figur bei der Fusion mit der SpVgg Sülz 07 zum 1. FC Köln, die das Ende des Kölner Ballspiel-Clubs von 1901 bedeutete.
Titel und Erfolge
- Viertelfinale Endrunde um die deutsche Meisterschaft: 1912
- Westdeutscher Meister: 1912
- Meister Verbandsliga Westdeutscher Spiel-Verband: 1912
- Meister Bezirksmeisterschaft Rheinischer Südkreis (2): 1914, 1920
- Meister Gauliga Rheingau (3): 1921, 1922, 1923

#### Spielvereinigung Sülz 07

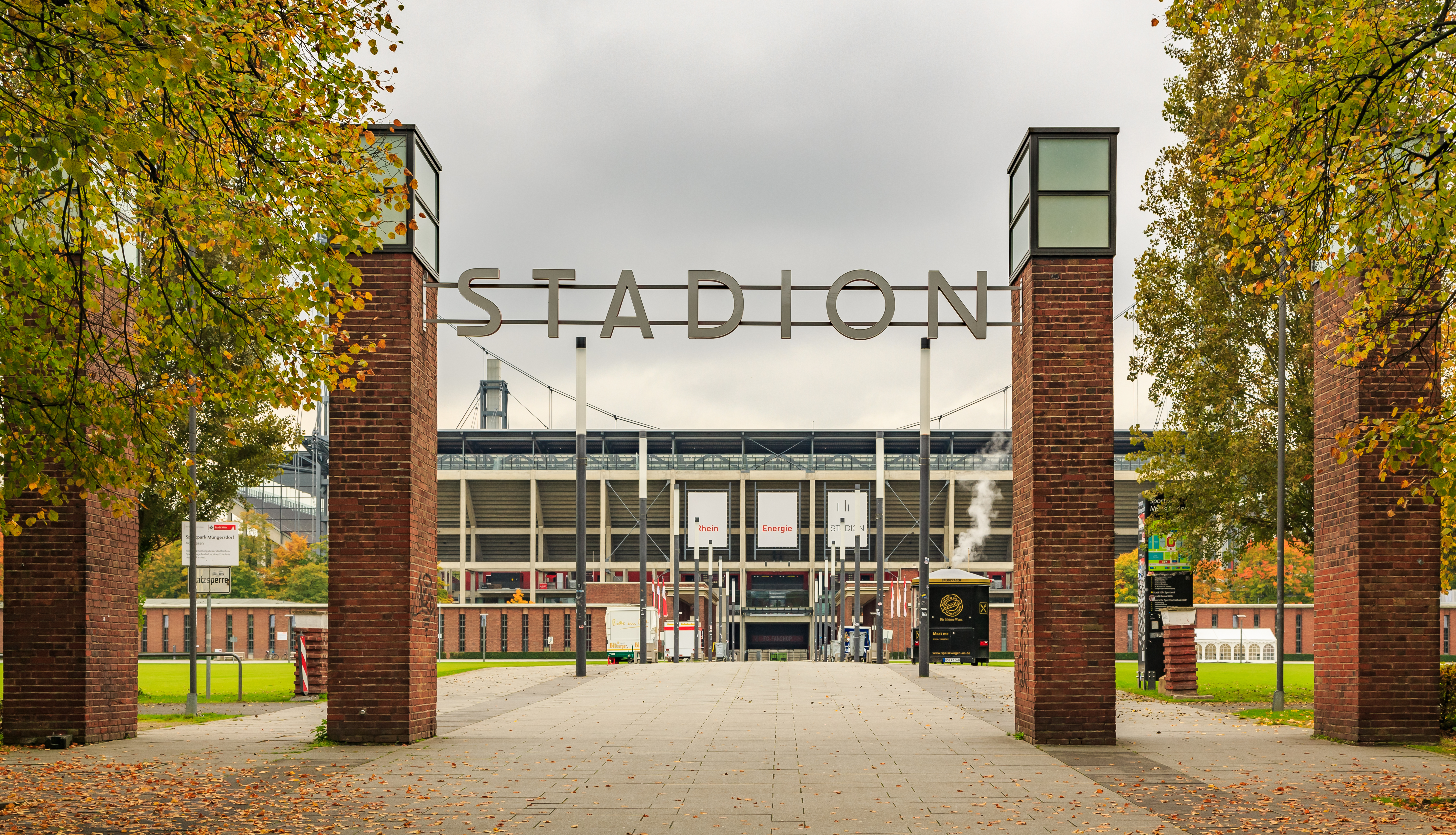
Stadioneingang, damals zur Hauptkampfbahn, heute zum Rheinenergiestadion

Die Spielvereinigung Sülz 07 (kurz SpVgg Sülz 07) wurde im August 1907 als Spielverein Sülz 07 gegründet, die Vereinsfarben waren Rot und Weiß. Erster Vorsitzender war Karl Büttgen, der von 1948 bis zu seinem Tod 1970 Ehrenpräsident des 1. FC Köln war. In den ersten Jahren war es für den vergleichsweise spät gegründeten Verein schwer, gegen die vielen städtischen Konkurrenten, die bereits Jahre davor gegründet worden waren, anzukommen. Eine Fusion mit dem FC Hertha Köln im Jahre 1919 sollte den nun Spielvereinigung Sülz 07 genannten Verein konkurrenzfähiger machen. 15 Jahre nach Gründung stiegen die Sülzer in die höchste Spielklasse, die Gauliga Rheingau, auf. Seine Heimspiele trug der Verein in der Radrennbahn in Müngersdorf aus. Wichtige Spiele wurden jedoch in der Hauptkampfbahn im „Sportpark Müngersdorf“ durchgeführt, die 80.000 Zuschauern Platz bot und bis zum Bau des Olympiastadions in Berlin die größte Sportanlage Deutschlands war. Heute steht an dieser Stelle das Rheinenergiestadion. Vereinsheim der Sülzer war das Fort VI b, auf dessen Fundament heute das Geißbockheim steht.
In der ersten Saison 1922/23 in der Gauliga Rheingau wurde der Klub Sechster. Auch in den folgenden Jahren belegte man Plätze im Mittelfeld der Tabelle. Eine stetige Entwicklung war jedoch bemerkbar, 1925/26 war die SpVgg schon auf den dritten Rang vorgestoßen, ein Jahr später wurde sie souverän Erster des Rhein-Südkreises 1. In der Spielzeit 1927/28 wurde Sülz Meister, diesmal in der Rheingruppe II. Es folgte die erstmalige Teilnahme an der Endrunde um die Westdeutsche Meisterschaft. In dieser trumpfte die Spielvereinigung auf, angeführt vom österreichischen Spielertrainer Ferdinand „Ferdl“ Swatosch, deklassierte unter anderem in Duisburg den Serienmeister der Bezirksliga Ruhr FC Schalke 04 mit 7:2 und sicherte sich durch vier weitere deutliche Siege die Westdeutsche Meisterschaft. Durch diesen Erfolg nahm die Spielvereinigung an der Endrunde um die deutsche Meisterschaft teil. Im Achtelfinale knüpfte die Mannschaft an die starken Leistungen an und schlug überraschend Eintracht Frankfurt mit 3:1. Im Viertelfinale musste man nach München reisen, wo man dem FC Bayern mit 2:5 unterlag.
In der Spielrunde 1928/29 gewann Sülz erneut eine Rheingruppe, diesmal die Gruppe I. In den Entscheidungsspielen um die Teilnahme an der Endrunde um die Westdeutsche Meisterschaft musste man sich Borussia München-Gladbach geschlagen geben. Im Jahr darauf gewann die SpVgg zum dritten Mal in Folge die lokale Meisterschaft, inzwischen Bezirksmeisterschaft Rhein genannt und auf 13 Mannschaften aufgestockt. Durch ein 4:2 nach Verlängerung über Fortuna Düsseldorf erhielt man die Zulassung für die Endrunde um die deutsche Meisterschaft. Nach einem 4:2 im Achtelfinale über den Stettiner FC Titania war im Viertelfinale Hertha BSC zu Gast in Müngersdorf. Das Spiel endete 1:1, sodass ein Wiederholungsspiel in Berlin angesetzt wurde, in welchem Sülz vom späteren Deutschen Meister Hertha BSC mit 1:8 deklassiert wurde.
Die Saison 1929/30 wurde im westdeutschen Fußball vom Skandal um die Bezahlung von Fußballern beim FC Schalke 04 überlagert. Auch darüber hinaus gab es Bestrebungen, den Fußball zu professionalisieren. Das führte am 21. Oktober 1930 zur Gründung des Deutschen Professional-Fußball-Verbandes. Swatosch trat hierbei als Teil des 1. FC Köln, der vornehmlich aus Sülzer Spielern bestand, auf. Das war auch das erste Mal, dass dieser Vereinsname aufschien. Daneben waren Schalke, der F. Sp. V. Köln, der FC München Gladbach Rheydt und der 1. FC Wuppertal an diesem Unterfangen beteiligt. Interesse bestand auch bei Vereinen aus Düsseldorf und Krefeld. Die Bestrebungen blieben aber erfolglos. Vielmehr trennte sich Sülz 07 von Swatosch, wohl auch um sich vom Professionalismus wieder reinzuwaschen und sich artig amateuristisch zu zeigen. Daraufhin kam es zu gerichtlichen Auseinandersetzungen zwischen Sülz 07 und Swatosch um ausstehende Bezüge. Im Verfahren, das Swatosch gewann, erwies sich, dass er ein monatliches Gehalt von 750 Mark erhielt, was etwa dem fünffachen Lohn eines Mechanikers entsprach.
Im westdeutschen Fußball war die SpVgg Sülz 07 dennoch einer der wenigen Vereine, der bereits professionelle Strukturen hatte und Trainer und Spieler gut bezahlt wurden. Der Westdeutsche Spiel-Verband wollte jedoch die Amateurstatuten einhalten, weshalb der Star der Mannschaft, Ferdl Swatosch, zum Berufsspieler erklärt und gesperrt wurde. Sülz 07 wurde von Mai bis Ende August 1931 gesperrt.
1932 gewann man erneut die Rheingruppe II, scheiterte dann im Halbfinale um die Westdeutsche Meisterschaft an Borussia Fulda. Auch in der letzten Spielzeit der Westdeutschen Meisterschaft wurde Sülz 1933 Meister einer Rheingruppe. Erneut scheiterte der Klub anschließend in der Endrunde, diesmal deutlich mit 0:7 an Fortuna Düsseldorf. 1937 spielte der Klub erstmals im Tschammerpokal, dem heutigen DFB-Pokal, was der spätere Fusionspartner KBC nie tat. Nach einem 2:0 gegen Eintracht Frankfurt unterlag man dem Eimsbütteler TV mit 0:2. 1939 und 1942 folgten zwei weitere Teilnahmen am Pokalwettbewerb, die beide mit der zweiten Schlussrunde beendet waren. Nach Einführung der Gauligen spielten die Sülzer dort eine gute Rolle. In der Gauliga Mittelrhein spielte man regelmäßig oben mit, nach drei dritten Plätzen gelang 1939 der Gewinn der Meisterschaft. In der Endrunde um die deutsche Meisterschaft schlug die Mannschaft zwar zweimal Viktoria Stolp, unterlag aber wiederum zweimal Fortuna Düsseldorf, was für das Weiterkommen nicht reichte. Eine der prägenden Figuren dieser Zeit war Georg „Schorsch“ Euler, der bereits 1936 zum einzigen deutschen Nationalspieler der SpVgg Sülz 07 wurde. 1944 agierte die Spielvereinigung zusammen mit dem VfL Köln 1899 als Kriegsgemeinschaft und gewann die Gauliga Mittelrhein. In der Endrunde um die deutsche Meisterschaft unterlag man in der ersten Runde einer Kriegsgemeinschaft aus Duisburg mit 0:2.
Genau wie dem KBC ging es auch der Spielvereinigung Sülz nach dem Krieg sehr schlecht, der Klub war nur noch zweitklassig. Die Verantwortlichen Heinz Bremm und Fritz Plate waren schnell der Auffassung, dass man der Idee des KBC-Chefs Franz Kremer folgen und die beiden Vereine zu einem neuen Großverein fusionieren lassen sollte.
Titel und Erfolge
- Viertelfinale Endrunde um die deutsche Meisterschaft (2): 1928, 1930
- Westdeutscher Meister: 1928
- Meister Bezirksmeisterschaft Rhein (4): 1928, 1930, 1932, 1933
- Meister Gauliga Mittelrhein (2): 1939, 1944 (als Kriegsgemeinschaft mit VfL Köln 1899)

#### Fusion zum 1. FC Köln
Als 1947 der Fußballbetrieb im Westen Deutschlands wieder aufgenommen wurde, spielten mit dem VfR Köln 04 rrh. und Preußen Dellbrück zwei Kölner Vereine in der höchsten Spielklasse, der neugegründeten Oberliga West. Doch diese spielten dort nur eine untergeordnete Rolle, fanden sich rasch in den Niederungen der Tabelle wieder und mussten beide in die Bezirksliga absteigen.

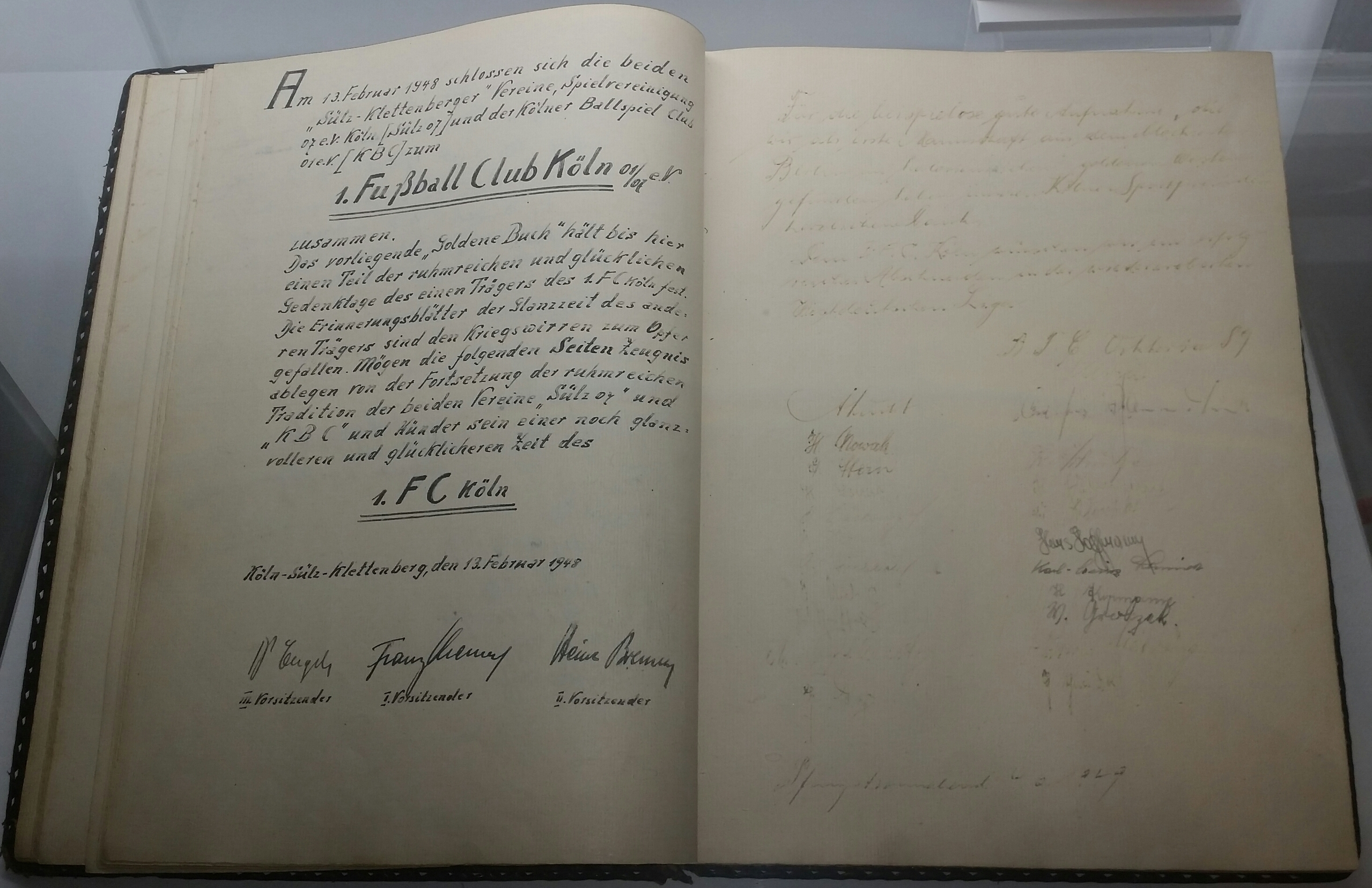
Gründungsurkunde des 1. FC Köln

Deren Misserfolg erschien KBC-Chef Franz Kremer als Chance, einen Kölner Großverein zu etablieren. Dieser sollte nach seinen Vorstellungen nicht nur in der Oberliga mitmischen, sondern in den Kampf um die deutsche Meisterschaft eingreifen können. Als der von Kremer angefragte SV Union Köln eine Fusion mit dem KBC ablehnte, richtete sich die Aufmerksamkeit auf die SpVgg Sülz 07. Zwar verband die beiden Klubs eine traditionelle Rivalität, doch Kremer gelang es, bei beiden Vereinen die Zweifel zu beseitigen. So warb er unter anderem mit dem Spruch „Wollen Sie mit mir Deutscher Meister werden?“, was durchaus gewagt war, handelte es sich doch um ein Zusammengehen eines zweitklassigen mit einem drittklassigen Verein. Und auch der ursprünglich angedachte, anspruchsvolle Name, Erster Fußballclub Köln, war weder durch das Alter der Fusionsvereine noch durch deren damaligen sportlichen Stellenwert gerechtfertigt, was anderen Vereine der Stadt als anmaßend erschien.
Der langjährige Vorsitzende der SpVgg, Karl Büttgen, befürwortete die Fusion und trieb sie an. Die meisten Vereinsmitglieder, die gegen die Fusion waren, begründeten dies damit, dass sie die Tradition des jeweiligen Vereins nicht aufgeben wollten; doch sie waren damit in der Minderheit.

„Tradition hat nur dann Sinn, wenn der Wille zu noch größeren Taten vorhanden ist.“

Am 13. Februar 1948 stimmten schließlich 121 von 156 Mitgliedern der SpVgg Sülz 07 für eine Fusion. Die Mitglieder des Kölner BC stimmten mit 156:10 ebenfalls dafür. Noch am selben Tag wurde in der Kneipe „Roggendorf“ in Sülz (Luxemburger Straße 188) der 1. FC Köln offiziell gegründet. Franz Kremer wurde einstimmig zum ersten Präsidenten gewählt. Er bekleidete das Amt 19 Jahre lang bis zu seinem Tod und ist bis heute unumstritten die wichtigste Persönlichkeit der Vereinsgeschichte.

Die Entstehung höherklassiger Fußballvereine in Köln

### 1948–1960: Schnelle Etablierung im westdeutschen Fußball und erste Titel

Wappen des 1. FC Köln von 1948 bis 1950

Die ersten Jahre nach der Fusion waren davon geprägt, dem Vereinsnamen 1. FC Köln leistungstechnisch gerecht zu werden. Nachdem dies schnell untermauert worden war, etablierte sich der Verein im Laufe der 1950er Jahre rasch im oberen Tabellendrittel der Oberliga West, der höchsten Spielklasse für westdeutsche Mannschaften. Oberliga-Meister wurde der FC zum ersten Mal 1954. Abseits des Spielfelds war diese Epoche geprägt von der zwar autoritären, aber sehr weitsichtigen Vereinsführung von Präsident Franz Kremer. Kremer spekulierte auf eine anstehende Professionalisierung des Fußballs und richtete den Klub dementsprechend früh dahin aus. Dieser Umstand verschaffte dem 1. FC Köln Anfang der 1960er Jahre und bei Gründung der Bundesliga Vorteile im nationalen Vergleich. Doch in den 1950ern hatte er bei Endrundenspielen um die deutsche Meisterschaft gegen die großen Klubs aus dem Süden und Norden noch das Nachsehen.

#### Anfänge nach der Gründung
| Saison                                        | Liga             | Platz | Punkte |
| --------------------------------------------- | ---------------- | ----- | ------ |
| 1947/48                                       | Rheinbezirksliga | 1     | 36:22  |
| 1948/49                                       | Rheinbezirksliga | 1     | 49:03  |
| grün unterlegt: Aufstieg in die Oberliga West |                  |       |        |

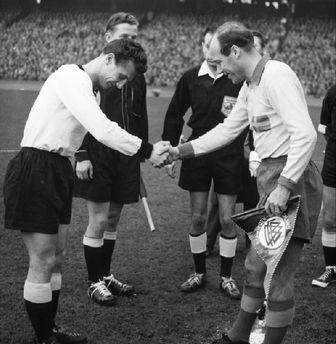
Hans Schäfer (li., 1957)

Bereits zwei Tage nach der Gründung bestritt der 1. Fußballclub Köln in der Rheinbezirks-Liga Gruppe 1 sein erstes Pflichtspiel. Vor 2.432 Zuschauern in Sülz gewann der FC gegen SuS Nippes 12 mit 8:2 (siehe auch: Spieldaten zum ersten Pflichtspiel 1948). Den Platz in der zweitklassigen Rheinbezirks-Liga übernahm der FC von einem der Vorgängervereine, der SpVgg Sülz 07. Die Gruppe wurde gewonnen und man qualifizierte sich für die Entscheidungsspiele um den Aufstieg in die Oberliga West. Gegen Rhenania Würselen lieferte sich die Mannschaft zwei enge Duelle, hatte letztendlich nach den zwei Spielen (0:0 und 0:1) jedoch das Nachsehen.
In der Saison 1948/49, die erste komplette Saison, die der 1. FC Köln spielte, gab Hans Schäfer sein Debüt, einer der prägendsten Spieler des 1. FC Köln, der mit insgesamt 304 Treffern Rekordtorschütze des Vereins ist. Als Spielertrainer agierte Hennes Weisweiler. Der FC dominierte die Bezirksgruppe nach Belieben und qualifizierte sich mit souveränen 49:3 Punkten erneut für die entscheidenden Spiele um den Aufstieg in die Erstklassigkeit. Gegner war diesmal Bayer 04 Leverkusen und nach Treffern von Franz Alexius und Walter Radant siegte der FC mit 2:0. Auch das Rückspiel gewannen die Kölner mit 3:1, womit der Aufstieg in die Oberliga West perfekt war (siehe auch: Spieldaten zum Aufstiegsspiel zur Oberliga West 1949). Anschließend blieb der 1. FC Köln bis zum Abstieg 1998 aus der Bundesliga 49 Jahre am Stück erstklassig. Seit 1951 ist er zudem, was die Platzierung im Ligaspielbetrieb anbelangt, ununterbrochen der beste Verein in Köln.

#### Etablierung in der Oberliga West

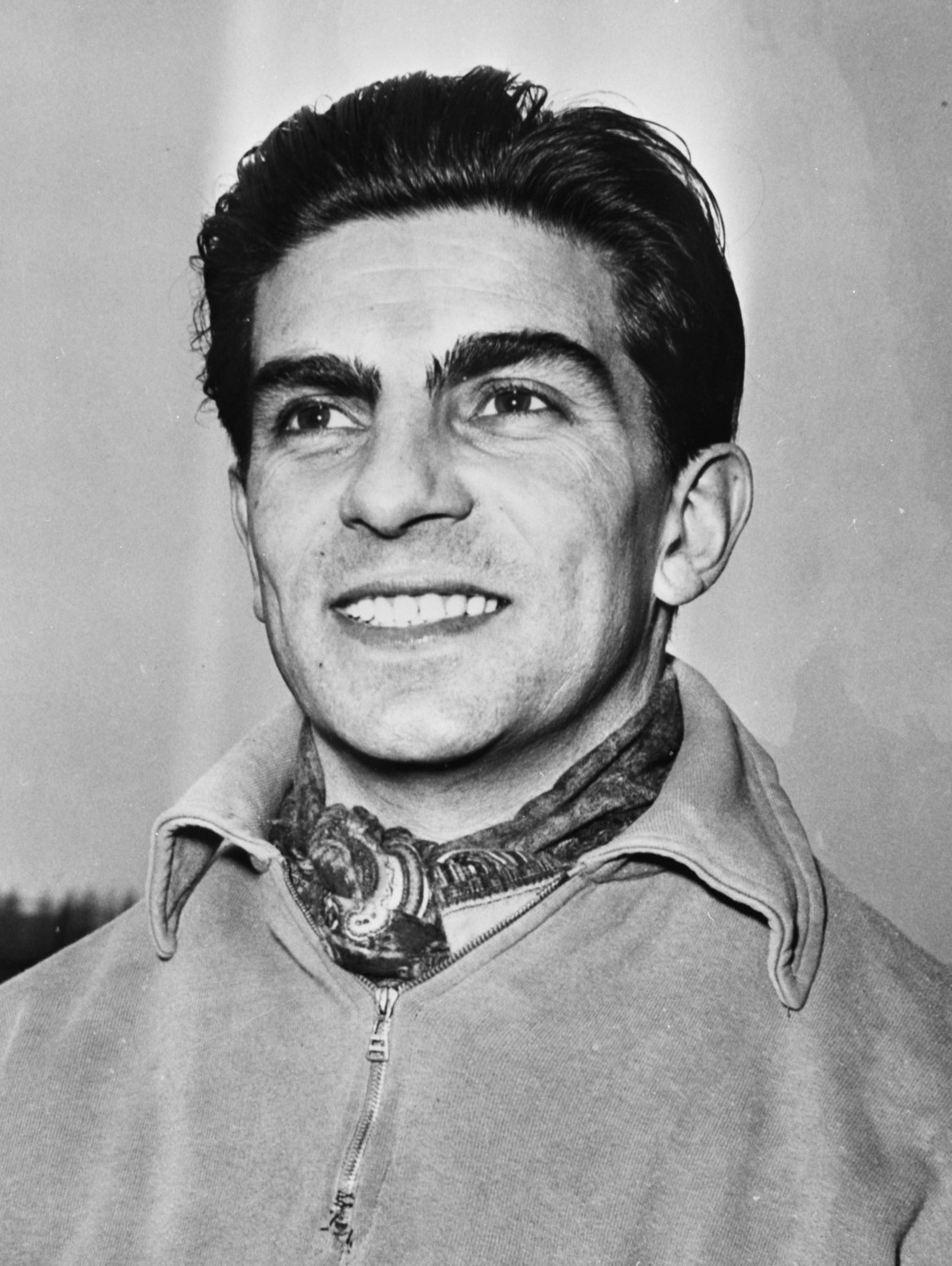
Frans de Munck (1957)

In der ersten Oberliga-Saison 1949/50 wurde der FC Fünfter und verpasste damit knapp die Endrunde um die deutsche Fußballmeisterschaft. Er musste dem Lokalrivalen Preußen Dellbrück, der Vizemeister der Oberliga geworden war, den Vortritt lassen. 1950/51 stießen zum FC der niederländische Torhüter Frans de Munck, der in 100 Ligaspielen zwei Treffer erzielte, sowie „Jupp“ Röhrig, der im November 1950 als erster Spieler des 1. FC Köln in die deutsche Nationalmannschaft berufen wurde. Die Kölner entwickelten ihr Mannschaftsspiel stetig weiter und hielten lange Zeit mit in einem Vierkampf um die Westdeutsche Meisterschaft, bei dem sie schließlich Vierter wurden und den Ruhrpottklubs Borussia Dortmund und FC Schalke 04 sowie Preußen Münster den Vortritt lassen mussten. Die Heimspiele des FC fanden inzwischen in der 1923 erbauten Hauptkampfbahn im Sportpark Müngersdorf statt, wo die SpVgg Sülz 07 damals ihre wichtigen Spiele bereits austrug. Bis zum Bau des „neuen“ Müngersdorfer Stadions 1971 blieb der Sportpark die Heimat des FC.
| Saison  | Liga          | Platz | Punkte |
| ------- | ------------- | ----- | ------ |
| 1949/50 | Oberliga West | 5     | 37:23  |
| 1950/51 | Oberliga West | 4     | 38:22  |
| 1951/52 | Oberliga West | 5     | 33:27  |
| 1952/53 | Oberliga West | 2     | 43:17  |

Am 13. Februar 1950, exakt zwei Jahre nach der Vereinsgründung, überreichte Zirkusdirektorin Carola Williams zusammen mit Johann Thelen (war zu dieser Zeit Zirkusdirektor) dem FC bei einer Karnevalssitzung einen jungen Geißbock, der dem Verein als Glücksbringer dienen sollte. Das Geschenk wurde angenommen und das Tier nach dem Spielertrainer Hennes Weisweiler „Hennes“ getauft. Innerhalb weniger Jahre wurde der Geißbock, der bei den Heimspielen des Vereins immer anwesend war, zum Identifikationsobjekt und die Mannschaft kam so zum Spitznamen „Die Geißböcke“.
1951/52 spielte der FC erneut oben mit und wurde Fünfter, bevor er 1952/53 den Abgang von Hennes Weisweiler verkraften musste, der sich dem Rheydter SV anschloss. Unbeeindruckt davon spielte der Klub eine grandiose Saison, gewann die ersten elf Spiele und nahm Kurs auf den erstmaligen Gewinn der Westdeutschen Meisterschaft, die nach einer schwächeren Rückrunde dann Borussia Dortmund feiern konnte. Als Vizemeister qualifizierte sich der FC dennoch erstmals für die Endrunde um die deutsche Meisterschaft, bei der die Geißböcke sich jedoch in der Vorrunde weder gegen Eintracht Frankfurt noch gegen den späteren Meister 1. FC Kaiserslautern durchsetzen konnten. Die Runde brachte aber doch noch einen Titel ein, denn der FC gewann den Westdeutschen Pokal mit einem 2:0-Sieg über Rot-Weiss Essen.

#### Erstmals Westdeutscher Meister
Die Saison 1953/54 wurde die bis dahin erfolgreichste in der noch jungen Geschichte des Vereins. Durch den Sieg im Westdeutschen Pokal war der FC erstmals für den DFB-Pokal qualifiziert. Die durch Spieler wie Hans Graf, Georg Stollenwerk oder Herbert Dörner gezielt verstärkte Mannschaft erreichte nach Siegen über den BFC Viktoria 1889 und den Hamburger SV das Endspiel. In diesem ersten großen Finale der Klubgeschichte unterlag der FC in Ludwigshafen dem VfB Stuttgart mit 0:1 nach Verlängerung (siehe auch: Spieldaten zum DFB-Pokal-Finale 1954). In der Oberliga lieferte sich der FC lange Zeit mit dem FC Schalke 04 und Rot-Weiss Essen einen Dreikampf um den Titel, in dem sich Köln am Ende durchsetzte und erstmals Westdeutscher Meister wurde. In der Endrunde um die deutsche Meisterschaft traf man erneut auf Kaiserslautern und Frankfurt. Köln hielt diesmal besser dagegen, schlug die Frankfurter mit 3:2 und unterlag im entscheidenden Spiel um den Einzug ins Finale dem 1. FC Kaiserslautern mit 3:4.
| Saison                                | Liga          | Platz | Punkte | DFB-Pokal    |
| ------------------------------------- | ------------- | ----- | ------ | ------------ |
| 1953/54                               | Oberliga West | 1     | 41:19  | Finale       |
| 1954/55                               | Oberliga West | 7     | 29:31  | Achtelfinale |
| 1955/56                               | Oberliga West | 7     | 32:28  | —            |
| 1956/57                               | Oberliga West | 3     | 39:21  | —            |
| 1957/58                               | Oberliga West | 2     | 40:20  | —            |
| 1958/59                               | Oberliga West | 2     | 39:21  | —            |
| blau unterlegt: Westdeutscher Meister |               |       |        |              |

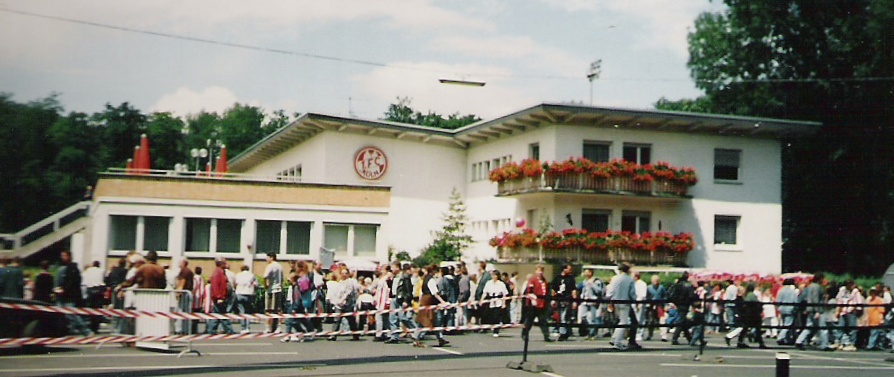
Das Geißbockheim (1996)

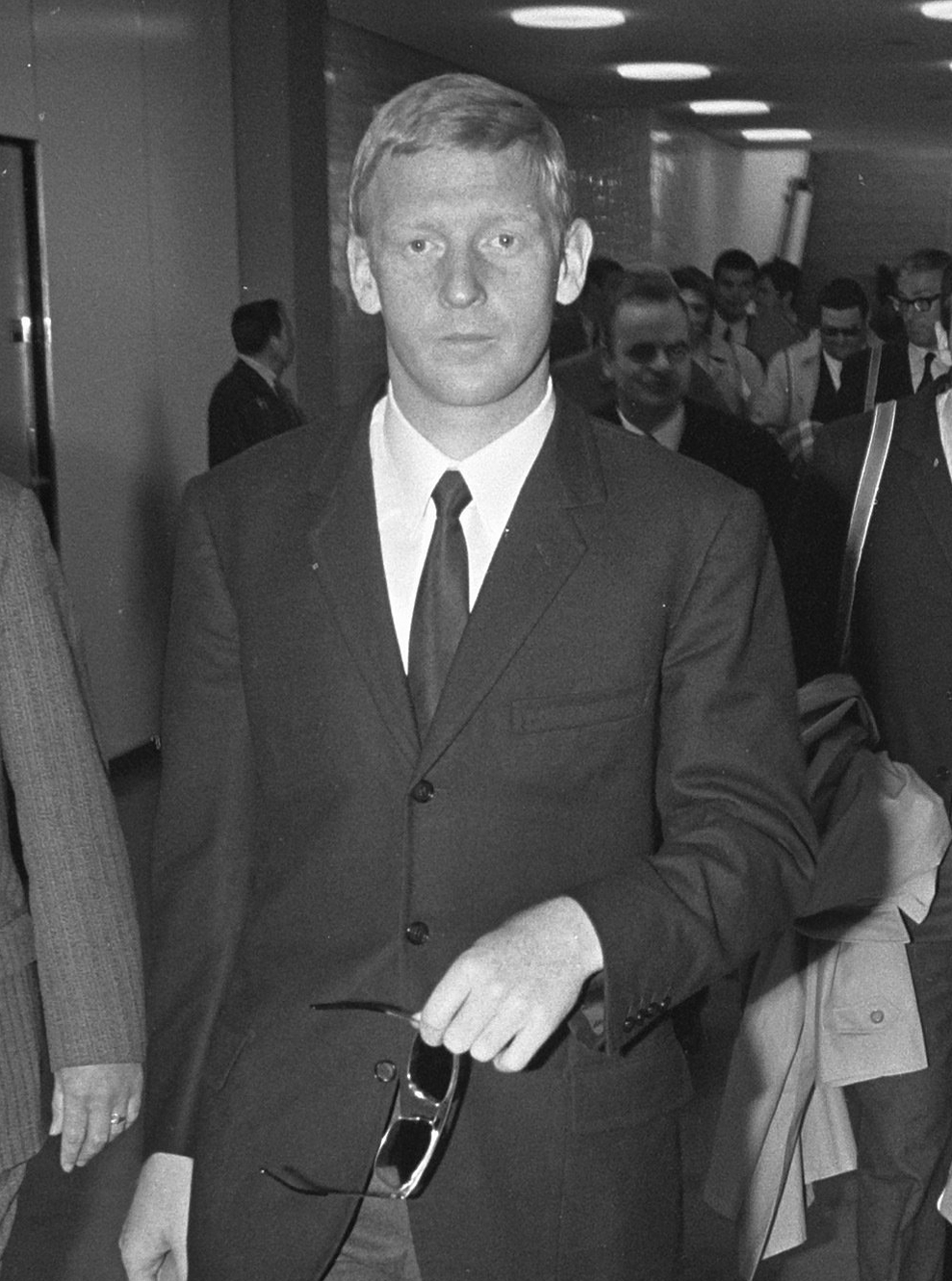
Karl-Heinz Schnellinger (1968)

Außerhalb des Platzes entwickelte sich der 1. FC Köln stetig weiter. Sinnbildlich dafür stand die Errichtung des Geißbockheims, zur damaligen Zeit eines der modernsten Vereinsheime im Fußball, das im September 1953 eröffnet wurde. Bereits 1949 legte der Klub dafür auf Anregung von Präsident Franz Kremer ein Sonderkonto zur „Schaffung einer Großsportanlage“ an, auf das 10 Prozent jeder Spieleinnahme der 1. Mannschaft abgeführt wurden.
Große Aufmerksamkeit erregten Paul Mebus, der seit 1951 beim FC aktiv war und Hans Schäfer, als sie mit der deutschen Nationalmannschaft bei der WM 1954 Weltmeister wurden. Schäfer hatte daran großen Anteil, er schoss in fünf Spielen vier Tore und spielte das Finale über die volle Distanz. Im „Oberliga-Alltag“ 1954/55 wurde der Titelverteidiger nur Siebter, im Achtelfinale des DFB-Pokals setzte es gar ein 0:7 gegen den 1. FC Kaiserslautern. Im Jahr danach wurde man in der Oberliga erneut Siebter. In der Spielzeit 1956/57 ging es tabellarisch wieder bergauf. Am Ende wurde die Mannschaft hinter Borussia Dortmund und dem Duisburger SpV Dritter.
In der Saison 1957/58 stieß Karl-Heinz Schnellinger zum FC, der 1962 der erste Deutsche Fußballer des Jahres des 1. FC Köln wurde und zwischen 1958 und 1963 elementarer Bestandteil der Kölner Mannschaft war. Zudem war die Spielzeit die letzte der zweiten Amtszeit von Hennes Weisweiler, der bereits 1955 nach Beendigung seiner Spielerkarriere ausschließlich als Trainer zurückgekehrt war. Der FC wurde knapp hinter dem FC Schalke 04 Vizemeister der Oberliga und nahm zum dritten Mal an der Endrunde um die deutsche Meisterschaft teil. Dort traf man zunächst auf den bisher als „Angstgegner“ in Erscheinung getretenen 1. FC Kaiserslautern und trotzte den Pfälzern ein 3:3 nach Verlängerung ab. In einem Wiederholungsspiel setzte sich Köln mit 3:0 durch und erreichte die Gruppenphase. In dieser traf man auf den Hamburger SV und erstmals auch auf den Rekordmeister zur damaligen Zeit, den 1. FC Nürnberg. Gegen beide verlor die Mannschaft, gegen den FK Pirmasens gab es immerhin ein 1:1. Im Westdeutschen Pokal erreichte man derweil das Finale und unterlag in diesem Fortuna Düsseldorf.
Ein Jahr darauf verstärkte sich der FC mit dem Stürmer Christian Müller enorm. Müller erzielte zwischen 1958 und 1966 in 181 Spielen 128 Tore für die Geißböcke. Der 1. FC Köln wurde erneut Vizemeister der Oberliga West, diesmal hinter dem Überraschungsmeister Westfalia Herne. Bei der vierten Teilnahme an der Endrunde um die deutsche Meisterschaft lief man in der Gruppenphase zwar vor Werder Bremen und dem FK Pirmasens, jedoch deutlich hinter Eintracht Frankfurt, dem späteren Meister, als Zweiter ein.

### 1960–1970: Spitzenklub in Deutschland, Dramen in Europa
Die Epoche der 1960er Jahre war die erfolgreichste in der Vereinsgeschichte des 1. FC Köln. Der Klub wurde in dieser Zeit zweimal Deutscher Meister, dreimal Vizemeister, viermal Westdeutscher Meister und einmal DFB-Pokalsieger. Außerdem lieferte sich der FC zahlreiche „Schlachten“ im Europapokal, erreichte einmal das Viertelfinale des Europapokals der Landesmeister und je einmal das Halbfinale des Europapokals der Pokalsieger und des Messestädte-Pokals. Zu dieser Zeit galt der 1. FC Köln als der führende Fußballverein in Deutschland, auch aufgrund seiner für die damalige Zeit sehr modernen Organisationsstruktur und sportlichen Methodik.

#### Deutscher Meister, Serienmeister der Oberliga West und Debüt im Europapokal

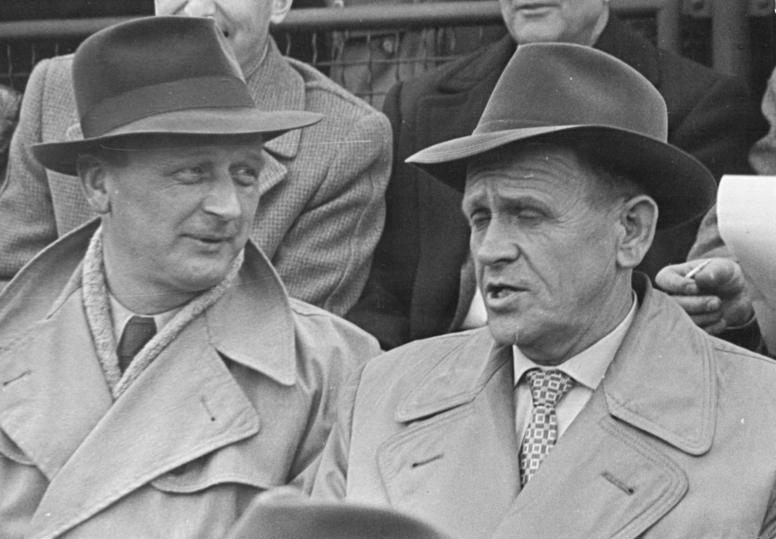
Oswald Pfau (li., 1956)

Mit Josef Röhrig verließ 1960 ein verdienter Spieler den Klub, der in zehn Jahren 242 Spiele absolvierte und 35 Tore schoss. In der Oberliga-Spielrunde 1959/60 wurde der FC Westdeutscher Meister. Anteil daran hatte auch Helmut Rahn, der in dieser Spielzeit beim FC aktiv war und 11 Tore erzielte, Trainer war Oswald Pfau. Im Westdeutschen Pokal erreichten die Kölner das Finale, das gegen Borussia Mönchengladbach verloren ging. Bei der Endrunde um die deutsche Meisterschaft setzte sich der FC erstmals in der Vorrunde durch, gewann die Gruppe mit Werder Bremen, FK Pirmasens und Tasmania Berlin und erreichte erstmals das Endspiel um die Meisterschaft. Das Spiel in Frankfurt gegen den Hamburger SV verlor der FC mit 2:3. Die Treffer für Köln erzielten Christian Breuer und Christian Müller. Entscheidender Mann auf dem Platz war aber Hamburgs Uwe Seeler, der zwei Tore erzielte (siehe auch: Spieldaten zum Endspiel um die deutsche Meisterschaft 1960).
Auch in der folgenden Saison führte in der Oberliga kein Weg am 1. FC Köln vorbei. Angetrieben von Hans Schäfer, dem 20 Tore gelangen, wurde der FC mit drei Punkten vor Borussia Dortmund zum dritten Mal Westdeutscher Meister. Weitere Stützen waren Fritz Ewert und Leo Wilden. In der Meisterschaftsendrunde gegen den späteren Meister 1. FC Nürnberg sowie Werder Bremen und Hertha BSC lief es allerdings weniger gut. Man gewann nur ein Spiel und im DFB-Pokal scheiterte man im Achtelfinale an Werder Bremen.
| Saison | Liga          | Platz | Punkte | DFB-Pokal     | Europapokal  |
| --- | ------------- | ----- | ------ | ------------- | ------------ |
| 1959/60 | Oberliga West | 1     | 44:16  | —             | —            |
| 1960/61 | Oberliga West | 1     | 42:18  | Viertelfinale | —            |
| 1961/62 | Oberliga West | 1     | 44:16  | Viertelfinale | MP, 1. Runde |
| 1962/63 | Oberliga West | 1     | 42:18  | —             | LC, 1. Runde |
| gelb unterlegt: Deutscher Meister (gleichzeitig auch Westdeutscher Meister) blau unterlegt: Westdeutscher Meister LC: Europapokal der Landesmeister, MP: Messestädte-Pokal |               |       |        |               |              |

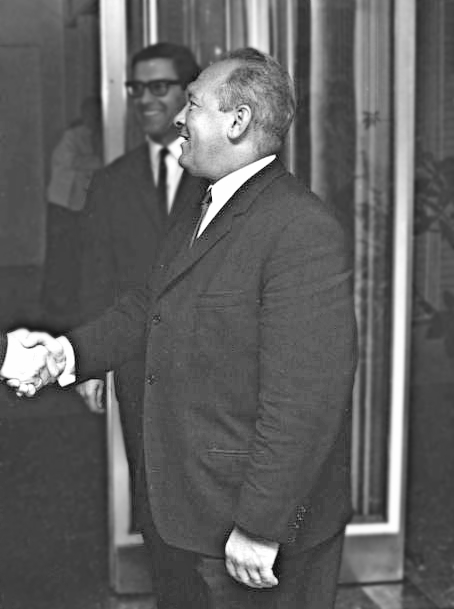
Zlatko Čajkovski (1967)

Für die Oberliga-Saison 1961/62 verpflichtete Franz Kremer den Jugoslawen Zlatko „Tschik“ Čajkovski als Trainer, der bereits von 1955 bis 1958 als Spieler beim FC aktiv war. Köln war Čajkovskis erste Trainerstation, doch Kremer war überzeugt, dass Čajkovski bestens zur Mannschaft passen würde. Zudem stieß Matthias Hemmersbach neu zum Klub, der rasch Stammspieler wurde und in zwölf Jahren beim FC 249 Bundesligaspiele absolvieren sollte. Zu Beginn der Spielzeit trat der 1. FC Köln erstmals in einem Europapokal-Wettbewerb an. Im Messestädte-Pokal spielten zwar schon Spieler des FC, jedoch zusammen mit Akteuren anderer Kölner Klubs als Köln XI. Bei der ersten Teilnahme als 1. FC Köln ging es gleich gegen den siebenfachen italienischen Meister Inter Mailand. Nach einem 4:2 im Hinspiel in Köln unterlag der FC in Mailand 0:2 und es kam zu einem Entscheidungsspiel, welches Inter mit 5:3 für sich entschied. Im DFB-Pokal war im Viertelfinale gegen Eintracht Frankfurt Endstation.
Zum dritten Mal in Folge und vierten Mal insgesamt gewannen die Geißböcke – wenn auch knapp, mit einem Punkt Vorsprung vor dem FC Schalke 04 – die Westdeutsche Meisterschaft. Diesmal wollten alle Beteiligten endlich den letzten Schritt gehen und auch in der Endrunde um die Meisterschaft ihr Potential voll ausschöpfen. In der Gruppenphase traf man, wie schon häufig zuvor, auf die Konkurrenten Eintracht Frankfurt und den Hamburger SV sowie den Außenseiter FK Pirmasens. Nach einem 3:1-Erfolg auswärts gegen die Frankfurter gewann die Mannschaft auch in Hannover gegen den HSV: Beim spannenden 1:0 erzielte Christian Müller das goldene Tor für den 1. FC Köln. Im abschließenden Heimspiel gegen Pirmasens gewann der FC mit 10:0 und war nach 1960 zum zweiten Mal für das Endspiel um die deutsche Meisterschaft qualifiziert. Dort traf der FC auf den achtfachen Deutschen Meister und Vorjahressieger 1. FC Nürnberg. Durch Tore von Hans Schäfer, Fritz Pott sowie zweier Treffer von Ernst-Günter Habig fertigte der 1. FC Köln die Nürnberger im Berliner Olympiastadion mit 4:0 ab und war erstmals Deutscher Meister (siehe auch: Spieldaten zum Endspiel um die deutsche Meisterschaft 1962).

#### Die Meistermannschaft 1962
| - Tor: Fritz Ewert - Abwehr: Matthias Hemmersbach; Fritz Pott; Karl-Heinz Schnellinger; Leo Wilden - Mittelfeld: Ernst-Günter Habig; Hans Sturm; Hans Schäfer - Sturm: Christian Breuer; Christian Müller; Karl-Heinz Thielen - Trainer: Zlatko Čajkovski |

Die Saison 1962/63 stand ganz im Zeichen der Teilnahme am Europapokal der Landesmeister. Das erste Spiel der Vereinsgeschichte in diesem wichtigsten Wettbewerb für europäische Vereinsmannschaften, dem Vorläufer der UEFA Champions League, endete mit der bislang höchsten Niederlage auf dieser Ebene. Der FC verlor beim schottischen Meister FC Dundee mit 1:8. Der 4:0-Erfolg im Rückspiel reichte nicht zum Weiterkommen. In der letzten Saison der Oberliga lief es dagegen wie gewohnt deutlich besser und der FC sicherte sich zum fünften Mal die Westdeutsche Meisterschaft. In der Ewigen Tabelle der Oberliga West belegt der 1. FC Köln mit 14 von 16 möglichen Spielzeiten und 543 Punkten den dritten Platz. In der Entscheidungsrunde um die deutsche Meisterschaft setzte sich der FC in seiner Gruppe überzeugend gegen den 1. FC Nürnberg, Hertha BSC und den 1. FC Kaiserslautern durch und erreichte das letzte Endspiel um die deutsche Meisterschaft. In Stuttgart reichte gegen Borussia Dortmund ein Treffer von Karl-Heinz Schnellinger nicht, Köln verlor mit 1:3 (siehe auch: Spieldaten zum Endspiel um die deutsche Meisterschaft 1963).

#### Erster Bundesliga-Meister
| Saison                | Liga       | Platz | Punkte | DFB-Pokal     | Europapokal    |
| --------------------- | ---------- | ----- | ------ | ------------- | -------------- |
| 1963/64               | Bundesliga | 1     | 45:15  | Viertelfinale | MP, Halbfinale |
| MP: Messestädte-Pokal |            |       |        |               |                |

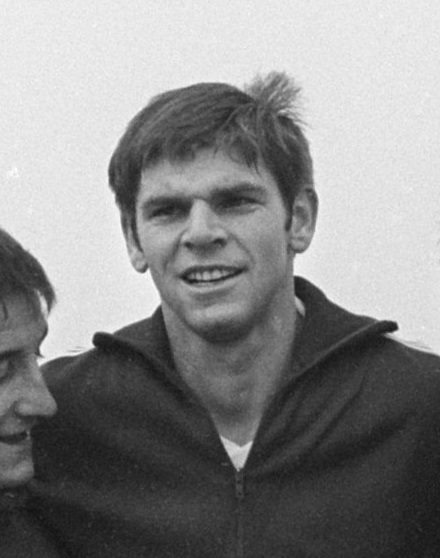
Wolfgang Weber (1968)

Als 1963 die Bundesliga gegründet wurde – FC-Präsident Franz Kremer war einer der energischsten Verfechtern dieser neuen Liga –, fanden auch die Kölner als amtierender Westdeutscher Meister dort ihren Platz. Verstärkt wurde die Mannschaft zur Saison mit Wolfgang Overath und Wolfgang Weber, die den Klub in den kommenden Jahren maßgeblich prägen und auch Stützen der Nationalmannschaft werden sollten. Overath absolvierte 542 Pflichtspiele für den 1. FC Köln und ist damit Rekordspieler des Vereins. Weber brachte es auf 470 Pflichtspieleinsätze. Neuer Trainer wurde zu Beginn der Spielzeit Georg Knöpfle, da Zlatko Čajkovski zum FC Bayern München wechselte.

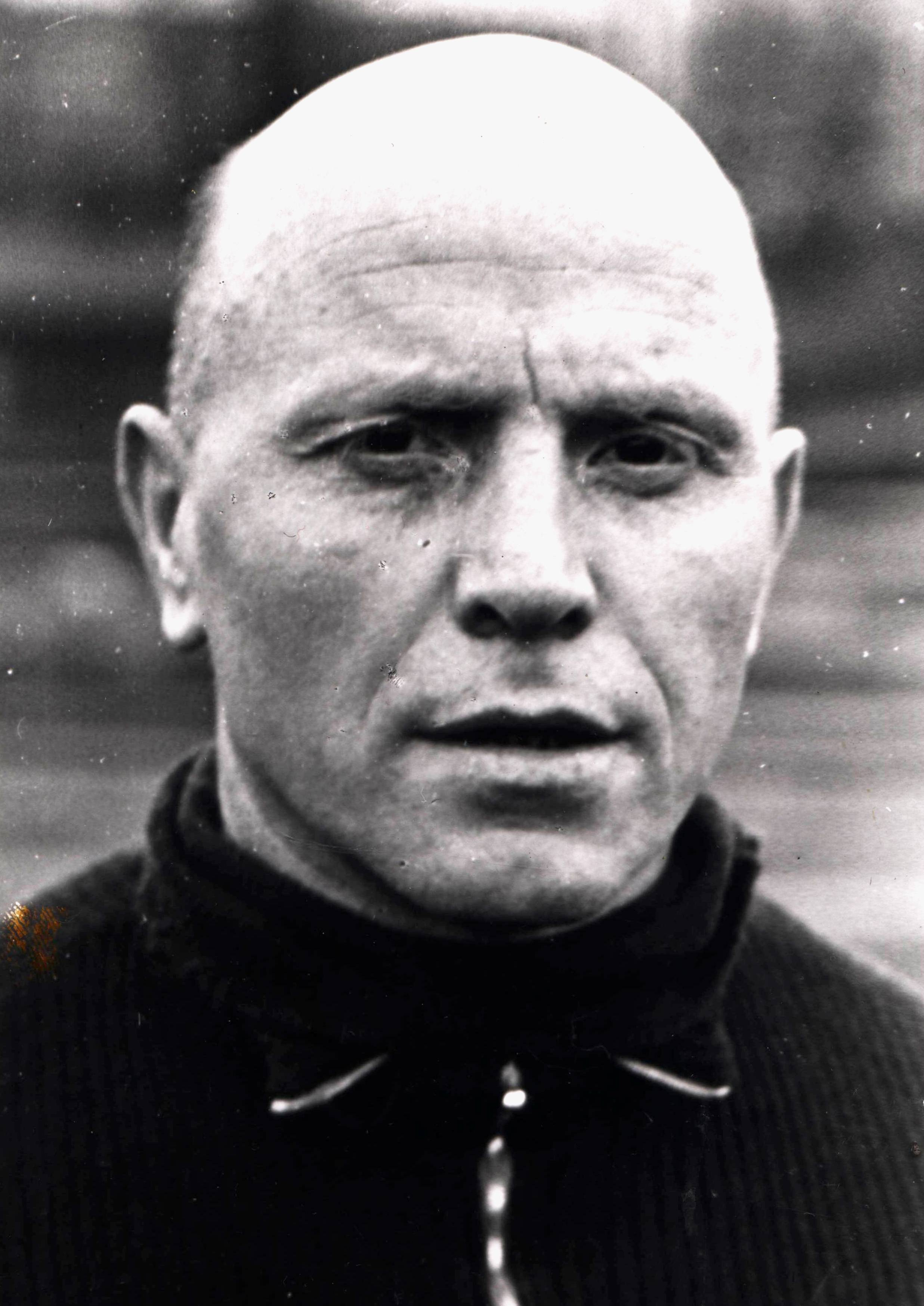
Georg Knöpfle (1955)

Der 1. FC Köln wurde in der Saison 1963/64 erster Bundesliga-Meister. Dieser Titel wurde in einer souveränen Art und Weise geholt, die verdeutlichte, dass die Kölner zu dieser Zeit der Konkurrenz um einiges voraus waren, was auch daran lag, dass der 1. FC Köln am besten auf den Anbruch der Profi-Ära im deutschen Fußball vorbereitet war. So war die Mannschaft über die ganze Saison nur am 4. Spieltag nicht Tabellenführer. Im DFB-Pokal scheiterte die Mannschaft im Viertelfinale zwar überraschend an Hertha BSC, doch dies änderte nichts an der Dominanz in der Bundesliga.
Zudem heimste der FC mit dem Westdeutschen Pokal noch einen Titel ein. Der Wettbewerb, den man ein zweites Mal gewann, wurde zu jener Zeit nicht mehr ausgespielt; vielmehr wurde die Auszeichnung dem Verein überreicht, der unter den West-Vereinen im DFB-Pokal die beste Platzierung erreichte. Am Ende hatte man in der Liga auf den Meidericher SV und Eintracht Frankfurt jeweils sechs Punkte Vorsprung. Beste Torschützen der ersten Bundesligasaison für den FC waren Karl-Heinz Thielen mit 16 und Christian Müller mit 15 Treffern.

#### Die Meistermannschaft 1964
| - Tor: Fritz Ewert (26 Spiele/kein Tor); Toni Schumacher (4/-) - Abwehr: Matthias Hemmersbach (17/-); Fritz Pott (27/1); Anton Regh (29/-); Wolfgang Weber (17/3); Leo Wilden (29/1) - Mittelfeld: Helmut Benthaus (27/1); Wolfgang Overath (30/8); Karl-Heinz Ripkens (1/-); Hans Sturm (30/13) - Sturm: Heinz Hornig (24/7); Christian Müller (22/15); Hans Schäfer (22/12); Karl-Heinz Thielen (25/16) - Trainer: Georg Knöpfle |

Auch auf europäischer Ebene mischte der Klub in der Meistersaison mit. Im Messestädte-Pokal setzte man sich zunächst gegen KAA Gent, Sheffield Wednesday und die AS Rom durch und erreichte das Halbfinale gegen den FC Valencia. Das Hinspiel verlor der FC in Spanien mit 1:4, gewann das Rückspiel 2:0, was das Ausscheiden bedeutete.

#### Tod von Franz Kremer, Pech in Rotterdam und erster DFB-Pokalsieg
In der zweiten Bundesliga-Saison 1964/65 waren die Kölner als Titelverteidiger Favorit auf die erneute Meisterschaft. Neu zum Team stieß unter anderem Hannes Löhr, der 14 Jahre bleiben und in 386 Spielen 186 Tore erzielen sollte. Nach schlechtem Saisonstart arbeitete sich die Mannschaft in der Tabelle stetig nach oben und war am 16. Spieltag Tabellenführer. Die konstanteste Mannschaft war jedoch die von Werder Bremen, die zweiter Bundesliga-Meister wurde. Der FC wurde, mit drei Punkten Rückstand, Vizemeister. Im DFB-Pokal scheiterten die Kölner in der ersten Runde am 1. FC Nürnberg.

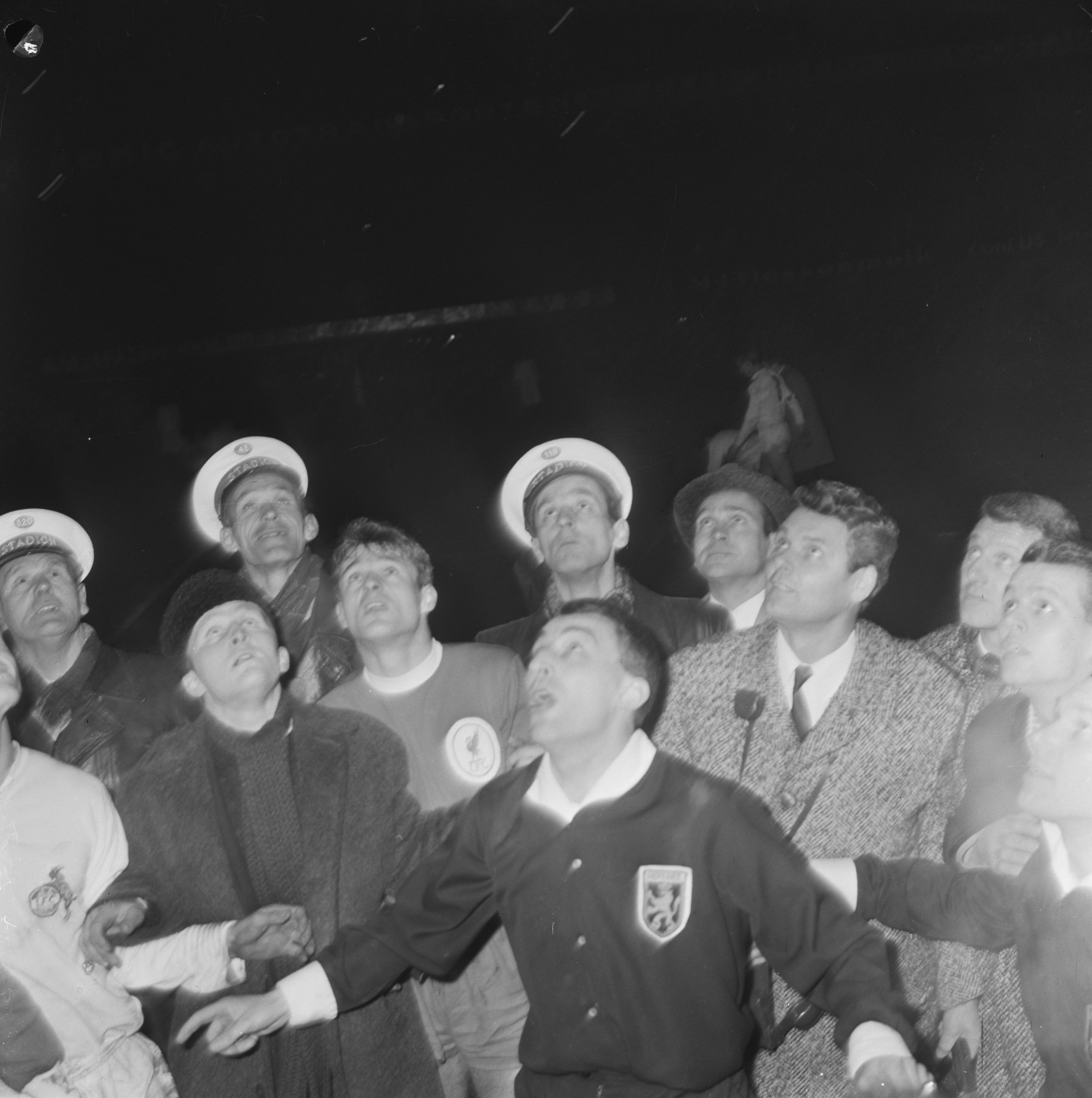
Münzwurf von Rotterdam

Im Europapokal der Landesmeister verkaufte sich der FC deutlich besser als bei seinem Auftritt zwei Jahre zuvor. In der ersten Runde traf man auf Partizan Tirana, das nach einem 0:0 im Hinspiel in Köln mit 2:0 geschlagen wurde. Gegen Panathinaikos Athen erreichte der FC auswärts ein 1:1 und gewann im Rückspiel 2:1. Der 1. FC Köln war damit erstmals unter den acht besten Mannschaften in Europa. Im Viertelfinale trafen die Geißböcke auf den sechsfachen englischen Meister FC Liverpool und gingen als Außenseiter in das Duell. Verletzungsbedingt fehlte Routinier Hans Schäfer, der nach der Saison seine Karriere beendete. Das Hinspiel in Köln endete torlos, im Rückspiel wehrte FC-Keeper Toni Schumacher den Liverpooler Dauerbeschuss über 90 Minuten ab, auch das Rückspiel endete 0:0. Das Entscheidungsspiel fand im neutralen Rotterdamer De Kuip statt, wo es zu einer der denkwürdigsten Partien überhaupt kam. Wolfgang Weber brach sich nach 20 Minuten das Wadenbein, spielte aber nach kurzer Behandlung weiter. Liverpool erzielte zwei Treffer und lag 2:0 vorne. Karl-Heinz Thielen verkürzte kurz vor der Pause, und kurz nach Wiederanpfiff gelang Hannes Löhr der Ausgleich zum 2:2. Das Duell fand auch in der Verlängerung keinen Sieger. Die Regeln der UEFA sahen damals vor, per Münzwurf den Sieger zu ermitteln. Schiedsrichter Robert Schaut benutzte jedoch keine Münze, sondern eine kleine Holzscheibe mit roter und weißer Seite. Er bestimmte Rot als Liverpools Farbe. Nach dem Wurf blieb die Scheibe aufrecht im Rasen stecken, nach dem zweiten Wurf zeigte sie Rot, und der FC war ausgeschieden (siehe auch: Münzwurf von Rotterdam).
| Saison                                                                                    | Liga       | Platz | Punkte | DFB-Pokal    | Europapokal       |
| ----------------------------------------------------------------------------------------- | ---------- | ----- | ------ | ------------ | ----------------- |
| 1964/65                                                                                   | Bundesliga | 02    | 38:22  | 1. Runde     | LC, Viertelfinale |
| 1965/66                                                                                   | Bundesliga | 05    | 44:24  | Achtelfinale | MP, Achtelfinale  |
| 1966/67                                                                                   | Bundesliga | 07    | 37:31  | Achtelfinale | —                 |
| 1967/68                                                                                   | Bundesliga | 04    | 38:30  | Sieger       | MP, 2. Runde      |
| 1968/69                                                                                   | Bundesliga | 13    | 32:36  | 1. Runde     | PS, Halbfinale    |
| 1969/70                                                                                   | Bundesliga | 04    | 43:25  | Finale       | —                 |
| LC: Europapokal der Landesmeister, PS: Europapokal der Pokalsieger, MP: Messestädte-Pokal |            |       |        |              |                   |

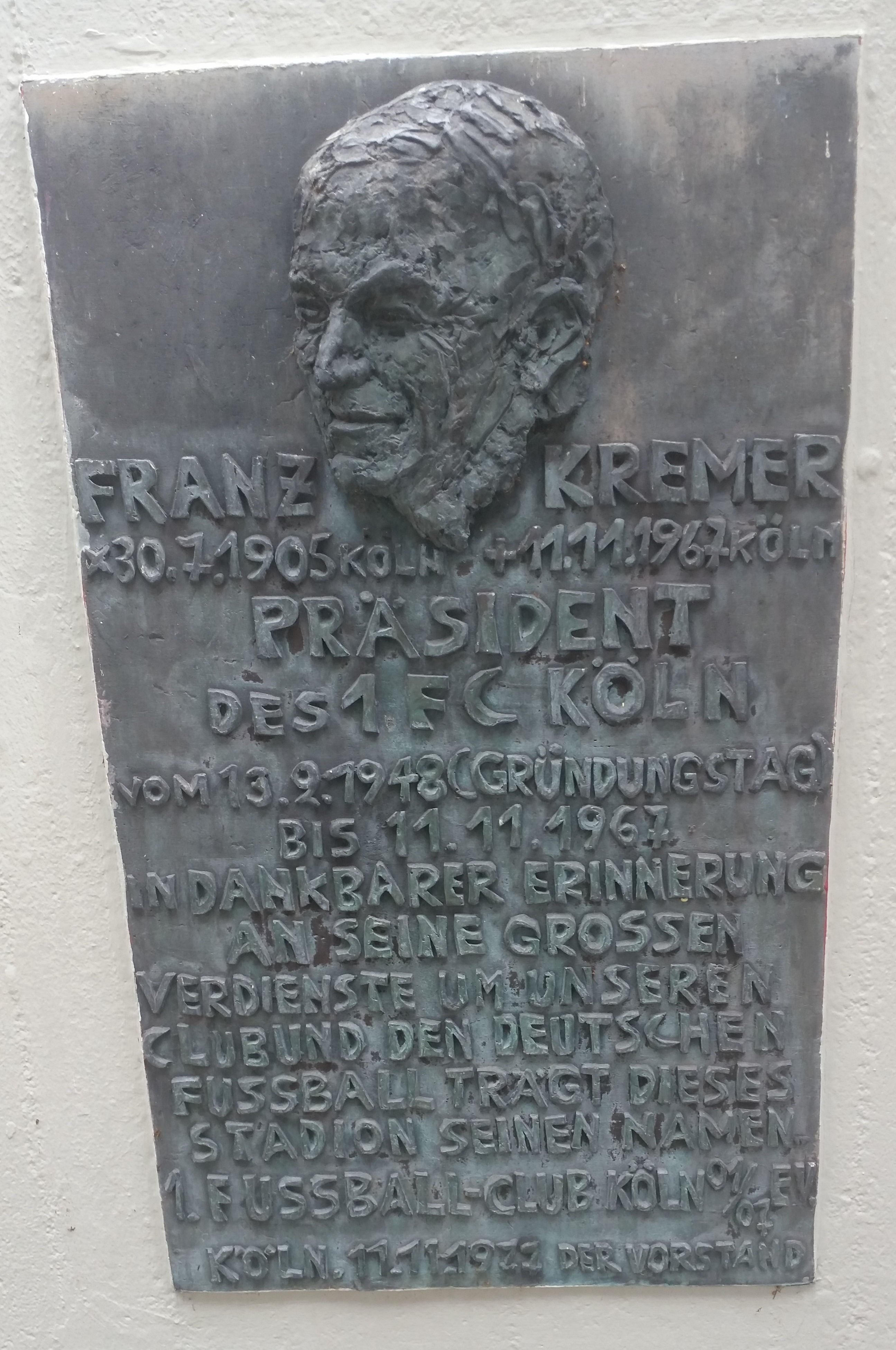
Denkmal für Franz Kremer

In der Saison 1965/66 wurde klar, dass der FC die Vormachtstellung erst einmal an andere Vereine wie Borussia Dortmund oder die beiden Münchner Klubs FC Bayern, an dem man im Achtelfinale des Pokals scheiterte, und den TSV 1860, der Meister wurde, abgegeben hatte. Dennoch reichte es für den FC zum fünften Platz. Im Messestädte-Pokal versuchte der FC derweil sein Trauma vom Vorjahr vergessen zu machen. Nach Siegen über Union Luxemburg, das man in Köln mit 13:0 aus dem Stadion fegte (bis heute höchste Pflichtspielsieg der Vereinsgeschichte sowie der höchste Europapokalsieg einer deutschen Mannschaft), und Aris Thessaloniki war in der dritten Runde gegen Újpest Budapest (3:2, 0:4) Endstation. Die Klubführung entschied sich nach der Saison für einen Wechsel auf dem Trainerposten, Willi Multhaup folgte auf Meistertrainer Georg Knöpfle. Die Saison darauf schloss der FC, der sich unter anderem mit Torwart Milutin Šoškić verstärkte, auf einem enttäuschenden siebten Platz ab. Im DFB-Pokal unterlag das Team im Achtelfinale dem späteren Pokalsieger Hamburger SV.
Am 11. November 1967 (der FC hatte wenige Stunden zuvor in der Bundesliga bei Eintracht Frankfurt gewonnen) wurde der Verein vom plötzlichen Tod seines Präsidenten Franz Kremer erschüttert. Kremer, 63 Jahre alt, war 19 Jahre lang Präsident des 1. FC Köln. Ein kleines Stadion neben dem Geißbockheim, das von Kremer noch geplant und 1971 fertiggestellt wurde, erhielt 1977 seinen Namen. Nachfolger wurde zunächst übergangsweise Werner Müller, ehe 1968 Oskar Maaß zum neuen Präsidenten gewählt wurde.

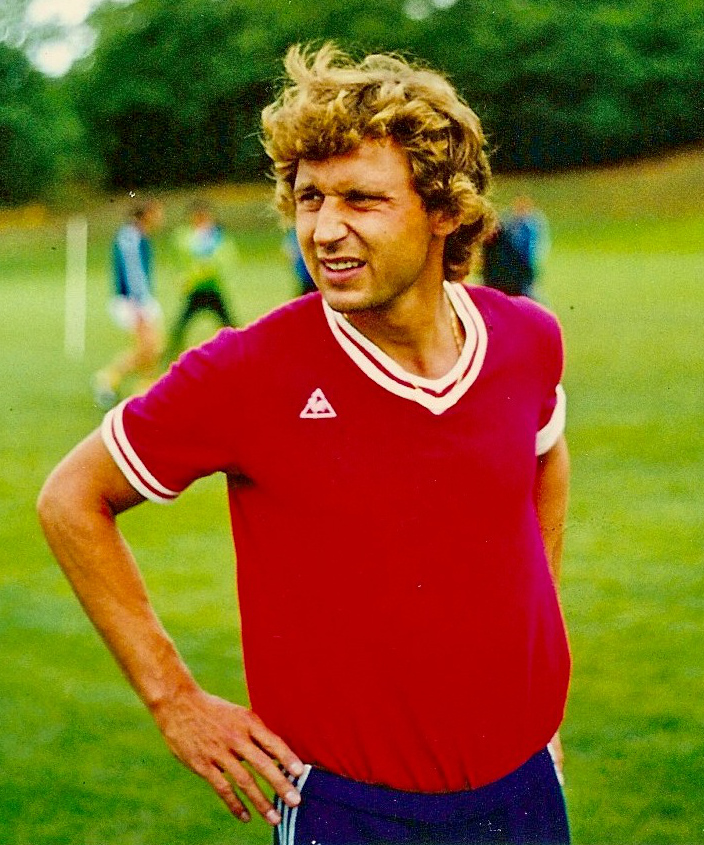
Heinz Flohe (1976)

In der Spielzeit 1967/68 verstärkte sich der FC mit Heinz Simmet und Carl-Heinz Rühl, mischte im Ligabetrieb lange oben mit und wurde am Ende Vierter. Dazu bei trug mit 5 Toren in 17 Spielen auch der bereits im Vorjahr verpflichtete Heinz „Flocke“ Flohe, der einer der besten Spieler in der Vereinsgeschichte werden sollte. Hannes Löhr wurde mit 27 Toren erster Bundesliga-Torschützenkönig des FC. In Europa trat man im Messestädte-Pokal an, bezwang zunächst Slavia Prag und unterlag dann knapp den Glasgow Rangers. Im Pokal erreichten die Kölner zum zweiten Mal nach 1954 das Endspiel. Nach Siegen über den FC 08 Homburg, Eintracht Frankfurt, Eintracht Braunschweig und Borussia Dortmund hieß der Gegner im Finale von Ludwigshafen VfL Bochum. Die Führung des FC glich Bochum postwendend aus. Entscheidender Spieler wurde dann Neuzugang Carl-Heinz Rühl, der das 2:1 und das 3:1 schoss, gefolgt vom 4:1 durch Hannes Löhr. Damit war der 1. FC Köln zum ersten Mal DFB-Pokalsieger (siehe auch: Spieldaten zum DFB-Pokal-Finale 1968).
In der Saison 1968/69 nahm der FC nach dem Pokalsieg erstmals am Europapokal der Pokalsieger, damals der zweitwichtigste europäische Wettbewerb, teil. Als Trainer ersetzte Hans Merkle den Pokalsieger-Trainer Willi Multhaup. Nach zwei schweren Verletzungen von Milutin Šoškić wurde Paul Heyeres neuer Stammkeeper, außerdem stießen Peter Blusch und Werner Biskup zur Mannschaft. Die Kölner schalteten in den ersten Runden souverän Girondins Bordeaux, ADO Den Haag und Randers Freja aus, ehe es im Halbfinale gegen den achtfachen spanischen Meister FC Barcelona ging. Im Hinspiel trennten sich die Mannschaften 2:2, im Rückspiel hatten die Kölner im Camp Nou keine Chance: Josep Fusté erzielte drei Treffer und Barcelona gewann mit 4:1. Carl-Heinz Rühl wurde mit sechs Treffern Torschützenkönig des Wettbewerbs. Den kräftezehrenden Spielen im Europapokal musste der FC in den nationalen Wettbewerben Tribut zollen. Als Titelverteidiger im Pokal strich man bereits in der ersten Runde gegen den VfB Stuttgart die Segel, aber auch in der Bundesliga spielte die Mannschaft so schlecht wie nie zuvor. Von den 17 Auswärtsspielen verlor Köln 13. Allein der Heimstärke war es zu verdanken, dass man noch auf Platz 13 landete. Bis zum letzten Spieltag war der FC in Abstiegsnot. Am 34. Spieltag kam es zum Duell mit Vorjahresmeister 1. FC Nürnberg, dem nur ein Sieg half, um den Abstieg zu vermeiden, was im Umkehrschluss den Abstieg des 1. FC Köln bedeutet hätte. Wolfgang Overath traf kurz nach der Halbzeit zum 1:0, danach erhöhten Rühl und Hornig noch auf 3:0 und der FC hielt die Klasse und Nürnberg stieg ab.
Zur Spielzeit 1969/70 stieß der Angreifer Bernd Rupp zum FC, der voll einschlug und in seinen drei Jahren beim Klub insgesamt 55 Tore erzielte. Er gesellte sich zu den etablierten Overath, Weber, Löhr sowie Torwart Manfred Manglitz, die allesamt bei der Weltmeisterschaft 1970 im deutschen Aufgebot standen. Auch Heinz Flohe setzte sich in dieser Spielzeit endgültig durch und wurde zum wertvollen Stammspieler. In Köln gewann man 14 der 17 Spiele und stand nach 27 Spieltagen auf Platz 1. Die wichtigen Spiele gegen den späteren Meister Borussia Mönchengladbach und den FC Bayern München gingen jedoch verloren, sodass man sich am Ende mit Platz 4 begnügen musste. Im Pokal erreichten die Geißböcke zum dritten Mal das Endspiel. Nachdem man sich gegen Rot-Weiss Essen, den MSV Duisburg, Borussia Mönchengladbach und Alemannia Aachen durchgesetzt hatte, traf man im Finale in Hannover auf den Zweitligisten Kickers Offenbach. Der klar favorisierte FC musste feststellen, dass man den Hessen unterlegen war. Die Kickers führten nach 64 Minuten mit 2:0, ehe Hannes Löhr auf 1:2 verkürzte. Werner Biskup hatte kurz vor Schluss dann die große Chance per Elfmeter zum Ausgleich, doch er vergab. Der Sieg der Offenbacher gegen Köln gilt als eine der größten Pokalsensationen (siehe auch: Spieldaten zum DFB-Pokal-Finale 1970).

### 1970–1980: Unter Weisweiler zum „Double“ und Stammgast im Europapokal
Die Dekade der 1970er Jahre brachte dem 1. FC Köln 1978 das „Double“ bestehend aus Meisterschaft und DFB-Pokal. Dies war zuvor nur dem FC Bayern München gelungen; der FC ist einer von nur vier Vereinen, die diesen Doppelerfolg bislang feiern konnten. Außerdem gewann der FC auch im Jahr davor den DFB-Pokal und er ging dreimal als Verlierer aus dem Pokalfinale; zudem wurde er 1973 Vizemeister. Geprägt war die Ära der 1970er im deutschen Fußball jedoch von Bayern München und Borussia Mönchengladbach, die acht der zehn Meistertitel unter sich ausmachten. Die Gladbacher entwickelten sich in dieser Zeit auch wegen der geografischen Nähe zum Erzfeind des FC. Auf europäischer Ebene war der Verein bis auf eine Ausnahme jedes Jahr vertreten, hauptsächlich im neu geschaffenen UEFA-Pokal. Dort sowie im Europapokal der Landesmeister und im Messestädte-Pokal erreichte die Mannschaft je einmal das Halbfinale.

#### Zwei europäische Halbfinals, DFB-Pokalfinaltrauma und Heimspiele in der „Radrennbahn“
| Saison                                | Liga       | Platz | Punkte | DFB-Pokal     | Europapokal       |
| ------------------------------------- | ---------- | ----- | ------ | ------------- | ----------------- |
| 1970/71                               | Bundesliga | 11    | 33:35  | Finale        | MP, Halbfinale    |
| 1971/72                               | Bundesliga | 04    | 43:25  | Halbfinale    | UC, 2. Runde      |
| 1972/73                               | Bundesliga | 02    | 43:25  | Finale        | UC, Achtelfinale  |
| 1973/74                               | Bundesliga | 05    | 39:29  | Viertelfinale | UC, Viertelfinale |
| 1974/75                               | Bundesliga | 05    | 41:27  | Achtelfinale  | UC, Halbfinale    |
| UC: UEFA-Pokal, MP: Messestädte-Pokal |            |       |        |               |                   |

Die Saison 1970/71 wurde vom Bundesliga-Skandal überschattet. Involviert darin war auch der Kölner Torwart Manfred Manglitz, der bei drei Spielen des FC gegen abstiegsbedrohte Klubs nachweislich bestochen worden war. Zwei der drei Spiele gewann der FC, eines verlor er mit 2:4. Manglitz wurde daher gesperrt, neuer Stammtorhüter wurde Gerhard Welz. Jupp Kapellmann und Bernd Cullmann waren die wichtigsten Spielerverpflichtungen in diesem Jahr. Cullmann sollte 13 Jahre bleiben und 341 Spiele für den FC absolvieren. Unter dem neuen Trainer Ernst Ocwirk, der nur diese eine Saison bleiben sollte, erreichte Köln zum zweiten Mal das Halbfinale des Messestädte-Pokals, welcher zum letzten Mal ausgetragen wurde. Auf dem Weg dorthin schaltete die Mannschaft CS Sedan Ardennes, den AC Florenz, Spartak TAZ Trnava und den FC Arsenal aus. Gegner im Semifinale war der 13-fache italienische Meister Juventus Turin. Im Hinspiel in Köln reichte es nur zu einem 1:1, in Turin verlor der FC mit 0:2 und verpasste so das Finale. Die Leistungen in der Bundesliga litten sehr unter der Kräfte raubenden Teilnahme am europäischen Wettbewerb, der FC wurde nur Elfter. Im Pokal gelang dem 1. FC Köln zum fünften Mal der Einzug ins Endspiel. Nach einem 3:2-Auswärtssieg beim FC Schalke 04 traf man im Finale auf den FC Bayern München. Bernd Rupp brachte Köln in Führung, doch Franz Beckenbauer glich aus. In der Verlängerung gelang den Münchnern kurz vor Schluss der Siegtreffer (siehe auch: Spieldaten zum DFB-Pokal-Finale 1971).

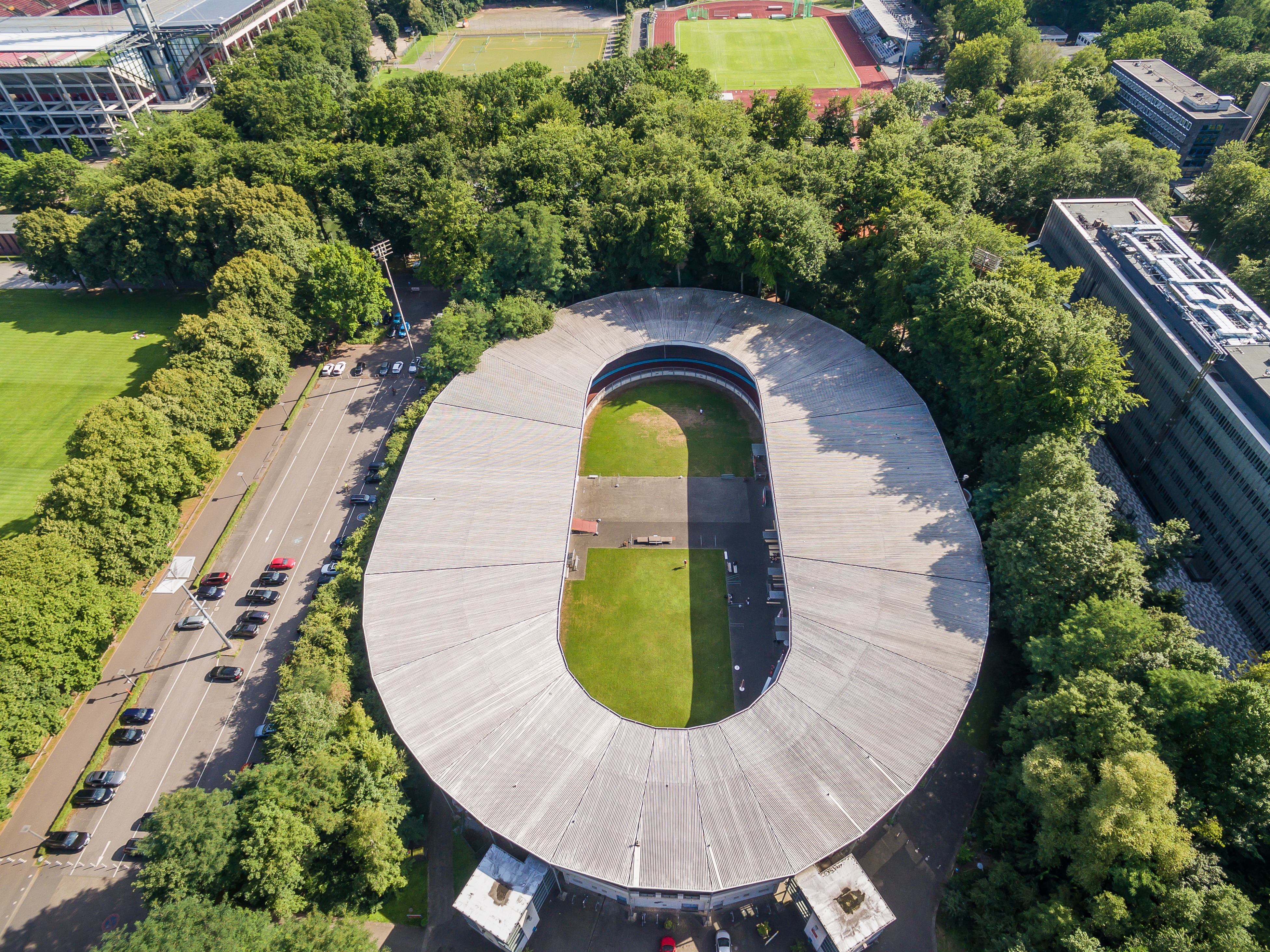
Kölner Radstadion, Stelle der damaligen Müngersdorfer Radrennbahn

Als Pokalfinalist erreichten die Geißböcke in der Saison darauf unter Trainer Gyula Lóránt und mit den Neuzugängen Gerhard Welz, Jürgen Glowacz und Harald Konopka – der zwölf Jahre blieb und 335 Pflichtspiele absolvierte – dennoch das internationale Geschäft. Im erstmals ausgetragenen UEFA-Pokal setzte man sich zunächst gegen den AS Saint-Étienne durch und traf in der zweiten Runde auf den FC Dundee, dem man sieben Jahre zuvor im Landesmeistercup historisch hoch unterlag. Auch dieses Mal scheiterte das Team an den Schotten: Nach einem 2:1 in Köln verlor man in Dundee mit 2:4. In der Bundesliga erreichte man wieder höhere Regionen, wurde am Ende Vierter. Im DFB-Pokal gab es bedingt durch eine Modusänderung zu Hin- und Rückspielen spannende Vergleiche mit Kickers Offenbach (1:3, 4:0) und Bayern München (0:3, 5:1), in denen Köln hohe Auswärtsniederlagen durch noch höhere Heimsiege wettmachte. Im Halbfinale gegen den FC Schalke 04 waren es jedoch die Schalker, die den Vorteil des Heimspiels im Rückspiel hatten und ein 1:4 aus dem Hinspiel in Köln egalisierten. Im Elfmeterschießen setzte sich Schalke schließlich durch.

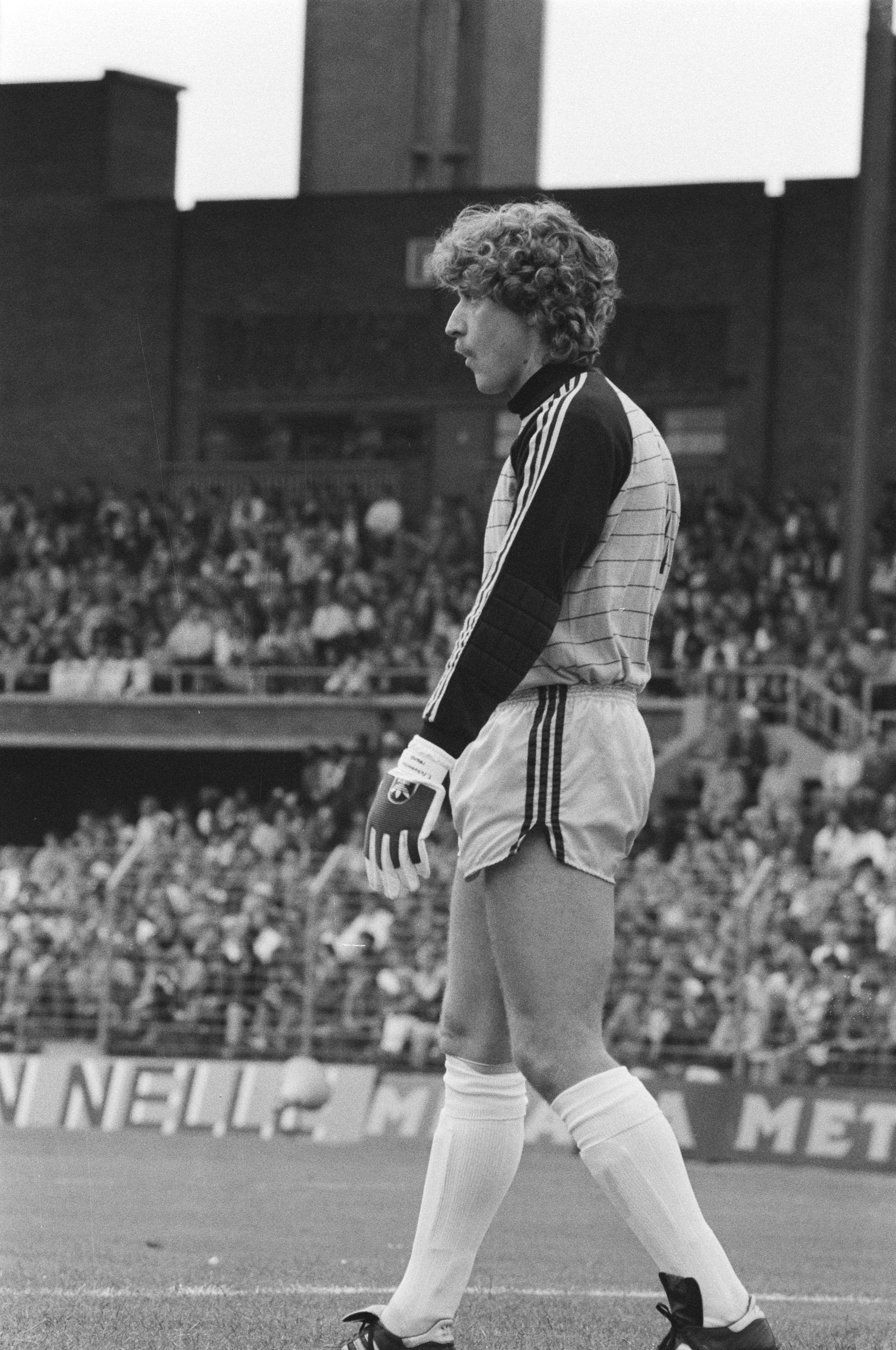
Harald „Toni“ Schumacher (1982)

Sämtliche Heimspiele bestritt der 1. FC Köln zu dieser Zeit in der Müngersdorfer Radrennbahn, da die Hauptkampfbahn im Sportpark Müngersdorf abgerissen und an selber Stelle das neue Müngersdorfer Stadion gebaut wurde, welches 1975 fertiggestellt wurde. Die vier Jahre in der Radrennbahn waren für den Klub wirtschaftlich nur schwer verkraftbar. Fanden in der Hauptkampfbahn noch 60.000 Zuschauer Platz, waren es in der Radrennbahn anfangs nur 22.000, später dann 28.000.
1972/73 stieß Toni Schumacher zum FC. In den ersten Jahren noch Ersatztorwart hinter Gerhard Welz, wurde er nach dessen anhaltender Verletzung neuer Stammtorwart und stand in 15 Jahren 541-mal für den FC zwischen den Pfosten. Außerdem wurde die Mannschaft mit Verteidiger Herbert Hein und Mittelfeldspieler Herbert Neumann verstärkt, die auf Anhieb wichtige Bestandteile des Teams waren. Trainer in dieser Spielzeit war Rudi Schlott. Der FC spielte die beste Saison seit acht Jahren und wurde elf Punkte hinter dem überragenden FC Bayern München zum vierten Mal Vizemeister. Der DFB-Pokal 1972/73 stand ganz im Zeichen eines der hochklassigsten Endspiele in der DFB-Pokalgeschichte zwischen dem FC und Erzrivale Borussia Mönchengladbach, nachdem sich Köln in den Vorschlussrunden souverän gegen den Hamburger SV (2:2, 4:1), Eintracht Braunschweig (5:0, 3:2) und Kickers Offenbach (5:0, 1:1) durchgesetzt hatte. Nach früher Führung für Mönchengladbach glich Herbert Neumann kurz vor der Pause aus. Der Topspieler der Borussia, Günter Netzer, saß auf der Ersatzbank und wurde dauernd von den Gladbacher Fans gefordert, blieb jedoch auf eigenen Wunsch vorerst draußen. In der Verlängerung wechselte sich Netzer dann selber ein, ohne dass der Gladbacher Trainer Hennes Weisweiler intervenierte. In der 94. Spielminute erzielte Netzer dann den Siegtreffer zum 2:1. Für die Geißböcke war es das dritte Pokalfinale innerhalb von vier Jahren, das verloren ging (siehe auch: DFB-Pokal-Endspiel 1973).

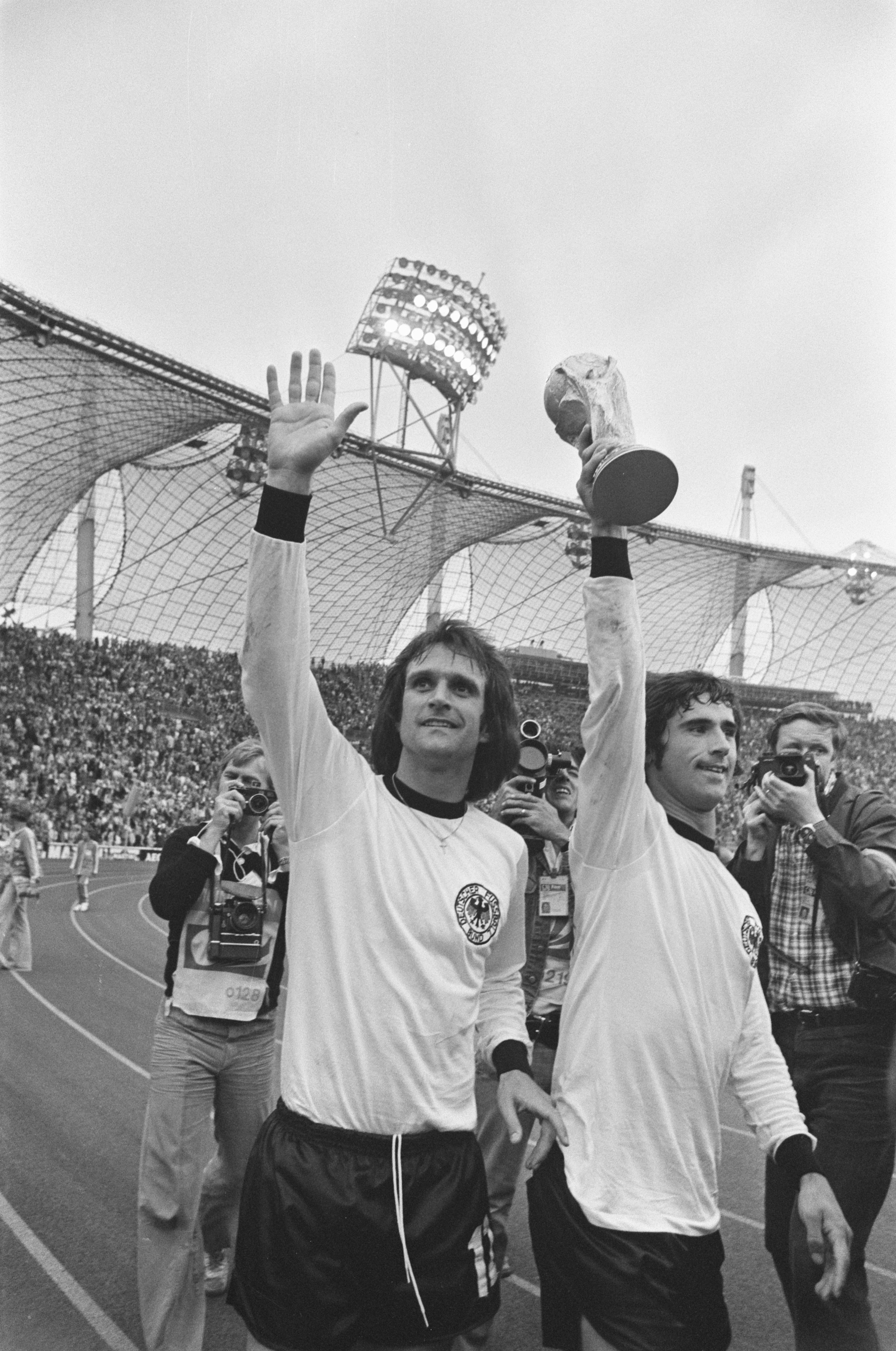
Weltmeister 1974: Wolfgang Overath (li.)

Im UEFA-Pokal scheiterte man nach Siegen über Bohemians Dublin und Viking Stavanger ebenfalls an Mönchengladbach. Nach einem 0:0 in Köln verlor die Mannschaft am Niederrhein deutlich mit 0:5. Peter Weiand wurde 1973 vierter Präsident des 1. FC Köln. Seine 14-jährige Amtszeit war die zweitlängste der Vereinsgeschichte. Zur Saison 1973/74 installierte die neue Klubführung den Meistertrainer von 1962, „Tschik“ Čajkovski; wichtigster neuer Spieler war der Stürmer Dieter Müller, dessen Verpflichtung ein absoluter Glücksgriff war. Müller erzielte in 248 Bundesligaspielen für den 1. FC Köln 159 Tore. Köln beendete die Spielrunde auf dem fünften Platz. Im UEFA-Cup schaltete der FC zunächst Eskişehirspor, Olympique Marseille und OGC Nizza aus, ehe die Mannschaft im Viertelfinale an Tottenham Hotspur (1:2, 0:3) scheiterte. Im Pokal war ebenfalls im Viertelfinale gegen Eintracht Frankfurt Schluss.
Deutschland wurde 1974 zum zweiten Mal Weltmeister. Wie bereits 1954 waren auch FC-Akteure im Kader der Nationalmannschaft. Mit Wolfgang Overath, Heinz Flohe und Bernd Cullmann waren es 1974 drei Spieler des 1. FC Köln, die die Weltmeisterschaft gewannen. Während Overath in allen sieben WM-Spielen auflief und zwei Tore erzielte, kamen Flohe und Cullmann auf jeweils drei Einsätze.
Für die Bundesliga 1974/75 wurden die Verteidiger Gerd Strack und Herbert Zimmermann, der bei Bayern München als Stürmer agiert hatte, verpflichtet. Beide blieben über ein Jahrzehnt lang beim Klub und waren meist Stammspieler. Der 1. FC Köln konnte das hohe Niveau der Anfangszeit in der Bundesliga nicht halten und etablierte sich unter den ersten Fünf der Tabelle, wodurch man in der Regel für den UEFA-Pokal qualifiziert war. So auch in dieser Spielrunde, die die Mannschaft als Fünfter abschloss. Im Pokal scheiterte Köln früh an Fortuna Düsseldorf. Im UEFA-Pokal erreichte der FC erstmals das Halbfinale. Nachdem man sich gegen Kokkolan Palloveikot, Dinamo Bukarest, Partizan Belgrad und den FC Amsterdam hatte durchsetzen können, war der Gegner im Halbfinale einmal mehr Borussia Mönchengladbach. Im Hinspiel in Köln, eines der letzten FC-Spiele in der Radrennbahn, legten die Gladbacher mit einem 3:1-Auswärtssieg den Grundstein für den Finaleinzug, auch das Rückspiel gewann die Borussia mit 1:0.

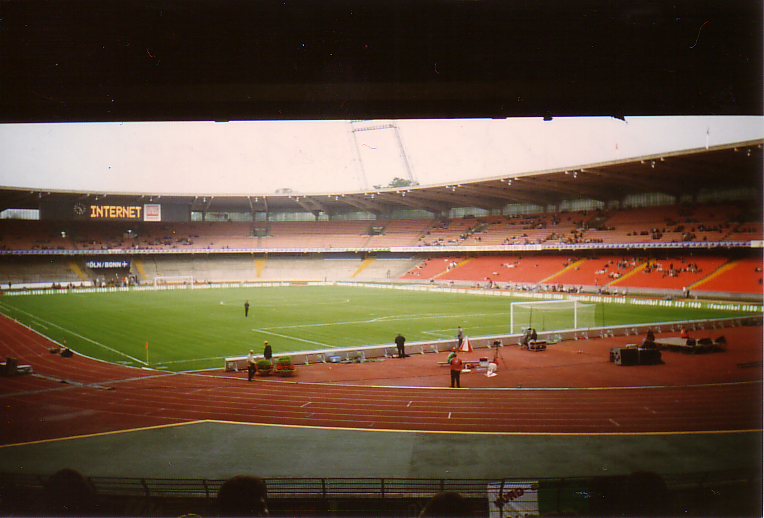
Müngersdorfer Stadion (1997)

#### Einzug ins Müngersdorfer Stadion und zweiter DFB-Pokalsieg
Im November 1975 wurde das Müngersdorfer Stadion eröffnet, wodurch der FC wirtschaftlich wieder entlastet wurde. Anfangs fanden 61.000 Zuschauer im neuen Stadion Platz, im Laufe der Jahre wurde die Kapazität auf knapp unter 50.000 Plätze verringert. Neuverpflichtungen zu Saisonstart waren Roland Gerber und Dieter Prestin. Der ehemalige FC-Spieler zu Oberligazeiten Georg Stollenwerk löste während der Spielzeit Zlatko Čajkovski als Trainer ab, blieb bis zum Saisonende. In der ersten Bundesliga-Saison nach dem Einzug in das neue Stadion wurden die Kölner Vierter, im Pokal scheiterte man im Viertelfinale am FC Bayern München. Auch im UEFA-Pokal schied die Mannschaft vergleichsweise früh aus. Nachdem sie sich gegen Boldklubben 1903 durchsetzte, unterlag man in der zweiten Runde Spartak Moskau (0:2, 0:1).
Hennes Weisweiler startete zur Spielrunde 1976/77 seine dritte Amtszeit als Trainer des 1. FC Köln, die 1980 endete. In dieser Zeit verantwortete er mit dem Gewinn des Doubles 1978 den größten Erfolg der Vereinsgeschichte. Ebenfalls neu zum Verein kam der belgische Flügelspieler Roger Van Gool, der in 98 Spielen 28 Treffer erzielte. In der Liga lief der FC am Ende als Fünfter ein, dabei wurde Dieter Müller mit 34 Treffern zweiter Torschützenkönig des Vereins. Im UEFA-Cup war nach Siegen gegen GKS Tychy und den Grasshopper Club Zürich im Achtelfinale gegen die Queens Park Rangers Endstation. Im DFB-Pokal gelang der 1. FC Köln zum sechsten Mal ins Finale. Nachdem man unter anderem in Düsseldorf gegen die Fortuna mit 4:2 nach Verlängerung gewann und im Halbfinale Rot-Weiss Essen mit 4:0 schlug, hieß der Gegner im Endspiel in Hannover Hertha BSC. Die Partie endete 1:1 und auch nach Verlängerung gab es keinen Sieger. Dies führte zu der Besonderheit, dass der Sieger des DFB-Pokals zum einzigen Mal in seiner Geschichte in einem Wiederholungsspiel, welches zwei Tage später an selber Stelle stattfand, ermittelt wurde. Dieses Spiel gewann der FC durch ein Tor von Dieter Müller mit 1:0 und sicherte sich den zweiten DFB-Pokalsieg (siehe auch: Spieldaten zum DFB-Pokal-Finale 1977).
| Saison                                                                             | Liga       | Platz | Punkte | DFB-Pokal     | Europapokal      |
| ---------------------------------------------------------------------------------- | ---------- | ----- | ------ | ------------- | ---------------- |
| 1975/76                                                                            | Bundesliga | 4     | 39:29  | Viertelfinale | UC, 2. Runde     |
| 1976/77                                                                            | Bundesliga | 5     | 40:28  | Sieger        | UC, Achtelfinale |
| 1977/78                                                                            | Bundesliga | 1     | 48:20  | Sieger        | PS, 1. Runde     |
| 1978/79                                                                            | Bundesliga | 6     | 38:30  | Achtelfinale  | LC, Halbfinale   |
| 1979/80                                                                            | Bundesliga | 5     | 37:31  | Finale        | —                |
| LC: Europapokal der Landesmeister, PS: Europapokal der Pokalsieger, UC: UEFA-Pokal |            |       |        |               |                  |

#### Das „Double“ und unter den vier Besten Europas

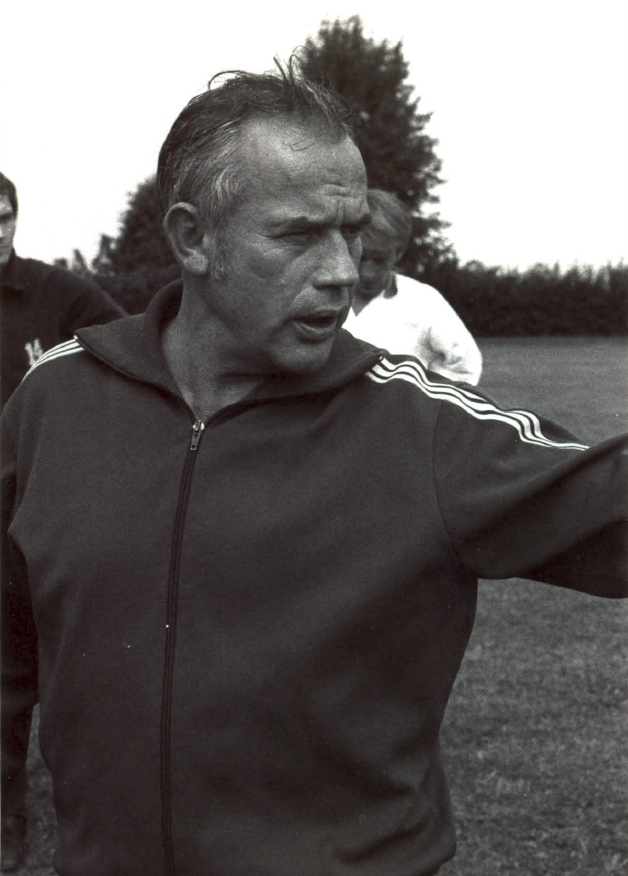
„Double“-Trainer 1978: Hennes Weisweiler

Die Saison 1977/78 war die bisher erfolgreichste in der Geschichte des Klubs. Die Mannschaft holte sowohl die Meisterschaft, als auch den Pokal nach Köln und gewann somit das „Double“. Im Europapokal der Pokalsieger scheiterte die Mannschaft in der Double-Saison bereits in der ersten Runde am FC Porto (2:2, 0:1). Zu Beginn der Bundesliga-Spielzeit war der wichtigste Spielertransfer Yasuhiko Okudera, der aus Japan kam und drei Jahre bleiben sollte. Im DFB-Pokal zogen die Kölner als Titelverteidiger souverän ins Endspiel ein, in dem es in Gelsenkirchen gegen Fortuna Düsseldorf ging. Der FC gewann durch Treffer von Roger Van Gool und Bernd Cullmann mit 2:0 und damit zum dritten Mal den DFB-Pokal (siehe auch: Spieldaten zum DFB-Pokal-Finale 1978).
Der FC spielte auch in der Liga eine konstant starke Runde und stand vor dem letzten Spieltag aufgrund des um zehn Tore besseren Torverhältnisses vor dem Erzrivalen Borussia Mönchengladbach an der Tabellenspitze. Gladbach siegte am letzten Spieltag gegen Borussia Dortmund mit 12:0, was den Borussen sogar bei einem 2:0-Sieg für Köln die Meisterschaft gebracht hätte. Der FC gewann jedoch beim FC St. Pauli mit 5:0 und wurde letztlich durch drei weniger kassierte Tore bei gleichviel geschossenen Deutscher Meister. Damit gewann der 1. FC Köln seine erste Meisterschaft seit 1964 und die dritte insgesamt (siehe auch: Spieldaten zum 5:0-Sieg gegen den FC St. Pauli).
Dieter Müller verteidigte zudem mit 24 Treffern seinen Titel des Torschützenkönigs, musste ihn sich allerdings mit Namensvetter Gerd teilen. Dieter Müller erzielte zudem am 3. Spieltag beim 7:2 gegen Werder Bremen sechs Tore, ein Bundesliga-Rekord. Nach dem Gewinn des Doubles beendeten einige wichtige Stammspieler ihre aktive Laufbahn (z. B. Hannes Löhr), oder wechselten den Verein (z. B. Wolfgang Weber).

#### Die Doublemannschaft 1978
| - Tor: Toni Schumacher (34 Spiele/kein Tor) - Abwehr: Roland Gerber (34/2); Herbert Hein (4/-); Harald Konopka (31/3); Rainer Nicot (1/-); Gerhard Strack (32/2); Herbert Zimmermann (32/2) - Mittelfeld: Bernhard Cullmann (27/6); Heinz Flohe (34/14); Jürgen Glowacz (5/-); Herbert Neumann (34/8); Heinz Simmet (23/1) - Angriff: Hannes Löhr (8/1); Dieter Müller (33/24); Yasuhiko Okudera (20/4); Dieter Prestin (14/3); Roger Van Gool (32/12); Holger Willmer (11/1) - Trainer: Hennes Weisweiler Vereinswechsel während der Saison: Jürgen Glowacz (zu Werder Bremen) |

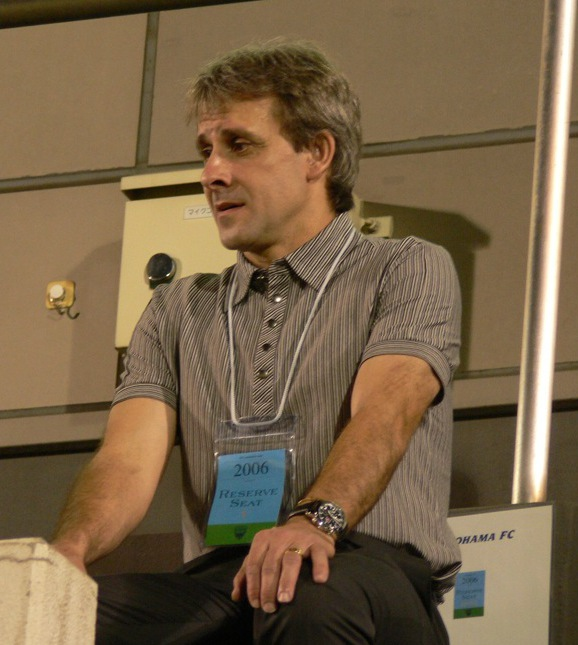
Pierre Littbarski (2006)

In der Spielzeit 1978/79 begannen gleich zwei spätere Vereinsikonen ihre Karriere. Pierre Littbarski kam mit 18 Jahren zum Klub und entwickelte sich in seinen 14 Jahren beim FC zu einem der besten Offensivspieler, die der Verein je in seinen Reihen hatte. In insgesamt 406 Bundesligaspielen erzielte „Litti“ 116 Tore. Stephan Engels kam ebenfalls als 18-Jähriger, blieb elf Jahre und schoss 39 Tore in 236 Spielen. Außerdem begann Bernd Schuster beim FC in dieser Spielrunde seine Karriere. Als Meister des Vorjahres nahm der 1. FC Köln am Europapokal der Landesmeister teil. Nach 1962/63 und 1964/65 war es die dritte, erfolgreichste und bis heute letzte Teilnahme an diesem wichtigsten europäischen Vereinswettbewerb. In den ersten Runden setzte sich der FC souverän gegen die Meister aus Island (ÍA Akranes) und Bulgarien (Lokomotive Sofia) durch. im Viertelfinale bezwang man die Glasgow Rangers (1:0, 1:1). Erstmals erreichten die Geißböcke das Halbfinale des Landesmeisterpokals und waren damit unter den vier besten Mannschaften in Europa. Der 1. FC Köln war der erste deutsche Verein, der in allen vier Europapokalwettbewerben mindestens das Halbfinale erreicht hatte. Überhaupt gelang dies ansonsten nur noch Eintracht Frankfurt. Gegen Nottingham Forest trennten die Kölner sich im Hinspiel in England unentschieden mit 3:3. Im Rückspiel hätte also schon ein 0:0 für den FC zum Einzug ins Endspiel gereicht, doch die Engländer gewannen in Müngersdorf mit 1:0 und Köln schied aus (siehe auch: Spieldaten zum Halbfinale des Europapokals der Landesmeister 1979). Da es in der Liga nur zu Platz sechs reichte und man im Pokal schon im Achtelfinale ausschied, konnte sich der FC nach neun Jahren ununterbrochener Europapokal-Teilnahme nicht für einen europäischen Wettbewerb qualifizieren.
Die letzte Saison in den 1970ern schlossen die Kölner auf dem fünften Platz ab. Außerdem erreichte das mit Tony Woodcock und Holger Willmer verstärkte Team zum achten Mal in der Klubgeschichte das DFB-Pokalfinale. Dort kam es zu einer Neuauflage des Endspiels von 1978 gegen Fortuna Düsseldorf. Die Fortuna konnte sich für ihre Niederlage revanchieren und gewann mit 2:1 (siehe auch: Spieldaten zum DFB-Pokal-Finale 1980). Hennes Weisweiler hatte den FC kurz vor Saisonende verlassen; er hatte sich mit dem Präsidium zerstritten. Sein Nachfolger Karl-Heinz Heddergott saß bereits beim Pokalfinale auf der Bank.

### 1980–1990: Letzter Titelgewinn und UEFA-Pokal-Finale
Gewann der FC in den vergangenen Jahrzehnten mehrfach Titel pro Dekade, so wurde in den 1980ern mit dem DFB-Pokalsieg 1983 lediglich ein Titel errungen, der letzte bis zum heutigen Tag. Dennoch war der FC weiter fester Bestandteil des oberen Tabellendrittels der Bundesliga, wurde dreimal Vizemeister und war mit zwei Ausnahmen immer im Europapokal vertreten.

#### Vierter DFB-Pokalsieg
| Saison                                          | Liga       | Platz | Punkte | DFB-Pokal    | Europapokal      |
| ----------------------------------------------- | ---------- | ----- | ------ | ------------ | ---------------- |
| 1980/81                                         | Bundesliga | 8     | 34:34  | 2. Runde     | UC, Halbfinale   |
| 1981/82                                         | Bundesliga | 2     | 45:23  | 1. Runde     | —                |
| 1982/83                                         | Bundesliga | 5     | 43:25  | Sieger       | UC, Achtelfinale |
| 1983/84                                         | Bundesliga | 6     | 38:30  | Achtelfinale | PS, Achtelfinale |
| PS: Europapokal der Pokalsieger, UC: UEFA-Pokal |            |       |        |              |                  |

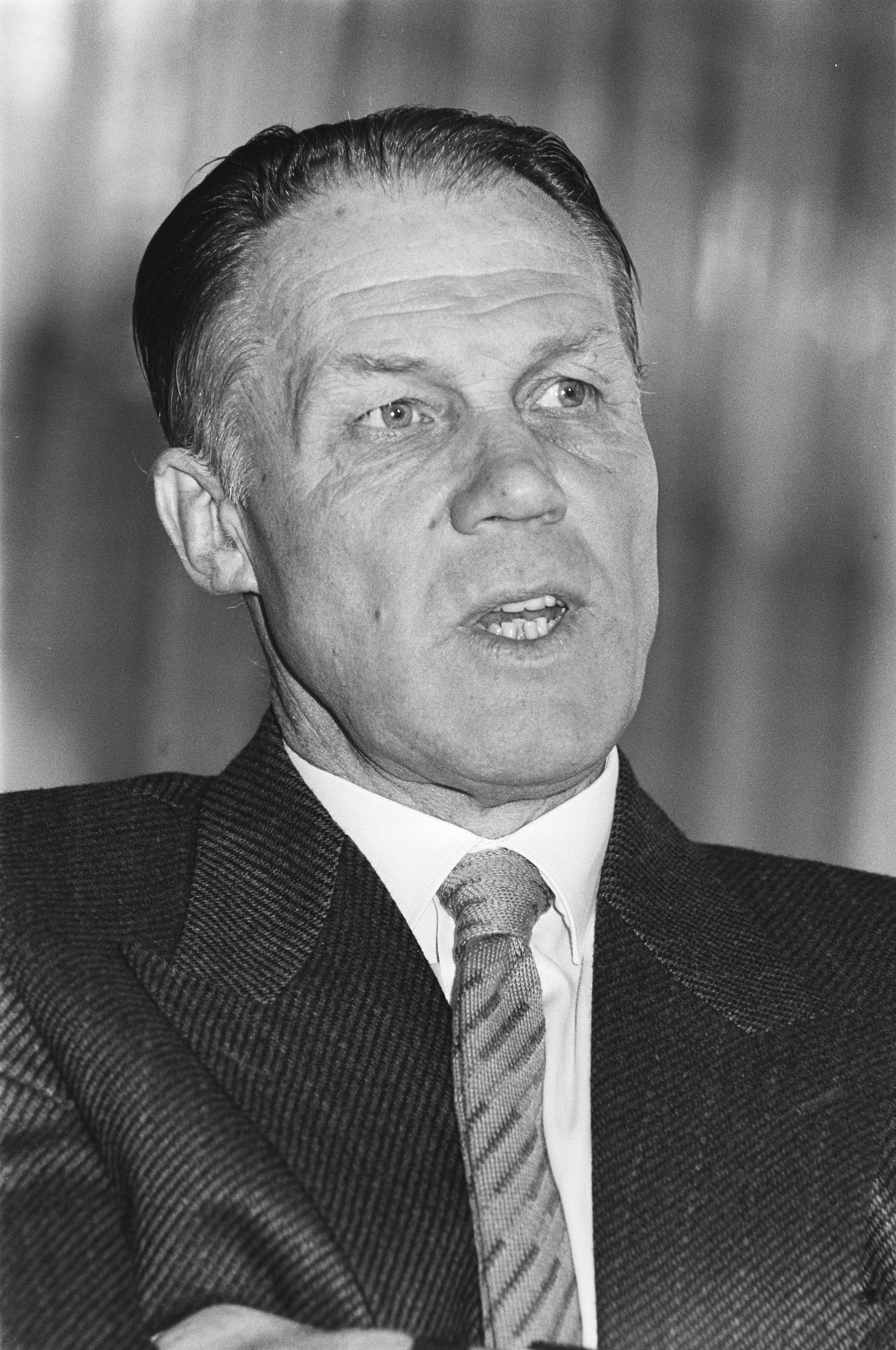
Rinus Michels (1984)

Am erfolgreichsten war der FC in der Saison 1980/81 im UEFA-Pokal. Mit den Neuzugängen Rainer Bonhof und Frank Hartmann sowie dem neuen Trainer, „General“ Rinus Michels, erreichten die Kölner zum sechsten Mal ein Halbfinale im Europapokal. Nachdem die Mannschaft in der ersten Runde souverän ÍA Akranes ausschaltete, kam es in Runde zwei zu einer Sternstunde in der Europapokalgeschichte des 1. FC Köln; Gegner war der neunfache spanische Meister FC Barcelona, den man nach einer 0:1-Niederlage im Hinspiel in Köln mit 4:0 in Barcelona besiegte. Im Achtelfinale bezwang das Team im innerdeutschen Duell knapp den VfB Stuttgart (1:3, 4:1 n. V.), im Viertelfinale schaltete man Standard Lüttich (0:0, 3:2) aus. Im Halbfinale gingen dann beide Spiele gegen Ipswich Town mit 0:1 verloren. In den nationalen Wettbewerben schnitt man deutlich schlechter ab, in der Bundesliga reichte es nur zu Platz 8, das schlechteste Abschneiden seit 1970/71. Dadurch verlor der FC auch den ersten Platz in der Ewigen Tabelle der Bundesliga, den man seit Bundesligagründung innehatte, an den Meister FC Bayern München. Im Pokal schied der FC bereits in der zweiten Runde gegen den SC Freiburg aus.
In der Spielzeit 1981/82 konnte sich der FC also voll und ganz auf die Bundesliga konzentrieren. Die Spielzeit brachte den endgültigen Durchbruch für Pierre Littbarski. Er wurde für den FC zum unverzichtbaren Stammspieler, der in vier aufeinanderfolgenden Spielzeiten mindestens 15 Treffer erzielte. Mit Klaus Allofs, Klaus Fischer, Paul Steiner und Matthias Hönerbach gab es zudem gleich vier wichtige Neuverpflichtungen, die dem Verein lange erhalten bleiben sollten. Besonders zu Hause waren die Geißböcke in dieser Saison eine Macht; sie holten 28 von 34 möglichen Punkten. Ein wichtiges Heimspiel zum Ende der Saison verlor der FC jedoch mit 0:1 gegen Arminia Bielefeld, was die Meisterschaftschancen zunichtemachte; der FC wurde hinter dem Hamburger SV Vizemeister. Im DFB-Pokal scheiterten die Kölner derweil in der ersten Runde.
Die Saison 1982/83 brachte dem FC mit dem Gewinn des DFB-Pokals den bislang letzten Titel. Auf dem Weg ins Finale bekam der FC ausschließlich Heimspiele zugelost und gewann diese (Ausnahme: im Halbfinale gegen den VfB Stuttgart 3:2 nach Verlängerung) deutlich. Im Endspiel traf die Mannschaft auf den Stadtrivalen Fortuna Köln. Das Spiel fand noch dazu in Köln, im Müngersdorfer Stadion, statt. Der Zweitligist war dem FC mindestens ebenbürtig, der Sieg durch einen Treffer von Pierre Littbarski eher glücklich (siehe auch: Spieldaten zum DFB-Pokal-Finale 1983). In der Bundesliga wurden die Geißböcke Fünfter. Die Teilnahme am UEFA-Pokal endete nach Siegen gegen AEK Athen und die Glasgow Rangers im Achtelfinale, in dem man der AS Rom unterlag (1:0, 0:2).
Durch den DFB-Pokalsieg im Vorjahr nahmen die Kölner zum dritten und letzten Mal am Europapokal der Pokalsieger teil. In der ersten Runde konnte die Mannschaft die 0:1-Hinspielniederlage gegen SSW Innsbruck durch ein 7:1 im Rückspiel in Köln noch wettmachen, in Runde 2 gelang dies gegen Újpesti Dózsa SC Budapest (1:3, 4:2) zwar auch, durch die mehr geschossenen Auswärtstore zogen jedoch die Ungarn ins Viertelfinale ein. In der Bundesliga qualifizierte sich das Team als Sechster knapp für den UEFA-Cup, während man im Pokal im Achtelfinale an Hannover 96 scheiterte. Ausgezeichnet als Fußballer des Jahres wurde 1984 Harald „Toni“ Schumacher, unter anderem auch wegen seiner Leistungen in der Nationalmannschaft. 1986 gewann er diese Auszeichnung erneut.

#### UEFA-Pokal Finale gegen Real Madrid
| Saison         | Liga       | Platz | Punkte | DFB-Pokal | Europapokal       |
| -------------- | ---------- | ----- | ------ | --------- | ----------------- |
| 1984/85        | Bundesliga | 03    | 40:28  | 2. Runde  | UC, Viertelfinale |
| 1985/86        | Bundesliga | 13    | 29:39  | 2. Runde  | UC, Finale        |
| UC: UEFA-Pokal |            |       |        |           |                   |

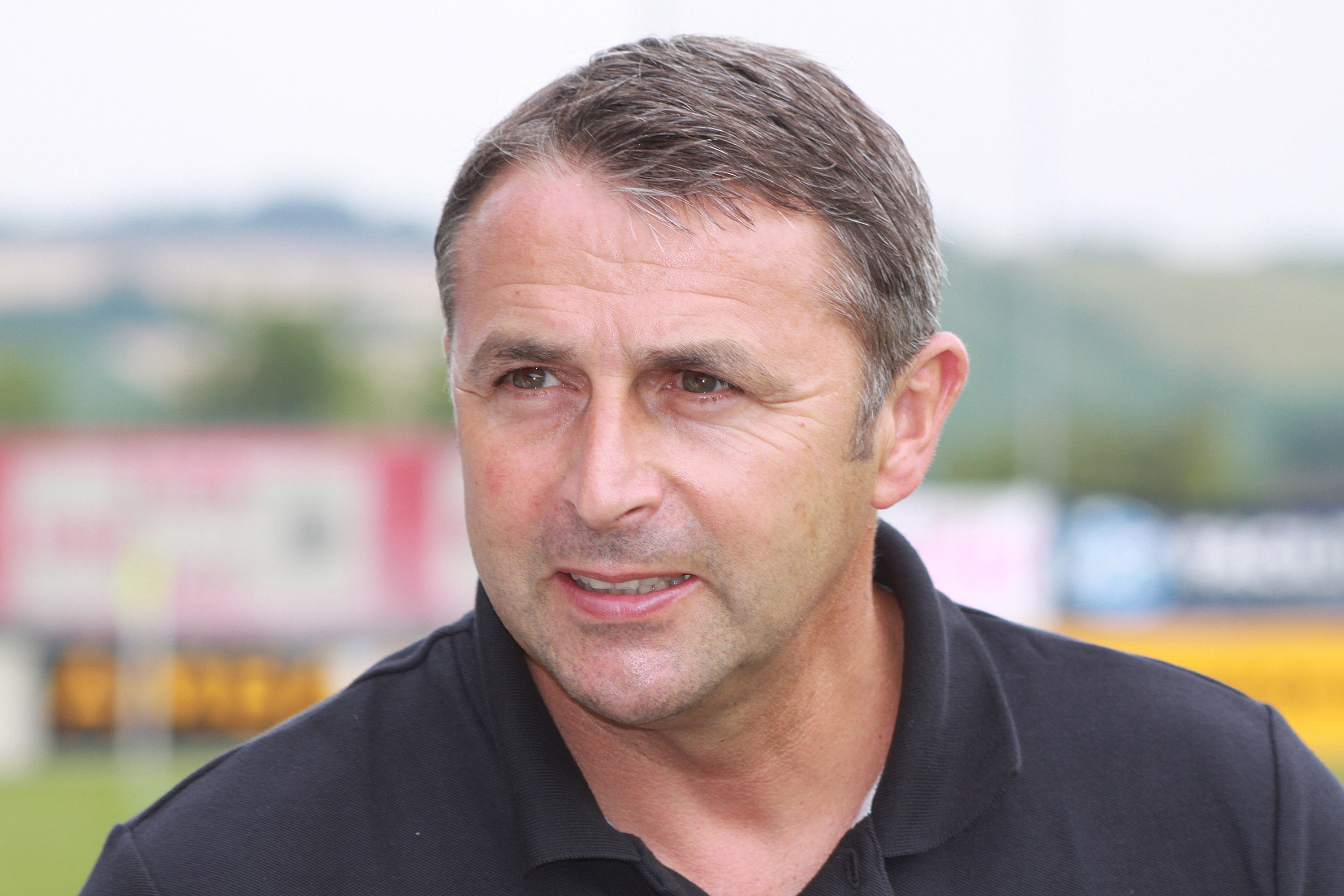
Klaus Allofs (2009)

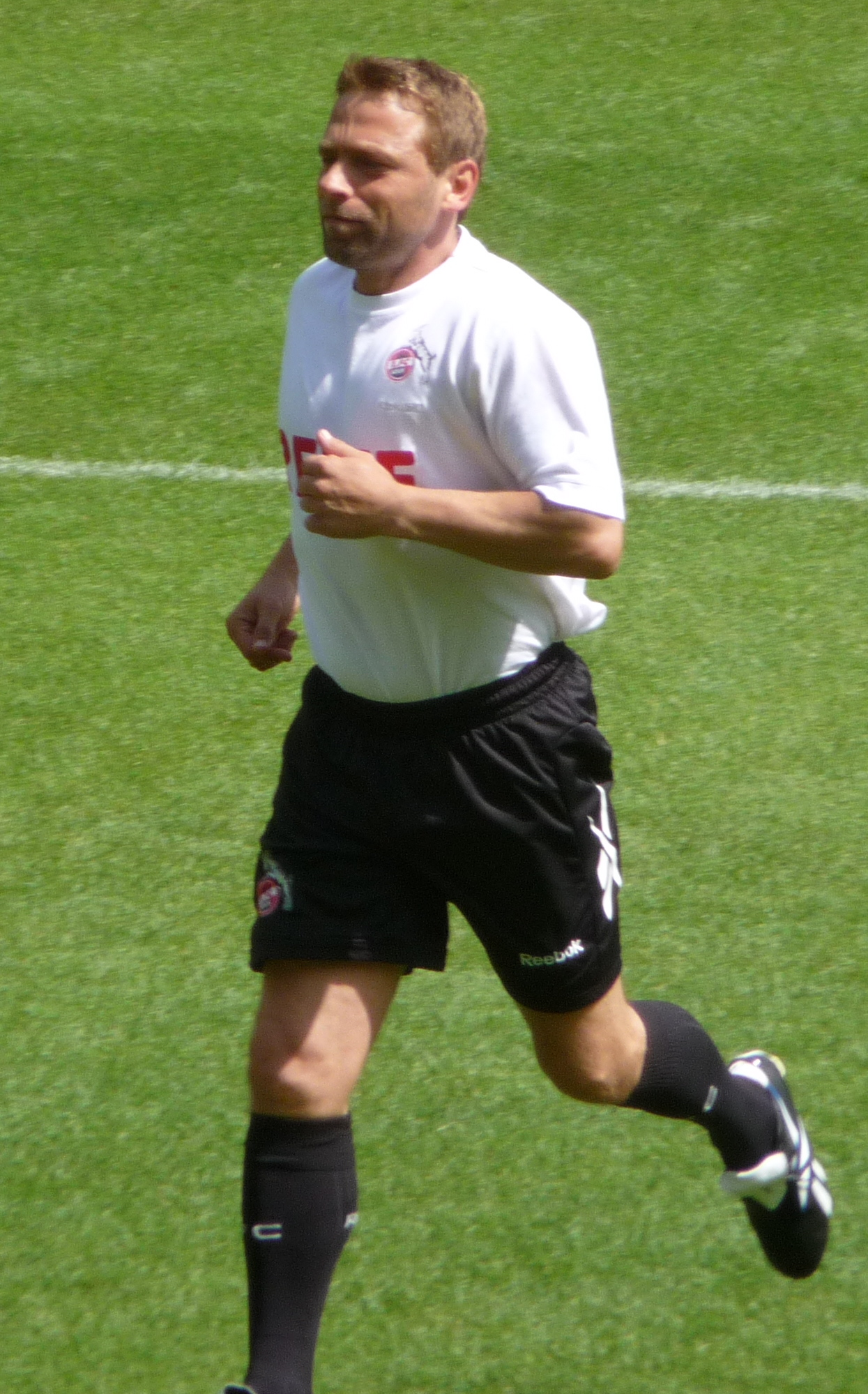
„Icke“ Häßler (2008)

Zu Anfang der Saison 1984/85 ersetzte der ehemalige FC-Spieler Hannes Löhr auf der Trainerposition Rinus Michels. Wichtigste Spielerverpflichtung war neben dem aus Offenbach gekommenen Uwe Bein, der bei den Reinickendorfern Füchsen entdeckte Thomas „Icke“ Häßler. Der Mittelfeldregisseur und spätere Welt- und Europameister absolvierte 149 Bundesligaspiele für Köln und erzielte dabei 17 Tore. Zudem wurde Häßler 1989 als vierter und bis heute letzter Profi des 1. FC Köln zum Fußballer des Jahres gewählt. In der Bundesliga spielte man wie gewohnt im oberen Tabellendrittel mit und wurde am Ende Dritter, Klaus Allofs wurde dabei mit 26 Treffern Torschützenkönig. Im Pokal schied man in der zweiten Runde wie schon im Vorjahr gegen Hannover 96 aus. Die Teilnahme am UEFA-Pokal dauerte dagegen länger. Pogoń Stettin, Standard Lüttich und Spartak Moskau konnten zunächst ausgeschaltet werden, ehe es im Viertelfinale gegen den zweimaligen Weltpokalsieger Inter Mailand ging. Das Hinspiel in Mailand ging knapp mit 0:1 verloren, im Rückspiel gewann Inter unter anderem durch zwei Tore von Karl-Heinz Rummenigge ebenfalls (3:1) und Köln schied aus.
Die Spielzeit 1985/86 war geprägt von schweren Problemen in den nationalen Wettbewerben und dem Erreichen des Endspiels des UEFA-Cups. Olaf Janßen war die wichtigste Neuverpflichtung, der in elf Jahren beim Klub 209 Bundesligaspiele für den FC absolvierte. Georg Keßler übernahm während der Saison als Trainer, da die Mannschaft unter Hannes Löhr in der Bundesliga in großer Abstiegsgefahr stand. Vor dem letzten Spieltag rangierte man nur einen Punkt vor dem Relegationsplatz, den Borussia Dortmund innehatte. Das letzte Spiel gewann der FC sicher mit 3:0 gegen den VfL Bochum und sicherte die Klasse. Im Pokal war bereits in Runde zwei gegen den 1. FC Kaiserslautern Schluss. Großen Erfolg hatten die Kölner dagegen im UEFA-Pokal, in dem man erstmals das Finale erreichte. In den ersten vier Runden setzte sich der 1. FC Köln gegen Sporting Gijón, Bohemians ČKD Prag, Hammarby IF und Sporting Lissabon durch. Gegner war das Überraschungsteam des KSV Waregem aus Belgien. Im Hinspiel legte die Mannschaft mit einem überzeugenden 4:0 den Grundstein für das Weiterkommen. Auch im Rückspiel führte das Team schnell mit 2:0, am Ende hieß es 3:3 und der FC erreichte erstmals das Endspiel eines Europapokals.
Finalgegner war mit Real Madrid die erfolgreichste europäische Vereinsmannschaft, womit der FC klarer Außenseiter war. Zusätzlich erschwert wurde ein möglicher UEFA-Pokal-Sieg durch eine Entscheidung der UEFA, die die Kölner mit einer Platzsperre für das Final-Rückspiel belegte, da es laut Urteil zu Ausschreitungen der Kölner Fans beim Halbfinal-Rückspiel in Belgien gekommen sei. Als Spielort wurde das gut 600 Kilometer von Köln entfernte Berliner Olympiastadion ausgewählt. Des Weiteren gab Pierre Littbarski in diesen Tagen seinen Abschied bekannt, er wechselte zu Racing Paris. Vorangegangen war ein längerer Zwist mit Präsident Peter Weiand. Nur vier Tage nach der Rettung in der Bundesliga stand das Final-Hinspiel im Madrider Estadio Santiago Bernabéu an. Der FC ging durch einen Treffer von Klaus Allofs mit 1:0 in Führung, geriet jedoch durch einen Doppelschlag der „Königlichen“ noch vor der Halbzeit mit 1:2 in Rückstand. Nach einem weiteren Gegentreffer kurz nach der Pause hielt man das mit 1:3 immer noch akzeptable Ergebnis bis kurz vor Schluss, als Real noch einen weiteren Doppelschlag schaffte und letztlich mit 5:1 gewann. Die Vorzeichen für das Rückspiel im Berliner Olympiastadion waren denkbar schlecht. Zwar versuchte man alles, unter anderem gingen die Spieler selbst durch Berlin, um möglichst viele Zuschauer für das Endspiel zu begeistern, am Ende verliefen sich aber nur 16.185 Zuschauer im weiten Rund. Ralf Geilenkirchen und Uwe Bein sorgten immerhin für einen 2:0-Sieg, was aber im Gesamtergebnis (5:3 für Real) nicht reichte, die Madrilenen gewannen den UEFA-Pokal (siehe auch: Spieldaten zum Finale des UEFA-Pokals 1986). Klaus Allofs sicherte sich mit neun Treffern den Titel des Torschützenkönigs des UEFA-Pokals.

#### Zwei Vizemeisterschaften unter Christoph Daum und Toni Schumachers „Anpfiff“
| Saison         | Liga       | Platz | Punkte | DFB-Pokal    | Europapokal      |
| -------------- | ---------- | ----- | ------ | ------------ | ---------------- |
| 1986/87        | Bundesliga | 10    | 35:33  | Achtelfinale | —                |
| 1987/88        | Bundesliga | 03    | 48:20  | 2. Runde     | —                |
| 1988/89        | Bundesliga | 02    | 45:23  | 2. Runde     | UC, Achtelfinale |
| 1989/90        | Bundesliga | 02    | 43:25  | Achtelfinale | UC, Halbfinale   |
| UC: UEFA-Pokal |            |       |        |              |                  |

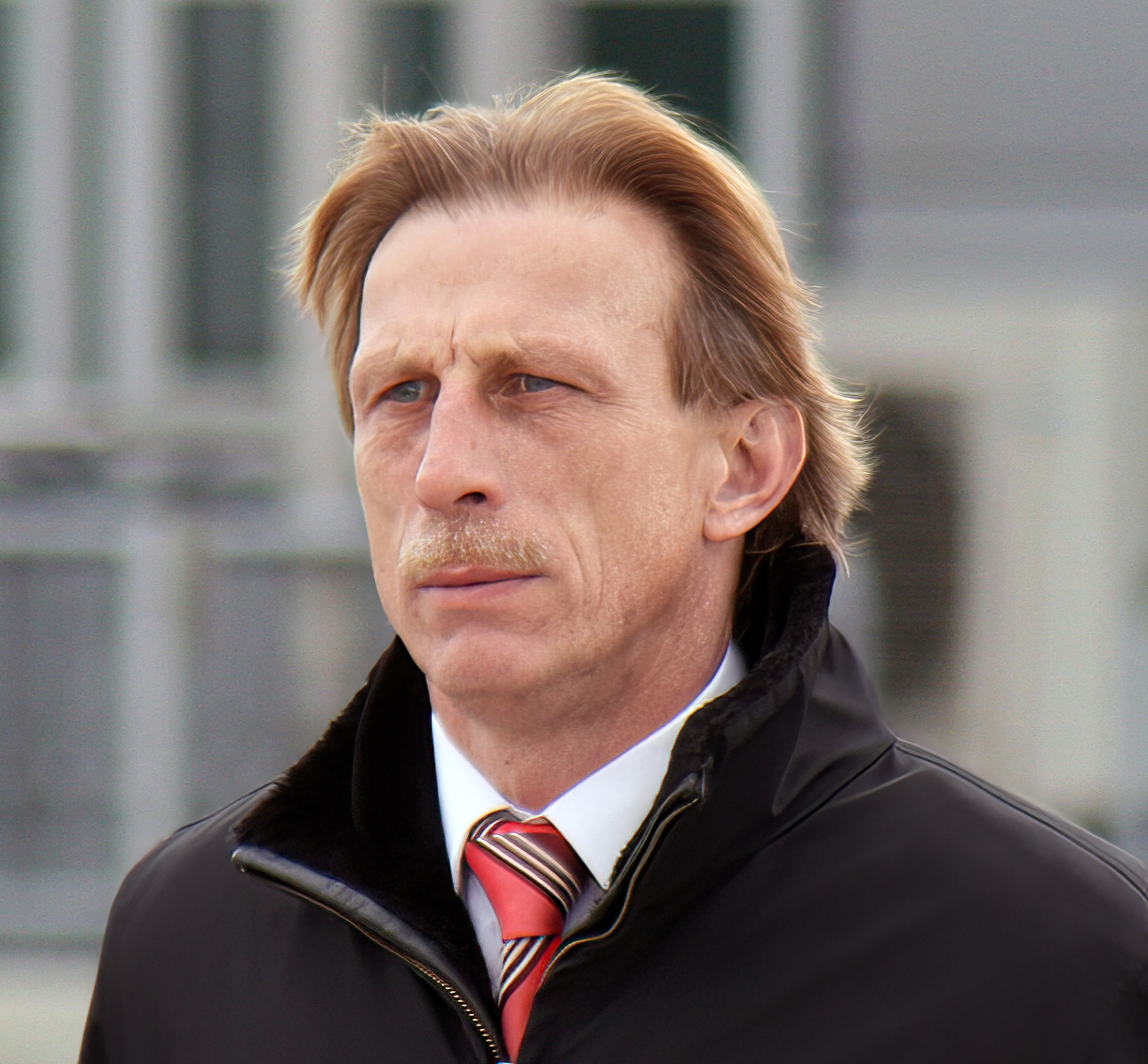
Christoph Daum (2009)

Zur Spielzeit 1986/87 stieß mit Thomas Allofs der Bruder von Klaus zum Verein, der ebenfalls Stürmer war und in 70 Bundesligaspielen 30 Treffer erzielte. Außerdem neu kamen Armin Görtz und Morten Olsen, der später auch zwei Jahre Trainer in Köln war. Der Saisonstart wurde gründlich verpatzt, nach sieben Spielen erreichte man nur einen Sieg und war auf Platz 16. Daraufhin wurde Georg Keßler beurlaubt und Christoph Daum als neuer Trainer installiert. Daum war bereits seit 1975 beim Klub, erst als Spieler der Amateurmannschaft, dann als Trainer von dieser und in der Saison 1985/86 als Co-Trainer der Ersten Mannschaft. Daum führte die Mannschaft nach dem schlechten Saisonstart noch auf den zehnten Platz ins gesicherte Mittelfeld der Tabelle. Im Pokal schied der FC im Achtelfinale gegen Bayer 05 Uerdingen aus. Während der Saison, im März 1987, erschien Toni Schumachers Buch Anpfiff, Enthüllungen über den deutschen Fußball. Die heftigsten Reaktionen riefen dabei massive Dopingvorwürfe hervor sowie Attacken gegen einige seiner ehemaligen Mitspieler, die er teilweise beleidigte. Der FC suspendierte Schumacher daraufhin, wodurch seine 15-jährige Ära in Köln beendet war. Nach der Spielzeit gab Peter Weiand sein Amt als Präsident auf, welches er 14 Jahre lang bekleidete; Nachfolger wurde Dietmar Artzinger-Bolten.

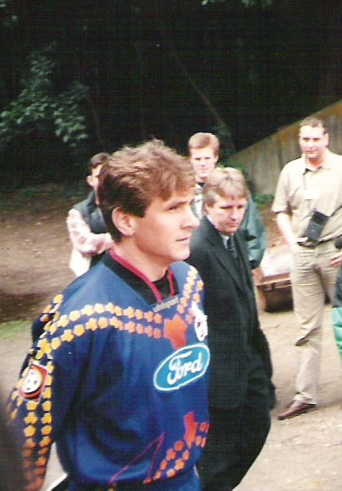
Bodo Illgner (1996)

Zur Saison 1987/88 verließen neben Schumacher mit Klaus Allofs und Uwe Bein zwei weitere wichtige Spieler den FC. Dafür kehrte Pierre Littbarski nach nur einem Jahr zurück in die Domstadt. Ebenfalls neu dazu stießen unter anderem Flemming Povlsen und Jürgen Kohler. Neuer Stammtorwart wurde Bodo Illgner, der den suspendierten Schumacher bereits in den letzten Saisonspielen der vorherigen Spielzeit ersetzt hatte. Illgner machte in elf Jahren 326 Bundesligaspiele für den Verein. Während sich die Mannschaft in der zweiten Runde des DFB-Pokals bei der 0:1-Niederlage gegen Viktoria Aschaffenburg blamierte, spielte sie in der Bundesliga konstant stark und hatte lange die Chance auf die Meisterschaft, die sich letztlich aber Werder Bremen sicherte. Hinter den Bremern und dem FC Bayern belegte der FC am Ende den dritten Platz und qualifizierte sich damit nach zwei Jahren Pause wieder für den UEFA-Pokal.
Karsten Baumann, Falko Götz, Frank Greiner und Horst Heldt waren die wichtigsten Neuverpflichtungen zur Saison 1988/89, die alle über 100 Ligaspiele für die Kölner bestreiten sollten. Im UEFA-Pokal setzte man sich zunächst gegen Royal Antwerpen und die Glasgow Rangers durch, ehe die Mannschaft im Achtelfinale knapp an Real Sociedad scheiterte (0:1, 2:2). Im DFB-Pokal schied man erneut in Runde zwei aus, diesmal gegen den SV Waldhof Mannheim. In der Bundesliga konnte an die guten Leistungen des Vorjahres angeknüpft werden. Wieder war der FC lange in den Meisterschaftskampf involviert, musste sich jedoch erneut geschlagen geben, diesmal dem FC Bayern; die Geißböcke wurden Vizemeister. Thomas Allofs wurde mit 17 Treffern der bis heute letzte Bundesliga-Torschützenkönig des FC, musste sich diesen Titel jedoch mit dem Münchner Roland Wohlfarth teilen.
Zur Saison Fußball-Bundesliga 1989/90 musste der FC gleich drei Abgänge verkraften. Mit Thomas Allofs, Matthias Hönerbach und Jürgen Kohler verließen drei Stammkräfte den Verein, ersetzt werden sollten sie hauptsächlich von Alfons Higl und Frank Ordenewitz. Die Neuzugänge konnten schnell integriert werden und der FC konnte das gute Spielniveau des Vorjahres halten, wurde erneut Vizemeister hinter den dominierenden Bayern. Die Flaute im DFB-Pokal ging derweil weiter, erneut schied die Mannschaft früh aus. Im UEFA-Pokal konnte zum achten und letzten Mal ein Europapokal-Halbfinale erreicht werden, vier davon im UEFA-Cup. Auf dem Weg dorthin wurden zunächst TJ Plastika Nitra und Spartak Moskau souverän bezwungen. In der dritten Runde hieß der Gegner Roter Stern Belgrad, die das Hinspiel in Belgrad mit 2:0 gewannen, doch Köln drehte das Duell durch ein 3:0-Heimsieg noch. Im Viertelfinale hatte die Mannschaft gegen Royal Antwerpen zunächst Heimrecht und gewann 2:0, sodass ein 0:0 im Rückspiel ausreichte. Im Halbfinale ging es gegen Juventus Turin. Im Hinspiel in Italien lag der FC schnell mit 0:3 hinten, zeigte jedoch Moral und verkürzte noch auf 2:3, was eine gute Ausgangsposition für das Rückspiel darstellte. In diesem fanden die Kölner kein Mittel gegen die starke Abwehrarbeit von Juventus, das Spiel endete 0:0 und der FC schied aus. Am Ende der Saison wechselte Thomas Häßler für die damalige Rekordsumme von 14 Millionen DM zum UEFA-Pokal-Halbfinalgegner und späteren -Sieger Juventus Turin, was den FC auf einen Schlag zu einem der reichsten Klubs Deutschlands machte.

### 1990–2000: Sportlicher Absturz und finanzielle Probleme

Modernisiertes Wappen des 1. FC Köln ab 1992

Die 1990er stehen in erster Linie für den sportlichen Niedergang des Vereins, der 1998 erstmals aus der Bundesliga abstieg. Wurden in den vergangenen Jahrzehnten immer Titel gewonnen, erreichte man in dieser Dekade nur einmal das DFB-Pokalfinale, das verloren ging. Auch finanziell geriet der Klub in Schwierigkeiten.

#### Pokalfinale, Rätsel um die „Häßler-Millionen“ und Unfalltod von Maurice Banach
| Saison         | Liga       | Platz | Punkte | DFB-Pokal | Europapokal      |
| -------------- | ---------- | ----- | ------ | --------- | ---------------- |
| 1990/91        | Bundesliga | 7     | 37:31  | Finale    | UC, Achtelfinale |
| 1991/92        | Bundesliga | 4     | 44:32  | 3. Runde  | —                |
| UC: UEFA-Pokal |            |       |        |           |                  |

Während der Weltmeisterschaft 1990 wurde Trainer Christoph Daum überraschend und ohne öffentliche Nennung von Gründen entlassen. Als Weltmeister aus Italien kehrten mit Pierre Littbarski, Paul Steiner, Bodo Illgner und Thomas Häßler wie schon bei den Titelgewinnen 1954 und 1974 auch Kölner zurück nach Deutschland. Häßler war zwar nach Turin gewechselt, stand zum Zeitpunkt der WM jedoch noch beim FC unter Vertrag.
Neuer Trainer zur Saison 1990/91 wurde Erich Rutemöller. Die wichtigsten Spieler-Neuzugänge waren Maurice „Mucki“ Banach und Henrik Andersen. Im UEFA-Pokal gewann der FC Köln gegen IFK Norrköping und gegen Internacionál Bratislava und schied im Achtelfinale knapp gegen Atalanta Bergamo (1:1, 0:1) aus. In der Bundesliga rangierte der FC zwar erneut im oberen Tabellendrittel und war am Saisonende Siebter, verpasste damit aber knapp die Teilnahme am UEFA-Pokal 1991/92. Herbe Heimniederlagen gegen den VfB Stuttgart und Meister 1. FC Kaiserslautern trugen dazu bei. Im DFB-Pokal 1990/91 erreichte der FC zum bislang letzten Mal das Endspiel, gegen den SV Werder Bremen. Die Führung der Bremer konnte Banach noch ausgleichen, doch in der Verlängerung fielen keine Treffer, sodass der Sieger im Elfmeterschießen ermittelt werden musste. Auf Kölner Seite verschossen dann Andrzej Rudy und Pierre Littbarski, bei Werder nur der Ex-Kölner Klaus Allofs, womit Bremen als Pokalsieger feststand (siehe auch: Spieldaten zum DFB-Pokal-Finale 1991).

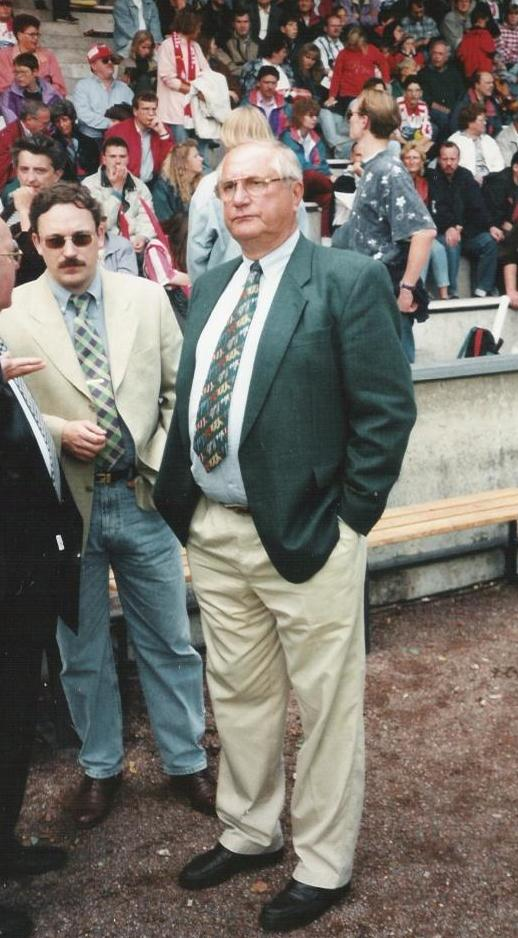
Klaus Hartmann (1996)

Präsident Artzinger-Bolten trat 1991 zurück und unter Nachfolger Klaus Hartmann wurde eine kritische Finanzlage offenbar, die sogar die Lizenzerteilung gefährdete. Auch Jahre später war nicht klar, wie der FC trotz der im Umfeld des Klubs genannten „Häßler-Millionen“ in diese Lage geraten konnte. Details des Transfers zu Juventus Turin wurden zwar nie aufgeklärt, aber er war wohl ursächlich für die Entlassung Daums und auch für den Rücktritt von Artzinger-Bolten.
In den folgenden Jahren konnte sich der Verein unter dem neuen Präsidenten Hartmann wirtschaftlich wieder festigen. Er hatte jedoch den Kontakt zur Bundesligaspitze sowohl in wirtschaftlicher als auch in sportlicher Hinsicht verloren. Trotz begrenztem Budget konnten Rico Steinmann und Henri Fuchs vom FC verpflichtet werden. Der Saisonstart 1991/92 verlief zunächst schwach, so dass Erich Rutemöller den freigestellt wurde. Zunächst übernahmen Udo Lattek, der davor bereits vier Jahre Sportdirektor beim FC gewesen war, und Johannes „Hannes“ Linßen für jeweils ein Spiel, ehe Jörg Berger engagiert wurde. Berger führte den FC auf den vierten Platz, womit sich der Verein für die Dauer von einem Vierteljahrhundert zum bisher letzten Mal für den UEFA-Pokal qualifiziert hatte. Im Pokal scheiterte die Mannschaft bereits in der dritten Runde.
Überschattet wurde die Spielzeit von Maurice Banachs Tod. Der 24-jährige Stürmer, der als einer der hoffnungsvollsten Nachwuchsspieler in Deutschland galt, starb am 17. November 1991 bei einem Verkehrsunfall auf dem Weg zum Training. Banach schoss in 49 Spielen 24 Tore für den FC.

#### Absturz ins Mittelfeld der Tabelle
| Saison                     | Liga       | Platz | Punkte | DFB-Pokal  | Europapokal    |
| -------------------------- | ---------- | ----- | ------ | ---------- | -------------- |
| 1992/93                    | Bundesliga | 12    | 28:40  | 2. Runde   | UC, 1. Runde   |
| 1993/94                    | Bundesliga | 11    | 34:34  | 3. Runde   | —              |
| 1994/95                    | Bundesliga | 10    | 32:36  | Halbfinale | —              |
| 1995/96                    | Bundesliga | 12    | 40     | 1. Runde   | UI, Halbfinale |
| UC: UEFA-Pokal, UI: UI-Cup |            |       |        |            |                |

In der Saison 1992/93 geriet der Verein erstmals seit fast zehn Jahren wieder in Abstiegsgefahr. Während Leistungsträger wie Falko Götz oder der Norweger Anders Giske, der seit 1989 70 Bundesligapartien für den Klub bestritten hatte, den FC verließen, konnte wegen der angespannten wirtschaftlichen Situation mit Kim Christofte nur eine nennenswerte Neuverpflichtung getätigt werden. Außerdem rückte Pablo Thiam aus der eigenen Jugend in die Profimannschaft auf. Die miserable Auswärtsbilanz trug maßgeblich dazu bei, dass der FC bis zum vorletzten Spieltag gegen den Abstieg kämpfen musste. Nur sechs der möglichen 34 Punkte wurden in der Fremde geholt. Im Februar 1993 wurde Jörg Berger entlassen und Wolfgang Jerat sein Nachfolger; Jerat sollte sich allerdings nur zwei Monate auf dem Trainerstuhl halten. Nach dem 32. Spieltag standen die Kölner auf Platz 15 und nur einen Punkt vor dem ersten Abstiegsplatz, den der VfL Bochum belegte. Das folgende Heimspiel gewannen die inzwischen von Morten Olsen trainierten Domstädter gegen den FC Schalke 04 mit 2:1 und durch die gleichzeitige Niederlage Bochums war die Klasse gesichert. Durch einen weiteren Punktgewinn am letzten Spieltag wurde man in der Endabrechnung sogar noch Zwölfter. Vom Anspruch her orientierte man sich jedoch weiterhin an höheren Tabellenregionen, häufige Trainerwechsel in dieser Zeit waren die Folge. Zwischen 1990 und 1998 wurden neun verschiedene Trainer verschlissen, genauso viele wie zwischen 1973 und 1990.

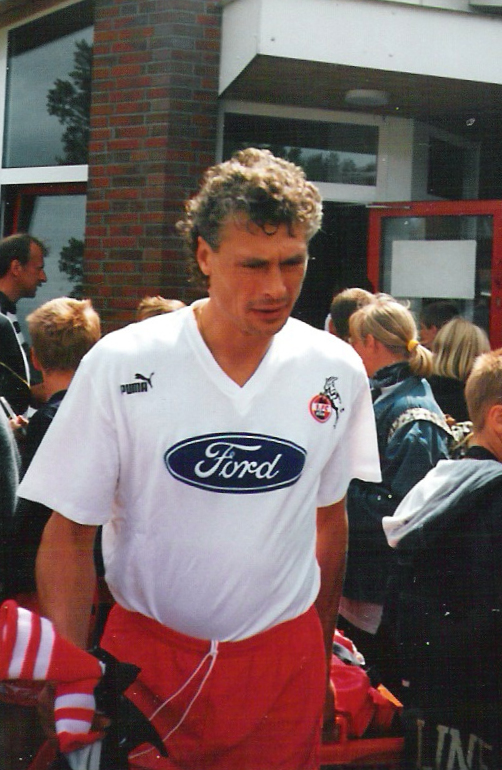
Toni Polster

Im DFB-Pokal musste man derweil schon in der zweiten Runde die Segel streichen, unterlag dem MSV Duisburg nach Elfmeterschießen. Auch im UEFA-Cup war früh Schluss, bereits in der ersten Runde scheiterte das Team an Celtic Glasgow (2:0, 0:3). Es war für 25 Jahre, bis zur Saison 2017/18, der letzte Auftritt in diesem Wettbewerb, der inzwischen unter dem Namen UEFA Europa League ausgetragen wird. In der Winterpause konnte der FC mit dem Gewinn des DFB-Hallenpokals einen offiziellen Titel gewinnen.
Zur Spielzeit 1993/94 musste die Mannschaft erneut einige Abgänge verkraften. Der inzwischen 33-jährige Pierre Littbarski wechselte nach Japan, um dort seine Karriere ausklingen zu lassen. Mit Defensivspieler Ralf Hauptmann und Stürmer Toni Polster kamen dafür zwei Spieler zum Verein, die jeweils über 150 Pflichtspiele bestritten. Polster erzielte in 150 Bundesligaspielen 79 Tore für den FC. In der Liga enttäuschte man erneut, Köln überwinterte auf dem 14. Platz mit nur fünf Punkten Vorsprung auf den ersten Abstiegsplatz. In den Wochen danach stabilisierte sich die Mannschaft jedoch, man belegte konstant Tabellenplätze im Mittelfeld. Letztlich schloss Köln die Saison 1993/94 als Elfter ab. Entscheidenden Anteil daran hatte vor allem Neuzugang Toni Polster, der 17 Tore schoss und nur knapp die Torschützenkanone verpasste. Im DFB-Pokal scheiterte Köln in der dritten Runde am FC Bayern.
In der Bundesliga 1994/95 stellte der FC mit Polster und Bruno Labbadia, der vom FC Bayern zum FC kam, das beste Sturmduo der Liga. Polster traf erneut 17-mal und Labbadia erzielte 15 Treffer. Trotzdem reichte es aufgrund einer anfälligen Defensive nur zu Platz 10, der aber immerhin zur Teilnahme am UEFA Intertoto Cup berechtigte. Der europäische Wettbewerb, der eigentlich nur UI-Cup genannt wurde, diente als Qualifikationsturnier zum UEFA-Pokal. Im DFB-Pokal knüpften die Kölner an vergangene Zeiten an und erreichten das Halbfinale. Die Chancen auf das Erreichen des Endspiels waren gut, denn Gegner im Heimspiel war mit dem VfL Wolfsburg ein Zweitligist. Nach frühem Rückstand fanden die Domstädter jedoch kein Mittel mehr gegen die Niedersachsen und musste sich mit 0:1 geschlagen geben.
Nach der Saison verließen mit Horst Heldt, Alfons Higl und Frank Greiner erneut gleich drei wichtige Spieler den Klub. Neu dazu kamen dafür Thomas Cichon (212 Ligaspiele), Dorinel Munteanu, Holger Gaißmayer sowie Sunday Oliseh. Vor der Spielzeit 1995/96 stand der UI-Cup an, der mitten in die Vorbereitung auf die Bundesliga-Saison fiel. In der Gruppe mit dem FC Luzern, Tottenham Hotspur, NK Rudar Velenje und Östers IF setzte sich die Mannschaft durch, Highlight dabei war ein 8:0-Sieg gegen Tottenham. Im Achtelfinale scheiterte Köln trotz Heimvorteil mit 1:3 am FC Tirol Innsbruck. Wenige Tage später gab es im DFB-Pokal ein peinliches Erstrunden-Aus gegen den Oberligisten SpVg Beckum. Olsen wurde daraufhin beurlaubt und durch den ehemaligen FC-Profi Stephan Engels ersetzt. Der Trainerwechsel brachte jedoch keine Besserung, in der Liga steckte der FC im Tabellenkeller fest. Nach dem 15. Spieltag war der Klub auf dem letzten Platz. Der in der Vorsaison zuverlässige Torschütze Bruno Labbadia traf kein einziges Mal und verließ den Verein in der Winterpause. Nachdem man sich in der Rückrunde zunächst einigermaßen stabilisiert hatte, wurde auch Engels entlassen, als die Mannschaft nach einer Heimniederlage gegen Kaiserslautern am 25. Spieltag auf Platz 16 stand und bis dahin nur vier Siege eingefahren hatte. Dies war besonders nachteilig, da in dieser Saison erstmals die Drei-Punkte-Regel Anwendung fand. Als „Feuerwehrmann“ wurde Peter Neururer geholt, der in den letzten neun Spielen 16 Punkte holte, den FC rettete und auf Platz 12 führte.

#### Abstieg in die Zweitklassigkeit und Wiederaufstieg
| Saison                                                                                            | Liga          | Platz | Punkte | DFB-Pokal    | Europapokal    |
| ------------------------------------------------------------------------------------------------- | ------------- | ----- | ------ | ------------ | -------------- |
| 1996/97                                                                                           | Bundesliga    | 10    | 44     | 2. Runde     | —              |
| 1997/98                                                                                           | Bundesliga    | 17    | 36     | 1. Runde     | UI, Halbfinale |
| 1998/99                                                                                           | 2. Bundesliga | 10    | 45     | 1. Runde     | —              |
| 1999/2000                                                                                         | 2. Bundesliga | 01    | 65     | Achtelfinale | —              |
| rot unterlegt: Abstieg in die 2. Bundesliga grün unterlegt: Aufstieg in die Bundesliga UI: UI-Cup |               |       |        |              |                |

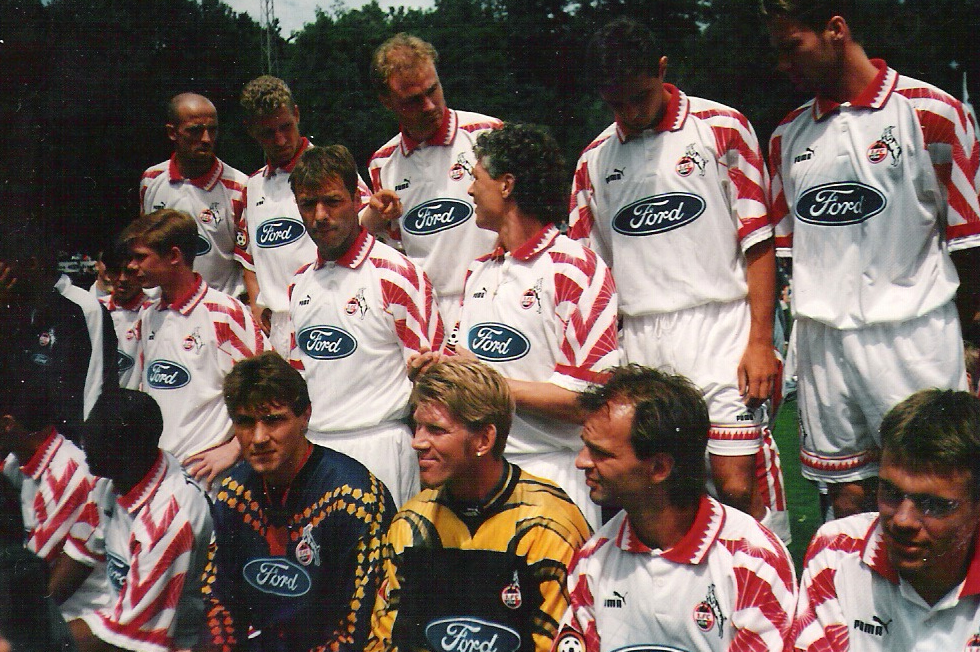
FC-Mannschaft 1996/97

Kurz nach Saisonstart 1996/97 wechselte Bodo Illgner überraschend zu Real Madrid. Eigentlich wollten die Kölner eine zweistellige Millionenablöse für den begehrten Weltmeister von 1990 einnehmen, doch durch eine alte Vertragsklausel konnten ausländische Vereine Illgner für nur 4 Millionen DM verpflichten, was die Königlichen taten. Neuer Stammtorwart in dieser Saison wurde Michael Kraft. Etwas überraschend waren die Kölner lange in den Kampf um die UEFA-Pokal-Plätze involviert, qualifizierten sich letztlich als Zehnter immerhin für den UI-Cup. Toni Polster wurde mit seinen 21 Treffern Zweiter der Torschützenliste. Im DFB-Pokal verlor man in der zweiten Runde gegen den FSV Zwickau.
Die Spielzeit 1997/98 war die bis dahin schlechteste Bundesliga-Saison des Vereins und endete mit dem Abstieg in die 2. Bundesliga. Wie bereits zwei Jahre zuvor spielte man zunächst beim UI-Cup mit, überstand die mit Maccabi Petach Tikwa, Standard Lüttich, Cork City FC und dem FC Aarau besetzte Gruppe erneut und traf im folgenden Halbfinale auf den HSC Montpellier. Das Hinspiel gewann der FC mit 2:1, im Rückspiel verlor man 0:1, wodurch man wegen der Auswärtstorregel ausschied. Das Rückspiel in Montpellier blieb bis 2017 das letzte Europapokalspiel des 1. FC Köln. Im DFB-Pokal blamierte sich die Mannschaft in Runde eins mit einem 1:3 gegen den Regionalligisten SSV Ulm 1846. Auf Führungsebene gab es im Dezember 1997 eine Änderung. Albert Caspers wurde neuer Präsident und löste Klaus Hartmann ab. Caspers trat vor allem an, die wirtschaftliche Basis des 1. FC Köln weiter zu stärken, ein professionelles Management einzuführen und so sportliche Erfolge wieder möglich zu machen. In seine Amtszeit fällt unter anderem die Umwandlung der Lizenzspielerabteilung in eine Kapitalgesellschaft.
In der Bundesliga steckte der Verein von Beginn an im Tabellenkeller. Peter Neururer holte in den ersten acht Spielen nur sieben Punkte, wurde nach einer Niederlage in Berlin entlassen und durch Lorenz-Günther Köstner ersetzt. Köstner führte die Mannschaft zunächst ins gesicherte Mittelfeld. Vor dem 30. Spieltag lag man fünf Punkte vor den Abstiegsrängen und hatte sogar noch ein Nachholspiel zu absolvieren. Obwohl man in dieser Saison eigentlich sehr heimstark war, gingen die wichtigen Heimspiele gegen den Karlsruher SC und den TSV 1860 München, die in der Tabelle beide hinter dem FC standen, verloren. Auch das Nachholspiel bei Schalke 04 ging durch ein Gegentor in letzter Minute mit 0:1 verloren. Wenige Minuten zuvor verhinderte der Schalker Oliver Held den sicheren Führungstreffer für Köln durch ein Handspiel, das Held auf Nachfrage des Schiedsrichters nicht eingestand. Das anstehende Spiel bei den bereits abgestiegenen Bielefeldern musste nun zwingend gewonnen werden. Der FC ging auch in Führung, verlor jedoch noch mit 1:2. Es war Uwe Fuchs, der Anfang der 1990er drei Jahre beim FC aktiv war, der die Domstädter mit seinen beiden Toren in die Zweitklassigkeit schoss. Zwar bestand am letzten Spieltag noch eine theoretische Chance, die Liga zu halten, doch aufgrund des deutlich schlechteren Torverhältnisses gegenüber den Abstiegskonkurrenten hätte selbst ein Sieg im abschließenden Spiel gegen Bayer 04 Leverkusen (2:2) nicht mehr gereicht.

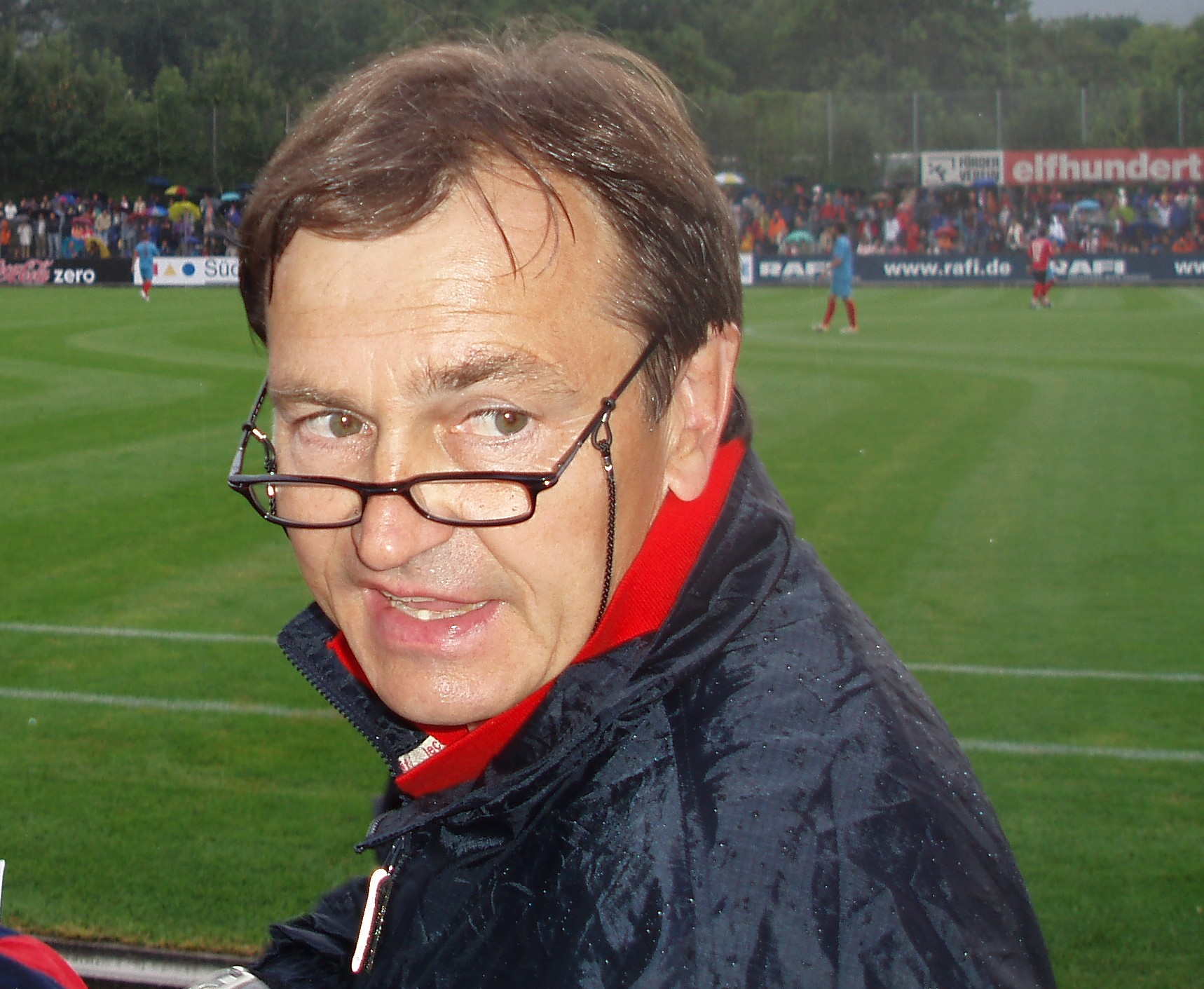
Ewald Lienen (2006)

Zur ersten Saison in der Zweitklassigkeit gab es einen großen Umbruch im Kader. 16 Spieler verließen den Klub, dafür stießen neun neu hinzu. Darunter waren unter anderem Carsten Cullmann (192 Ligaspiele) und Christian Springer (205 Ligaspiele), im Winter kam zudem Freistoßspezialist Dirk „Lotte“ Lottner, welcher in 161 Spielen 54 Tore für den FC erzielte. Neuer Trainer wurde mit Bernd Schuster der bis heute letzte Übungsleiter, der zuvor auch Profi beim 1. FC Köln war. Nach einer Erstrunden-Niederlage gegen Hansa Rostock im DFB-Pokal startete man auch in der für den Verein völlig unbekannten Zweiten Bundesliga miserabel und stand nach sechs Spielen mit nur vier Punkten als Vorletzter in der Tabelle. Besonders ins Gedächtnis vieler FC-Fans brannten sich dabei zwei Niederlagen bei Hannover 96 (1:6) und zu Hause gegen den FC St. Pauli (1:4) ein. Nach einem 3:2-Sieg bei Energie Cottbus war die Wende geschafft und die Mannschaft stabilisierte sich. Am Ende belegte man den zehnten Platz der Abschlusstabelle. Damit ist diese Spielzeit die schlechteste der Klubgeschichte. Weder in den beiden Spielzeiten in der damals zweitklassigen Rheinbezirksliga 1948 und 1949, als man jeweils Erster wurde, noch in den acht weiteren Saisons in der Zweiten Bundesliga, in der ein neunter Platz das schlechteste Ergebnis war, war der FC schlechter.
Nach der Saison ersetzte Ewald Lienen auf der Trainerposition Bernd Schuster. In der Saison 1999/2000 zeigte der FC ein komplett anderes Gesicht, dominierte die Liga und kehrte als Zweitligameister souverän in die Bundesliga zurück. Anteil daran hatten auch Neuzugänge wie Markus Kurth, Moses Sichone oder Matthias Scherz, die alle über 100 Mal für den FC auflaufen sollten. Scherz absolvierte sogar 270 Ligaspiele für den FC und erzielte dabei 63 Treffer. Im DFB-Pokal scheiterte man derweil im Achtelfinale am VfB Stuttgart.

### 2000–2010: Fahrstuhlmannschaft mit neuer Heimat

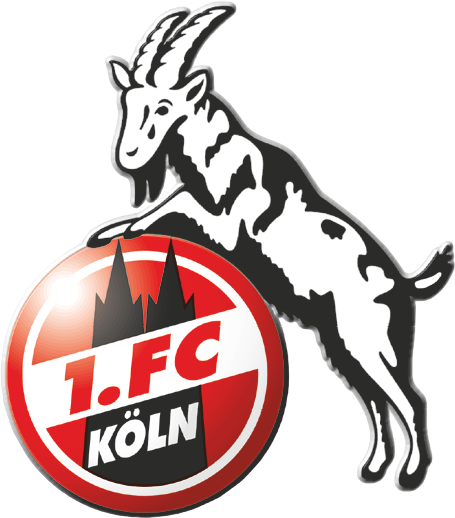
Wappen des 1. FC Köln erhält von 2000 bis 2014 Glanz-Effekt

Die Dekade der 2000er Jahre steht insbesondere für Unstetigkeit im sportlichen Wettbewerb. Der FC stieg viermal aus der Bundesliga ab, dreimal wieder auf und konnte sich erst zum Ende des Jahrzehnts wieder in der Bundesliga etablieren, schaffte es aber nicht auf einen einstelligen Tabellenplatz. Trotzdem vergrößerte sich der Klub immens. Waren 1996 noch 4.500 Mitglieder verzeichnet, erhöhte sich die Anzahl bis 2009 auf 50.000. Ein weiterer wichtiger Fortschritt für den Klub war der Umbau des Müngersdorfer Stadions in eine moderne Arena, das Rheinenergiestadion.

#### Zweiter Abstieg und direkter Wiederaufstieg
| Saison                                                                                 | Liga          | Platz | Punkte | DFB-Pokal     |
| -------------------------------------------------------------------------------------- | ------------- | ----- | ------ | ------------- |
| 2000/01                                                                                | Bundesliga    | 10    | 46     | 1. Runde      |
| 2001/02                                                                                | Bundesliga    | 17    | 29     | Halbfinale    |
| 2002/03                                                                                | 2. Bundesliga | 02    | 65     | Viertelfinale |
| rot unterlegt: Abstieg in die 2. Bundesliga grün unterlegt: Aufstieg in die Bundesliga |               |       |        |               |

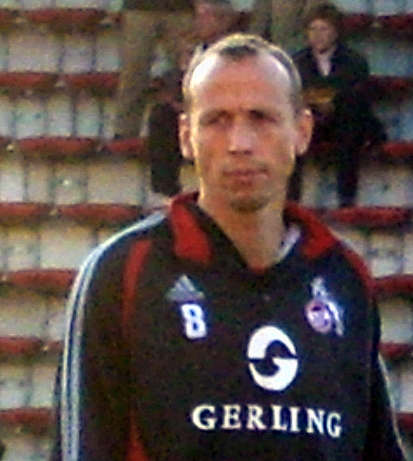
Matthias Scherz (2006)

In die Saison 2000/01 ging der FC nahezu mit demselben Personal wie in der Aufstiegsspielzeit. Zunächst unterlag die Mannschaft im Pokal in der ersten Runde beim 1. FC Magdeburg deutlich mit 2:5. In der Bundesliga präsentierte man sich jedoch besser und spielte eine gute Runde. Der FC war nie in Abstiegsgefahr und wurde Zehnter. Die freiwillige Teilnahme am UI-Cup für das Folgejahr wurde von der Vereinsführung abgelehnt.
In der Spielzeit 2001/02 leistete sich die Vereinsführung mit Marco Reich und Lilian Laslandes zwei teure Fehleinkäufe. Die Mannschaft stand von Beginn an im Tabellenkeller und nach einer 0:3-Niederlage beim TSV 1860 München wurde Ewald Lienen entlassen. Interimistisch übernahm zunächst Christoph John, ehe Friedhelm Funkel als Cheftrainer engagiert wurde. Den zweiten Abstieg der Vereinsgeschichte konnte er jedoch nicht verhindern, als Tabellen-17. musste der Gang in die Zweite Liga angetreten werden. In diese Saison fällt auch der Bundesliga-Negativrekord des FC, als er 1.033 Spielminuten lang ohne Torerfolg blieb. Im DFB-Pokal 2001/02 hingegen überraschte der FC, als er zum bislang letzten Mal das Halbfinale erreichte und gegen Bayer 04 Leverkusen dann mit 1:3 nach Verlängerung verlor.
Zurück in Liga zwei wurde 2002/03 mit Florian Kringe ein wichtiger Bestandteil der späteren Aufstiegsmannschaft verpflichtet. Funkel führte den FC mit ergebnisorientierter Spielweise zurück in die Bundesliga. Bereits am 30. Spieltag war die Rückkehr ins Oberhaus durch einen 2:1-Sieg über den FC St. Pauli perfekt. Die Zweitliga-Meisterschaft gab man am vorletzten Spieltag noch an den SC Freiburg ab. Matthias Scherz hatte maßgeblichen Anteil an der Rückkehr in die Erstklassigkeit, er trug 18 Treffer zum Aufstieg bei. Auch im Pokal wusste man zunächst zu überzeugen, indem das Team im Achtelfinale mit dem 1. FC Nürnberg einen Erstligisten ausschaltete. Als einziges noch ungeschlagenes deutsches Profiteam der Saison traf man im Viertelfinale auf den FC Bayern. In München kassierte der 1. FC Köln allerdings mit einem 0:8 die höchste Niederlage seiner Pokalgeschichte.

#### Im Rheinenergiestadion und mit Lukas Podolski
| Saison                                                                                 | Liga          | Platz | Punkte | DFB-Pokal    |
| -------------------------------------------------------------------------------------- | ------------- | ----- | ------ | ------------ |
| 2003/04                                                                                | Bundesliga    | 18    | 23     | Achtelfinale |
| 2004/05                                                                                | 2. Bundesliga | 01    | 67     | 2. Runde     |
| 2005/06                                                                                | Bundesliga    | 17    | 30     | 1. Runde     |
| rot unterlegt: Abstieg in die 2. Bundesliga grün unterlegt: Aufstieg in die Bundesliga |               |       |        |              |

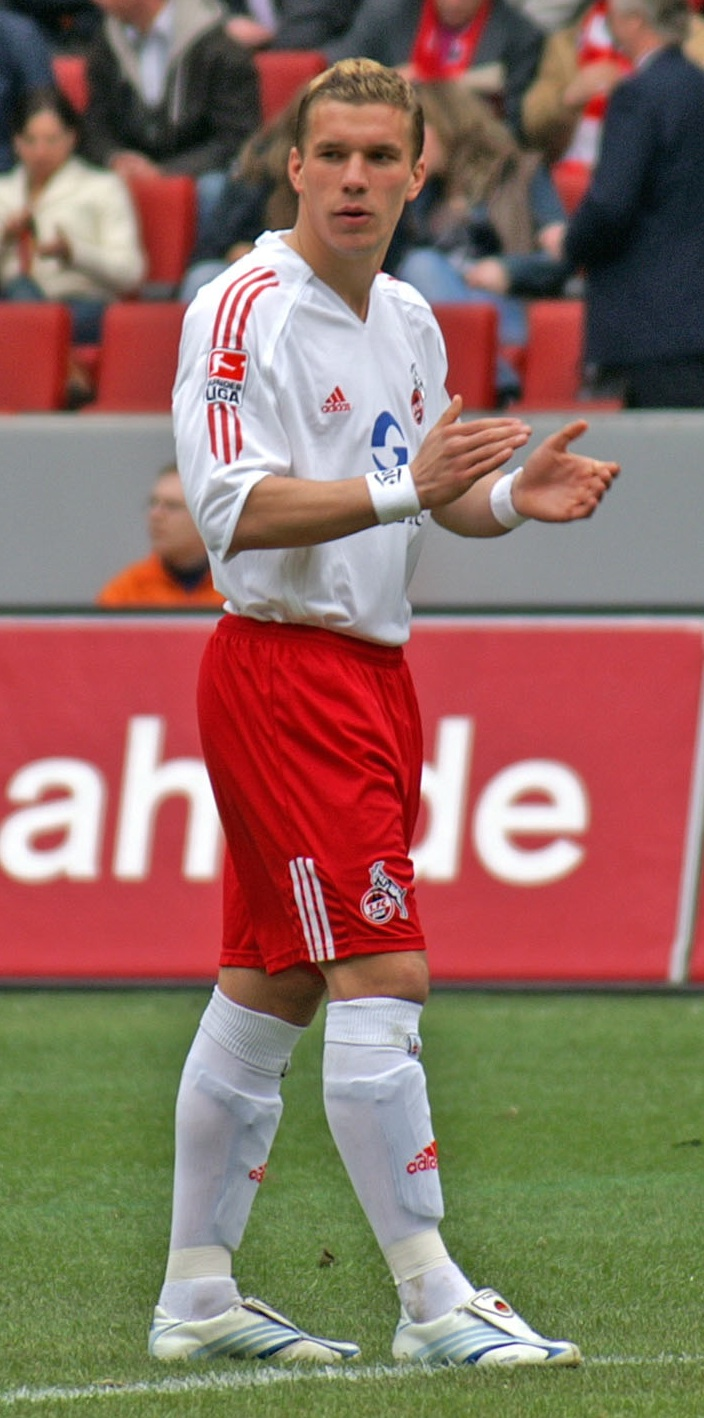
Lukas Podolski (2006)

In der Bundesliga-Saison 2003/04 gab der Aufsteiger ein desolates Bild ab: Mit nur 23 Zählern stieg man ab. Auswärts legte man die schlechteste Bilanz überhaupt hin, erreichte drei Unentschieden und verlor die restlichen 14 Spiele allesamt. Friedhelm Funkel wurde nach einer Niederlage am 10. Spieltag bei Eintracht Frankfurt entlassen. Jos Luhukay, welcher interimsmäßig übernahm, und Marcel Koller konnten das Blatt folglich nicht mehr wenden. Koller legte aber mit der Eingliederung der späteren Nationalspieler Lukas Podolski und Lukas Sinkiewicz aus der A-Jugend in den Profikader den Grundstein für den Wiederaufstieg im Folgejahr. Podolski wurde in den folgenden Jahren zum absoluten Leistungsträger und zur neuen Identifikationsfigur der Fans. Im DFB-Pokal hatte man derweil gute Chancen auf das Erreichen des Viertelfinals, denn im Achtelfinale wurde Köln der Zweitligist SpVgg Greuther Fürth zugelost. Doch auch in diesem Spiel ließ die Mannschaft jegliche Erstklassigkeit vermissen und unterlag den Franken nach Elfmeterschießen.

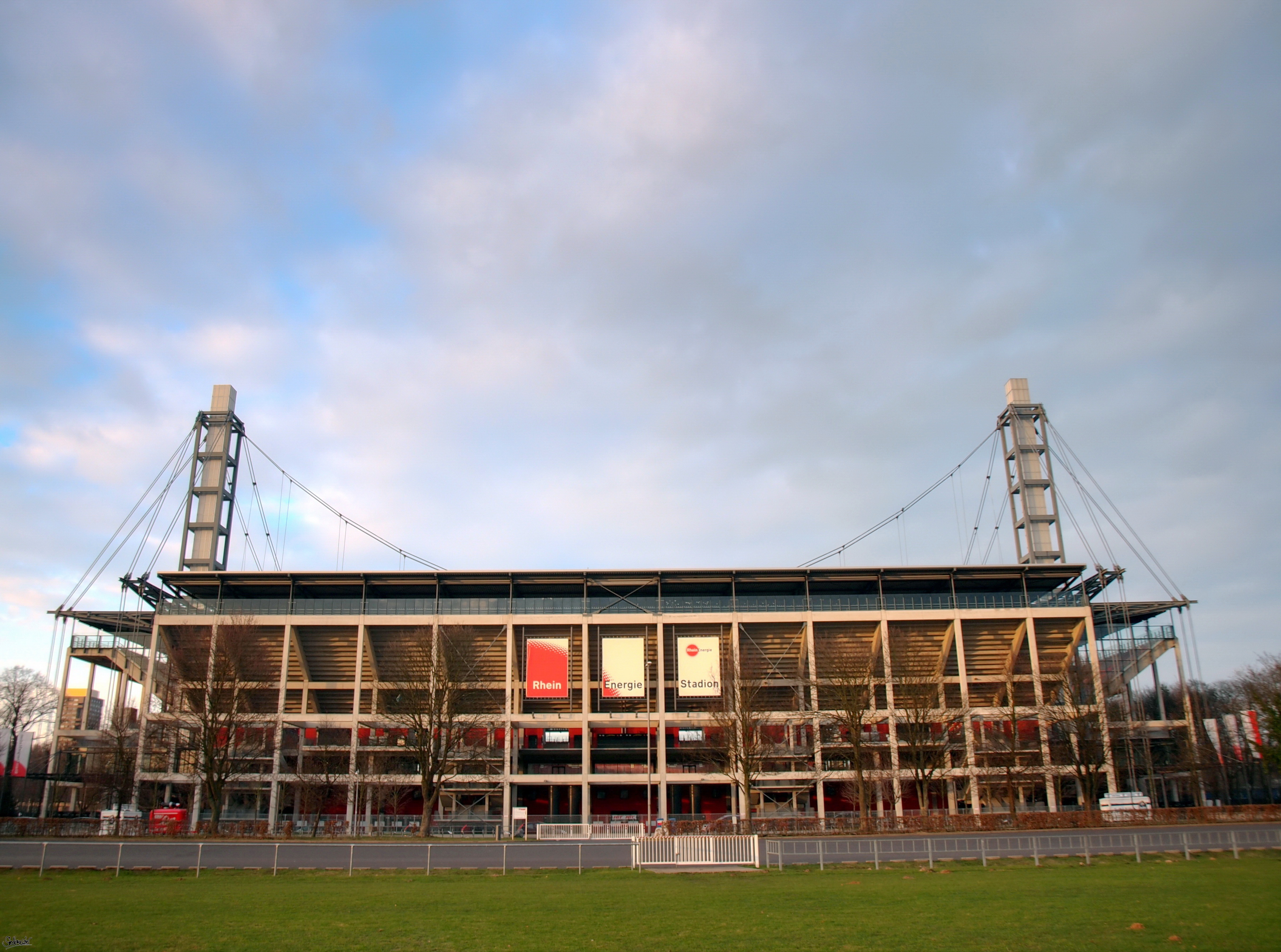
RheinEnergieStadion (Ansicht Südseite)

Während der Spielzeit, im März 2004, kam es in der Führungsetage zu einem Machtkampf, der in der Rücktrittsforderung von FC-Spielerikone Wolfgang Overath an den Vereinspräsidenten Albert Caspers gipfelte. Im Juni 2004 wurde Overath auf einer außerordentlichen Mitgliederversammlung zum Präsidenten gewählt. Diese war nötig geworden, da Overath darauf beharrte, sofort alle Macht im Verein übertragen zu bekommen, und Caspers von seinem Amt zurückgetreten war. Overaths erste Amtshandlung war die Entlassung von Marcel Koller, die noch am Tag der Mitgliederversammlung durchgeführt wurde. Ebenfalls am selben Tag wurde Huub Stevens als neuer Trainer für die Saison 2004/05 vorgestellt.
Bereits im Januar 2004 wurde die neue Spielstätte des 1. FC Köln, das 49.968 Zuschauer fassende Rheinenergiestadion, offiziell eröffnet. Nach der Hauptkampfbahn im Sportpark Müngersdorf und dem Müngersdorfer Stadion ist die moderne Arena das dritte Stadion in der Vereinsgeschichte, das an genau derselben Stelle steht wie seine beiden Vorgänger.
Mit Thomas Cichon, Florian Kringe und Dirk Lottner verließen nach dem Abstieg einige Stammspieler den Klub, doch mit Lukas Podolski hatte der FC in der Zweitligasaison 2004/05 den treffsichersten Ligastürmer in seinen Reihen, der 24 Tore zur souveränen Zweitligameisterschaft und somit zum direkten Wiederaufstieg beisteuerte. Zum Saisonende verließ Trainer Stevens den Verein aus familiären Gründen, sein Nachfolger zur Saison 2005/06 wurde Uwe Rapolder.
Die Euphorie nach dem dritten Aufstieg hielt nicht lange an. Mit Stürmer Patrick Helmes (47 Tore in 92 Ligaspielen für Köln) konnte die Aufstiegsmannschaft nur mit einem nennenswerten Neuzugang verstärkt werden. Im DFB-Pokal flog der FC bereits in der ersten Runde gegen Kickers Offenbach raus und in der Liga holte die Mannschaft in der Hinrunde nur 12 Punkte. Trainer Rapolder wurde entlassen und der sportliche Geschäftsführer Andreas Rettig trat zurück, sein Nachfolger wurde Michael Meier. Dieser stellte als neuen Trainer den Schweizer Hanspeter Latour ein. Auch unter Latour konnte der FC die Abstiegsplätze trotz solider Rückrunde nicht verlassen. Die gegen Saisonende deutlich positivere Tendenz führte dazu, dass Latour die Aufgabe übertragen wurde, für die anstehende fünfte Zweitligasaison des Vereins eine neue Mannschaft zu formen, die den Wiederaufstieg in die Bundesliga schaffen könnte. Nicht mehr Bestandteil dieser Mannschaft war Lukas Podolski, der nach seinem zweiten Abstieg mit den Kölnern für 10 Millionen € zum FC Bayern München wechselte.

#### Aufstieg mit Rückkehrer Daum
| Saison                                     | Liga          | Platz | Punkte | DFB-Pokal     |
| ------------------------------------------ | ------------- | ----- | ------ | ------------- |
| 2006/07                                    | 2. Bundesliga | 09    | 46     | Achtelfinale  |
| 2007/08                                    | 2. Bundesliga | 03    | 60     | 1. Runde      |
| 2008/09                                    | Bundesliga    | 12    | 39     | 2. Runde      |
| 2009/10                                    | Bundesliga    | 13    | 38     | Viertelfinale |
| grün unterlegt: Aufstieg in die Bundesliga |               |       |        |               |

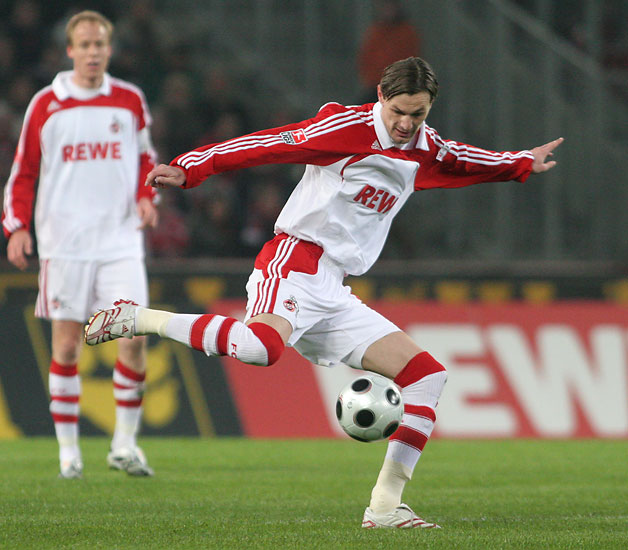
Milivoje Novakovič (2008)

Wie nach vorherigen Abstiegen auch, gab es zur Saison 2006/07 einen massiven Umbruch im Kader. So wurden insgesamt 18 Abgänge und 14 Zugänge verzeichnet. Thomas Broich und Fabrice Ehret, der es auf 138 Pflichtspiele für den FC brachte, waren zwei dieser Neuzugänge. Die wichtigste Verpflichtung war jedoch die des Slowenen Milivoje Novakovič, der in 176 Pflichtspielen 82 Treffer für die Geißböcke erzielte. Die Hinrunde verschaffte dem 1. FC Köln nicht die erhoffte Ausgangsposition für den sofortigen Wiederaufstieg, weshalb Trainer Latour nach einer 0:1-Heimniederlage gegen Erzgebirge Aue entlassen wurde. Nachdem Torwarttrainer Holger Gehrke die Mannschaft einige Spiele interimsweise übernommen hatte, wurde am 27. November 2006 Christoph Daum, der den Verein bereits von 1986 bis 1990 trainiert hatte, als neuer Trainer vorgestellt. Doch auch mit Daum verlief die Rückrunde enttäuschend, in der die höchste Zweitliga-Auswärtsniederlage (0:5 bei Rot-Weiss Essen) der Klubgeschichte zu verzeichnen war. Der FC wurde am Ende Neunter und das Ziel direkter Wiederaufstieg wurde damit deutlich verfehlt. Im DFB-Pokal deutete die Mannschaft durchaus vorhandenes Potential an, denn in der zweiten Runde wurde Schalke 04 mit 4:2 nach Verlängerung besiegt. Im Achtelfinale folgte durch eine Niederlage bei Eintracht Frankfurt dann das Aus.
Trotz der unbefriedigenden sportlichen Situation kündigte Christoph Daum an, seinen Vertrag bis 2010 zu erfüllen, jedoch mit der Einschränkung, dass er bei einem neuerlich verpassten Aufstieg in der Saison 2007/08 den FC nach der Spielzeit verlassen werde. Daum wurden einige Transferwünsche erfüllt, so wechselten unter anderem Torwart Faryd Mondragón und Abwehrspieler Ümit Özat zum FC, die Daum beide aus seiner Zeit in der Türkei kannte. Gemeinsam mit den weiteren Neuzugängen Kevin McKenna (140 Ligaspiele für Köln) und Youssef Mohamad (120) wurden diese Neuverpflichtungen zu wichtigen Figuren des Aufstiegs und – mit Ausnahme von Özat – auch für die folgenden Jahre in der Bundesliga.
Nach einer holprigen Saison, die mit dem Ausscheiden in der ersten Pokalrunde gegen Werder Bremen II begonnen hatte, gelang dem 1. FC Köln durch ein 2:0 gegen Mainz 05 am vorletzten Spieltag der Wiederaufstieg. Besonderen Anteil an der Rückkehr ins Oberhaus hatten Milivoje Novakovič (Torschützenkönig mit 20 Treffern) und Patrick Helmes (17 Tore). Von den sechs Aufstiegen der Vereinsgeschichte war dieser der „schlechteste“, was Tabellenplatz (3), erreichte Punktzahl (60) und Abstand zum ersten Nichtaufstiegsplatz (2 Punkte) angeht.
2008/09 spielten die Kölner eine solide Bundesligarunde, obwohl mit Patrick Helmes einer der Aufstiegsgaranten zu Bayer 04 Leverkusen gewechselt war. Dafür wurden mit Petit und Pedro Geromel zwei gute Transfers getätigt. Außerdem stieß zur Spielzeit Mišo Brečko zum FC, der es in der Folge auf 206 Ligaspiele für die Kölner bringen sollte. Am Ende erreichte man Platz 12 und musste damit erstmals seit 2000/01 nach einem Aufstieg nicht direkt wieder absteigen. Milivoje Novakovič behielt seinen Torinstinkt auch eine Liga höher und traf 16-mal. Nach der Saison verließ Christoph Daum überraschend den FC und wechselte zu Fenerbahçe Istanbul. Dabei machte er von einer Sonderkündigungsklausel Gebrauch.
Zur Saison 2009/10 kehrte Nationalspieler Lukas Podolski nach Köln zurück. Der FC bezahlte dem FC Bayern für die Rückholaktion den identischen Betrag, den man für den Spieler vor zwei Jahren eingenommen hatte. Die 10 Millionen € waren der zweithöchste Wert, den der Klub bisher für einen Profi an Ablöse ausgegeben hat. Neuer Trainer wurde Zvonimir Soldo. Zum Ende der Saison belegte der FC Platz 13 und hielt mit einer sehr defensiven Spielweise relativ souverän die Klasse. Dabei wurde der im Winter als Leihspieler für die Rückrunde gekommene Zoran Tošić zu einem wichtigen Trumpf im Abstiegskampf. Er erzielte fünf der insgesamt nur 33 Treffer des FC. Im DFB-Pokal erreichte die Mannschaft derweil das Viertelfinale, wo man dem FC Augsburg unterlag und dabei unter unglücklichen Entscheidungen des Schiedsrichters litt, der drei Platzverweise gegen Köln aussprach.

### 2010–2020: Rückkehr nach Europa, weitere Ab- und Aufstiege

#### Fünfter Abstieg nach kurzfristiger Etablierung im Mittelfeld der Liga
| Saison                                      | Liga          | Platz | Punkte | DFB-Pokal    |
| ------------------------------------------- | ------------- | ----- | ------ | ------------ |
| 2010/11                                     | Bundesliga    | 10    | 44     | Achtelfinale |
| 2011/12                                     | Bundesliga    | 17    | 30     | 2. Runde     |
| 2012/13                                     | 2. Bundesliga | 05    | 54     | Achtelfinale |
| rot unterlegt: Abstieg in die 2. Bundesliga |               |       |        |              |

Nach einem enttäuschenden Start in die Saison 2010/11, in der Martin Lanig und Mato Jajalo die nennenswertesten Transfers waren, mit nur einem Sieg in neun Spielen wurde Trainer Soldo im Oktober 2010 beurlaubt. Sein Nachfolger wurde Frank Schaefer, bis dahin Trainer der U-23. Ende November 2010 wurde auch Manager Michael Meier entlassen und bald darauf Volker Finke als neuer Sportdirektor vorgestellt, der in der Winterpause mit Tomoaki Makino und Wilfried Sanou Transferflops einkaufte. Auf den Weggang von Faryd Mondragón wurde mit der Verpflichtung von Michael Rensing als neuer Stammtorwart reagiert. Nach Plätzen im gesicherten Mittelfeld, geriet der FC durch eine 1:4-Niederlage beim VfL Wolfsburg noch einmal in Abstiegsnöte. Nach Querelen mit Sportdirektor Volker Finke trat Schaefer zurück. Finke sprang schließlich als Interimscoach ein;, unter ihm gewann der FC die drei restlichen Partien, der sich damit rettete und sogar noch Zehnter wurde.

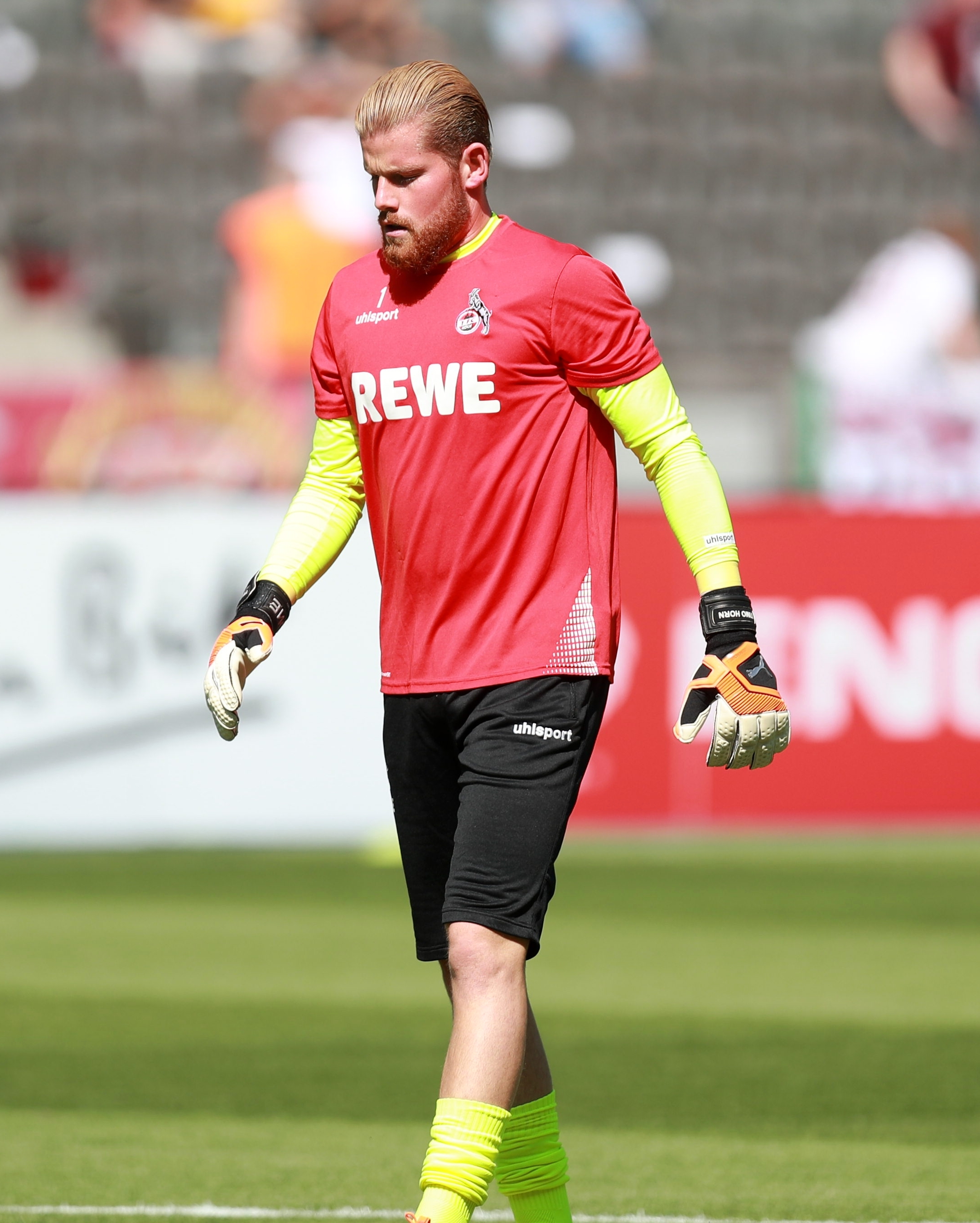
Timo Horn (2018)

Zur Saison 2011/12 ließ man mit Fabrice Ehret und Youssef Mohamad Stammkräfte ziehen, die nicht gleichwertig ersetzt werden konnten. Von den Neuzugängen entwickelte sich lediglich Sascha Riether zum Stammspieler. Gepaart mit der neuen Taktik des neuen norwegischen Trainers Ståle Solbakken führte dieser Umstand letzten Endes zum fünften Abstieg der Vereinsgeschichte. Zu Beginn der Saison hatte man noch Hoffnung; denn es gab durchaus Spiele, in der Solbakkens Taktik fruchtete, so zum Beispiel beim 4:1-Sieg in Leverkusen. Dem gegenüber standen jedoch hohe Niederlagen gegen Borussia Dortmund (1:6 und 0:5) oder Schalke 04 (1:4 und 1:5). Ein 0:4 in Mainz führte schließlich zur Entlassung Solbakkens; erneut übernahm Frank Schaefer. Bereits im Monat davor war Sportdirektor Finke von seinen Aufgaben entbunden worden. Der Umschwung war eingeleitet, aber es reichte nicht mehr: mit dem 1:4 am letzten Spieltag gegen Bayern München stand der erneute Abstieg fest, den auch Lukas Podolski mit seinen 18 Saisontoren nicht abwenden konnte. Er verließ nach seinem dritten Abstieg mit Köln erneut den Verein und wechselte zum FC Arsenal; der FC erhielt eine Ablösesumme von 15 Millionen €. Auch auf der Führungsebene war die Saison unruhig verlaufen: auf der Mitgliederversammlung im November 2011 trat der Vorstand um Präsident Wolfgang Overath geschlossen zurück. Im April 2012 wählten die Vereinsmitglieder Werner Spinner zum neuen Präsidenten, Vizepräsidenten wurden FC-Torwartikone Toni Schumacher und der damalige Präsident des Festkomitees Kölner Karneval, Markus Ritterbach.
Im Mai 2012 verpflichtete der FC Holger Stanislawski als Cheftrainer für die Saison 2012/13. Neben Podolski verließen mit Novakovic und Petit weitere Stützen das Team. Zum FC kamen unter anderem Matthias Lehmann, Anthony Ujah, Dominic Maroh und Jonas Hector, die alle Stammspieler werden sollten. Zwar schon länger im Profikader, aber zu dieser Saison die Nummer eins im Tor wurde Timo Horn, der bereits seit 2002 im Verein spielt. Der Saisonstart war äußerst enttäuschend, nach sechs Spielen nur zwei Punkten war der FC noch sieglos. Im Laufe der Saison zeigte das Team stabilere Leistungen und stand am 27. Spieltag auf Relegationsrang 3, der jedoch nicht gehalten werden konnte. Der FC schloss die Spielzeit als Fünfter ab. Im DFB-Pokal unterlag die Mannschaft im Achtelfinale dem VfB Stuttgart. Trainer Stanislawski bat den Klub laut Vereinsangaben um die vorzeitige Auflösung seines Vertrages zum 30. Juni 2013, dem dieser entsprach.

#### Mit Peter Stöger zurück in die Bundesliga
| Saison                                     | Liga          | Platz | Punkte | DFB-Pokal    |
| ------------------------------------------ | ------------- | ----- | ------ | ------------ |
| 2013/14                                    | 2. Bundesliga | 01    | 68     | Achtelfinale |
| 2014/15                                    | Bundesliga    | 12    | 40     | Achtelfinale |
| 2015/16                                    | Bundesliga    | 09    | 43     | 2. Runde     |
| 2016/17                                    | Bundesliga    | 05    | 49     | Achtelfinale |
| grün unterlegt: Aufstieg in die Bundesliga |               |       |        |              |

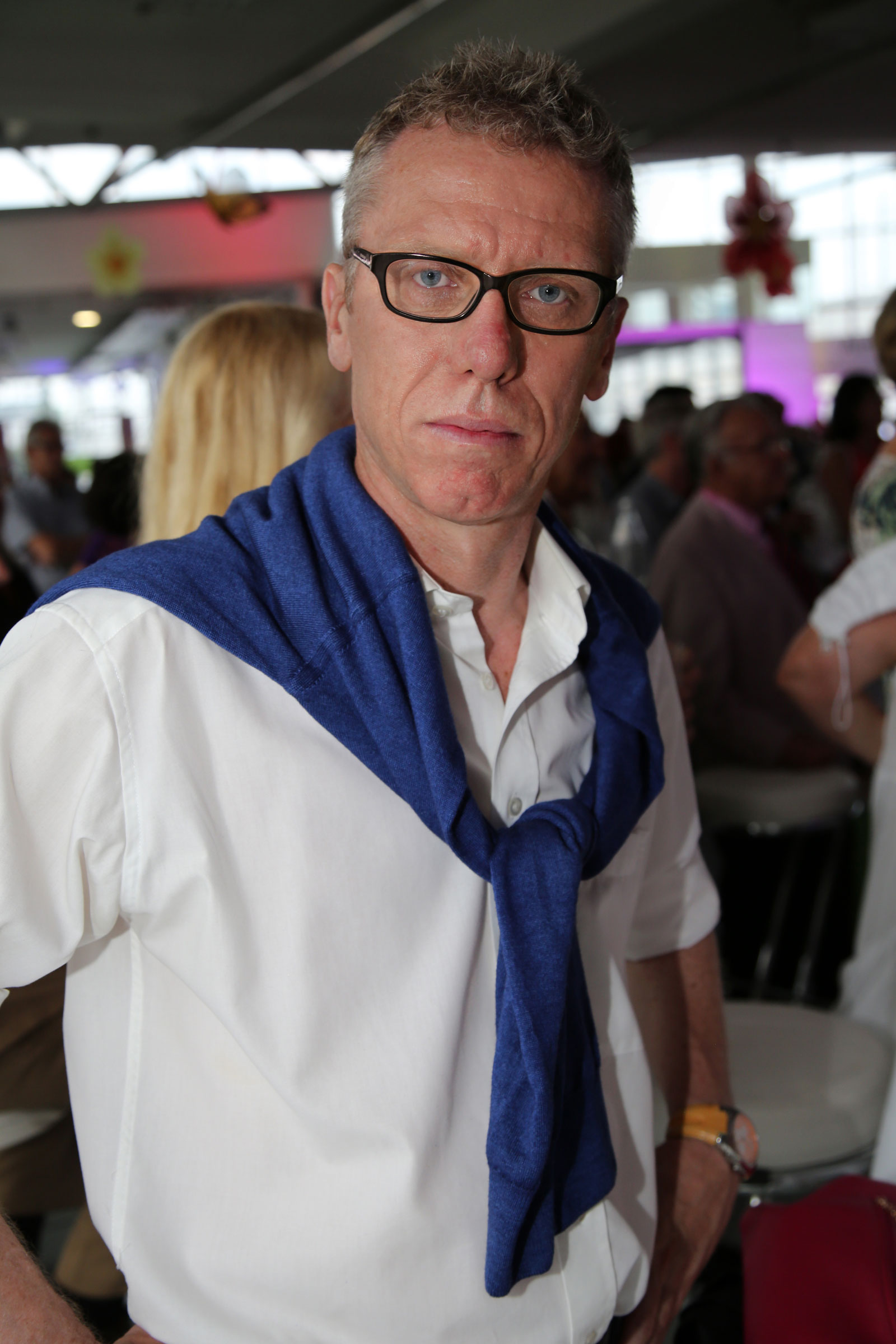
Peter Stöger (2015)

Im Juni 2013 wurde Peter Stöger, der kurz zuvor mit Austria Wien Österreichischer Meister geworden war, als Nachfolger zur Saison 2013/14 vorgestellt. Im selben Monat wurde Jörg Schmadtke als neuer Sportdirektor verpflichtet. Auf Spielerseite stießen Eigengewächs Yannick Gerhardt sowie Marcel Risse zur Mannschaft. Außerdem kehrte Patrick Helmes zum 7. Spieltag zum 1. FC Köln zurück. Die Kölner wurden mit dem neuen Trainer souverän Herbstmeister. Das Polster zum Relegationsplatz 3 betrug zum Jahreswechsel bereits acht Punkte. Auch in der Rückrunde lieferte die Mannschaft konstant gute Leistungen ab, nach einem 3:1-Heimsieg am Ostermontag 2014 gegen den VfL Bochum stand man am 31. Spieltag vorzeitig als Aufsteiger fest und sicherte sich zudem die Zweitliga-Meisterschaft. Helmes trug 12, Anthony Ujah 11 Treffer zum Aufstieg bei. Herzstück war jedoch die Defensive, die nur 20 Gegentreffer zuließ. Im Pokal bezwang das Team in Runde zwei den FSV Mainz 05, ehe es im Achtelfinale gegen den Hamburger SV ausschied.
In der Saison 2014/15 blieb die Aufstiegsmannschaft großteils beisammen. Der verletzte Patrick Helmes kam auf keinen weiteren Einsatz und beendete in dieser Spielzeit seine Karriere. Punktuell verstärkt wurde der Kader unter anderem mit Kevin Vogt und Yūya Ōsako. Mit einer auf Konter ausgerichteten Taktik sammelte der FC in der Hinrunde hauptsächlich auswärts Punkte, während es im heimischen Stadion nur einen Sieg gab, gegen Borussia Dortmund. In der Rückrunde wurde dann der Grundstein für den Klassenverbleib gelegt: zuhause verloren die Kölner kein Spiel mehr und sammelte 15 Punkte. Der FC war nie in Abstiegsgefahr und sicherte sich bereits am 32. Spieltag den Klassenerhalt, mit einem 2:0-Heimsieg über den FC Schalke 04. In der Endabrechnung landete der FC mit 40 Punkten auf Platz 12. Im DFB-Pokal erreichten die Geißböcke wie im Vorjahr das Achtelfinale, ehe sie in Freiburg dem SC unterlagen. Verlass war in dieser Saison auf die Defensive; mit 40 Gegentoren stellte man die fünftbeste Abwehr der Liga und die beste FC-Abwehr in der Bundesliga seit 1996.
Zur Saison 2015/16 verließen mit Kevin Wimmer und Anthony Ujah etablierte Spieler den Verein, neu verpflichtet wurden unter anderem Anthony Modeste, Dominique Heintz und Leonardo Bittencourt. Im Pokal bezwang das Team zunächst den SV Meppen, scheiterte aber in Runde zwei an Werder Bremen. Anfang 2016 knackte die Zahl der Vereinsmitglieder die Marke von 75.000. Mit einem 4:1-Heimsieg über den SV Darmstadt 98 stand der Klassenerhalt nach 31 Spieltagen fest. Der FC schloss die Saison auf dem neunten Tabellenplatz ab, die beste Platzierung seit 24 Jahren. Bester Torschütze war Anthony Modeste, der 15 Treffer erzielte.
Neuverpflichtung für die Saison 2016/17 waren unter anderem Marco Höger, Konstantin Rausch und Serhou Guirassy, während Yannick Gerhardt und Kevin Vogt den FC verließen. In der Winterpause stießen noch Neven Subotić und Rückkehrer Christian Clemens zum Kader. Mit einem 2:0-Heimsieg über Mainz 05 beendete der 1. FC Köln die Saison als Fünfter – die beste Platzierung in der Bundesliga seit 25 Jahren – und qualifizierte sich damit nach 25 Jahren auch erstmals wieder für den Europapokal. Modeste gelangen in der abgelaufenen Spielzeit 25 Treffer (der letzte ähnlich erfolgreiche FC-Akteur war Klaus Allofs 1984/85 mit 26 Toren). Im Pokal scheiterten die Kölner im Achtelfinale auswärts am Hamburger SV.

#### Rückkehr nach Europa, Transferrekorde und Ab- und Wiederaufstieg
| Saison | Liga          | Platz | Punkte | DFB-Pokal    | Europapokal      |
| --- | ------------- | ----- | ------ | ------------ | ---------------- |
| 2017/18 | Bundesliga    | 18    | 22     | Achtelfinale | EL, Gruppenphase |
| 2018/19 | 2. Bundesliga | 01    | 63     | 2. Runde     | —                |
| 2019/20 | Bundesliga    | 14    | 36     | 2. Runde     | —                |
| rot unterlegt: Abstieg in die 2. Bundesliga grün unterlegt: Aufstieg in die Bundesliga EL: UEFA Europa League |               |       |        |              |                  |

2017/18 ging der 1. FC Köln in seine 15. Spielzeit in der UEFA Europa League (die ersten 14 Teilnahmen fanden noch zu Zeiten des UEFA-Pokals statt). Während der Saisonvorbereitung wurden sowohl auf der Einnahmen- als auch auf der Ausgabenseite neue Rekorde erzielt. Anthony Modeste verließ den Klub für 35 Mio. € und wechselte nach China zu Tianjin Quanjian für die mit Abstand höchste Ablösesumme, die der Verein jemals erhalten hat. Neu zum Kader stießen Jannes Horn und Jhon Córdoba, der vom 1. FSV Mainz 05 kam und für 17 Mio. € kostete, was wiederum den teuersten Einkauf in der Historie des FC bedeutete. Erwähnenswert auch: der 1. FC Köln meldete im September 2017 das 100.000 Vereinsmitglied.
In der Europa League wurde der FC in eine Gruppe mit dem FC Arsenal, Roter Stern Belgrad und BATE Baryssau gelost. Nach Niederlagen beim FC Arsenal (1:3), gegen Belgrad (0:1) und in Baryssau (0:1) folgten Heimsiege gegen BATE Baryssau (5:2) und Arsenal (1:0). Das letzte Gruppenspiel in Belgrad gegen Roter Stern ging 0:1 verloren und bedeutete das Ausscheiden.
Trainer Stöger wurde kurz vor dem Spiel in Belgrad (Köln hatte bis dahin nur drei Punkte in der Bundesliga geholt) entlassen, Stefan Ruthenbeck übernahm den Posten bis zum Saisonende. Bereits im Oktober war der Vertrag von Sport-Geschäftsführer Schmadtke aufgelöst worden; sein Nachfolger wurde im Dezember Armin Veh. Die Hinrunde 2017/18 war gekennzeichnet von Verletzungspech, zeitweise standen 14 Spieler nicht zur Verfügung. Langzeitausfälle von Leistungsträgern wie z. B. Jonas Hector, Marco Höger oder Dominic Maroh führten dazu, dass der Kader in mehreren Pflichtspielen großteils aus jungen Nachwuchsspielern wie Yann Aurel Bisseck, Chris Führich oder Tim Handwerker bestand. Dazu kam, dass Neuzugang Jhon Córdoba über die gesamte Saison nicht überzeugen konnte. Simon Terodde, der in der Winterpause verpflichtet worden war, erzielte in seinem ersten Punktspiel zuhause gegen Mönchengladbach in der Nachspielzeit den 2:1-Siegtreffer. Am 32. Spieltag jedoch war nach einer 2:3-Niederlage gegen den SC Freiburg der erneute Abstieg besiegelt. Mit lediglich 22 Punkten war dies die schlechteste Saison des Vereins in der Bundesliga. Im Pokal scheiterte der FC im Achtelfinale auswärts am FC Schalke 04.

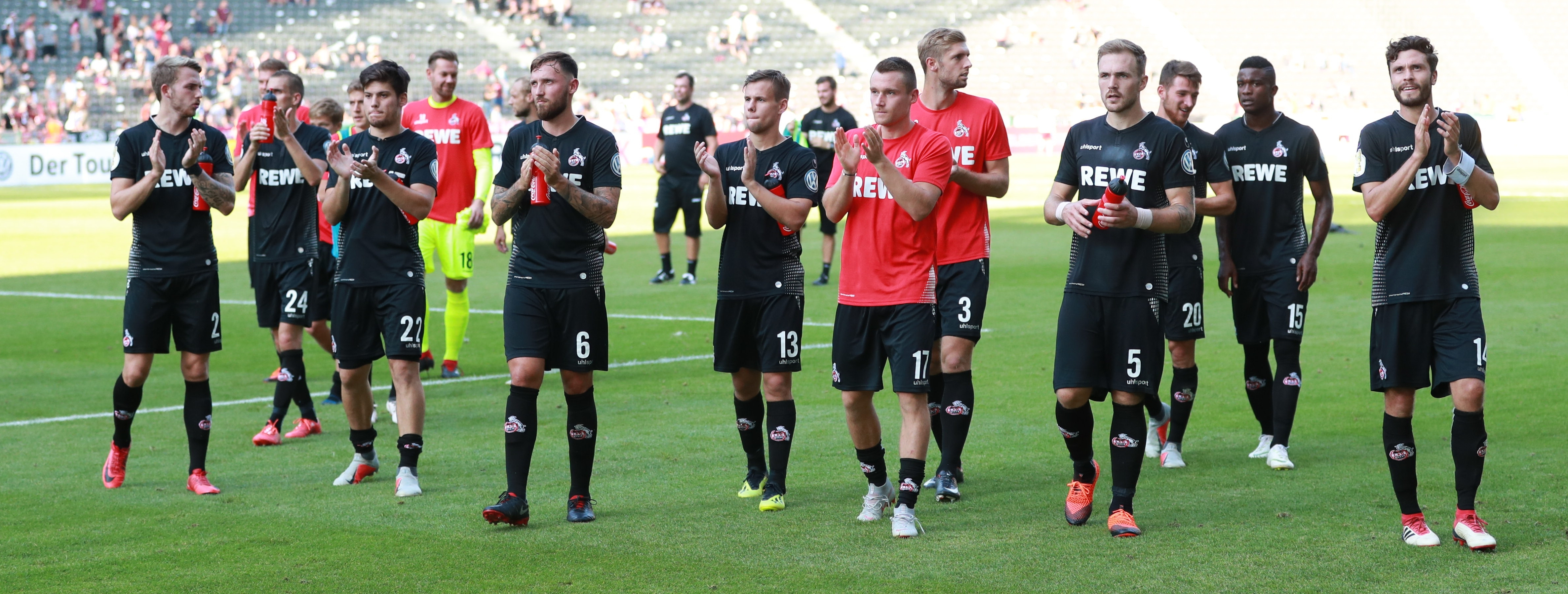
FC-Mannschaft nach dem Pokal-Erstrundenspiel 2018/19 beim BFC Dynamo

2018/19 ging der FC in die neunte Zweitligaspielzeit seiner Vereinsgeschichte. Angegangen wurde die Saison mit Markus Anfang als Cheftrainer, dessen Verpflichtung bereits kurz vor dem endgültigen Abstieg bekanntgegeben worden war. Mit Dominique Heintz, Lukas Klünter, Leonardo Bittencourt, Miloš Jojić und Yūya Ōsako verließen wichtige Leistungsträger den Verein. Andererseits hielten wichtige Stammspieler wie Nationalspieler Jonas Hector oder Torwart Timo Horn trotz des Abstiegs dem Klub Treue. Dazu gesellten sich die Neueinkäufe Louis Schaub, Rafael Czichos und Dominick Drexler. Nachfolger von Matthias Lehmann als Kapitän wurde Jonas Hector. Im November 2018 wurde auch noch die Rückkehr von Anthony Modeste aus China vollzogen, der jedoch erst ab Februar 2019 spielberechtigt war. In der Winterpause – die Kölner standen nach einer holprigen Hinrunde auf Platz 2 – wurden mit Johannes Geis und Florian Kainz noch zwei bundesligaerfahrene Spieler verpflichtet.
In der Rückrunde konnte sich der FC zunächst mit sechs Siegen in Folge an der Tabellenspitze absetzen. Doch als sich dann vier sieglose Spiele anschlossen, trennte sich der Verein nach einer 1:2-Heimniederlage am 31. Spieltag gegen Darmstadt 98 von Markus Anfang. Der FC hatte zu diesem Zeitpunkt als Tabellenführer, vor den letzten drei Ligaspielen, sechs Punkte Vorsprung vor dem Relegations- und dem 4. Platz. Für den Rest der Saison übernahm U21-Trainer André Pawlak die Mannschaft. Gleich bei seiner ersten Partie auf der Trainerbank sicherte sich der FC mit einem 4:0-Sieg in Fürth die Zweitliga-Meisterschaft und damit den Aufstieg. Im DFB-Pokal unterlag das Team wie im Vorjahr Schalke 04, diesmal bereits in der zweiten Runde und nach Elfmeterschießen.
Der FC ging in die Saison 2019/20 mit dem im Mai 2019 für die Spielzeit verpflichteten Achim Beierlorzer als Cheftrainer. Als Zugänge für die Spielzeit wurden Kingsley Schindler, Kingsley Ehizibue, Birger Verstraete, Sebastiaan Bornauw sowie der tunesische Nationalspieler Ellyes Skhiri verpflichtet. Im Pokal schied der FC in der zweiten Runde mit einem 2:3 gegen den Regionalligisten 1. FC Saarbrücken aus. Nach einer Heimniederlage am 11. Spieltag (1:2 gegen Hoffenheim) trennte sich der Verein von Beierlorzer sowie vom Geschäftsführer Sport, Armin Veh, der den Verein am Saisonende ohnehin planmäßig verlassen hätte. Zu diesem Zeitpunkt stand der 1. FC Köln mit nur 7 Punkten auf dem 17. Tabellenplatz. Neuer Geschäftsführer Sport wurde Horst Heldt, neuer Cheftrainer Markus Gisdol. Unter ihm starteten die Kölner am 15. Spieltag mit einem 2:0 gegen Leverkusen ihre Aufholjagd, gewannen acht von zehn Spielen und kletterten auf Platz 10. Unglücklicherweise war der FC dann aufgrund der COVID-19-Pandemie am ersten Geisterspiel der Bundesligageschichte beteiligt, als die Mannschaft am 11. März 2020 vor leeren Rängen in Mönchengladbach mit 1:2 verlor. Nach Wiederaufnahme des Spielbetriebs mit weiteren 'Geisterspielen' am 17. Mai konnte der FC kein Spiel mehr gewinnen; den Klassenerhalt sicherte das Team erst am vorletzten Spieltag mit einem 1:1 gegen Frankfurt; die Saison wurde – nach insgesamt zehn Spielen ohne Sieg – auf Platz 14 abgeschlossen.

### Seit 2020: Gegenwart
| Saison                                                                                 | Liga          | Platz | Punkte | DFB-Pokal     |
| -------------------------------------------------------------------------------------- | ------------- | ----- | ------ | ------------- |
| 2020/21                                                                                | Bundesliga    | 16    | 33     | Achtelfinale  |
| 2021/22                                                                                | Bundesliga    | 07    | 52     | Achtelfinale  |
| 2022/23                                                                                | Bundesliga    | 11    | 42     | 1. Runde      |
| 2023/24                                                                                | Bundesliga    | 17    | 27     | 2. Runde      |
| 2024/25                                                                                | 2. Bundesliga | 01    | 61     | Viertelfinale |
| rot unterlegt: Abstieg in die 2. Bundesliga grün unterlegt: Aufstieg in die Bundesliga |               |       |        |               |

2020/21 ging der 1. FC Köln in seine 49. Bundesligasaison. Die Hinrunde der erneut von der COVID-19-Pandemie bestimmten und ohne Zuschauer ausgetragenen Saison schloss der FC auf dem Relegationsplatz 16 ab. Im Pokal scheiterte man im Achtelfinale am Zweitligisten SSV Jahn Regensburg. Nach dem 28. Spieltag wurde Cheftrainer Markus Gisdol nach acht sieglosen Spielen in Folge durch Friedhelm Funkel ersetzt. Die Mannschaft stand zu diesem Zeitpunkt auf Platz 17, bei jeweils drei Punkten Rückstand auf den Relegations- und den ersten Nicht-Abstiegsplatz. Am letzten Spieltag wurde durch einen 1:0-Sieg gegen den sicheren Absteiger Schalke 04 der Relegationsplatz erreicht, weil der direkte Konkurrent Werder Bremen zu Hause 2:4 gegen Borussia Mönchengladbach verlor. In der Relegation traf der FC auf Holstein Kiel. Nach dem verlorenen Hinspiel (0:1 zuhause) stellte der FC mit einem 5:1-Auswärtssieg den Klassenerhalt sicher.
Zur Saison 2021/22 übernahm Steffen Baumgart die Mannschaft. Zudem wurde der Sport-Geschäftsführer Horst Heldt wenige Tage nach Saisonende freigestellt. Unter Baumgart absolvierte der FC seine statistisch beste Bundesligasaison seit 1990 und qualifizierte sich mit 52 Punkten auf Platz 7 für die Playoffs der Conference League 2022/23. Die Qualifikation für diesen Wettbewerb sicherten sich die Kölner am 33. Spieltag mit der „Schützenhilfe“ von Bayer 04 Leverkusen (2:4-Niederlage des Konkurrenten TSG 1899 Hoffenheim). Im Pokal war erneut im Achtelfinale Schluss, diesmal gegen den späteren Halbfinalisten Hamburger SV.
Im Vorfeld der Spielzeit 2022/23 wurden sieben Spieler verpflichtet und fünf abgegeben; beispielsweise verlor man einen Leistungsträger der Vorsaison, den türkischen Nationalspieler Salih Özcan, an Vizemeister Borussia Dortmund. Die „Geißböcke“ starteten mit neun Zählern aus den ersten fünf Partien ordentlich, verloren aber dann zwischen dem 11. und dem 15. Spieltag viermal und rutschten zum Ende der Hinrunde bis auf den 10. Tabellenplatz ab. In der 1. Runde des Pokals unterlag die Mannschaft dem Zweitligisten SSV Jahn Regensburg im Elfmeterschießen.
Ende März 2023 verurteilte die FIFA den Verein zu einer Transfersperre, welche die Sommertransferperiode 2023 sowie die Wintertransferperiode 2023/24 betreffen würde. Darüber hinaus würde die Sperre auch nur für die erste Herrenmannschaft des 1. FC Köln gelten. Grund hierfür war der Transfer des Jugendspielers Jaka Čuber Potočnik, der im Januar 2022 nach Köln gewechselt war. Köln wurde beschuldigt, den Spieler seinerzeit zu einem „Vertragsbruch angestiftet“ zu haben, worauf dessen bisherigem Verein Olimpija Ljubljana eine Ablösesumme entgangen war. Der 1. FC Köln gab an, vor dem internationalen Sportgerichtshof CAS Einspruch gegen das Urteil der FIFA einlegen zu wollen.
Am 21. Dezember 2023 wurde Cheftrainer Steffen Baumgart nach 10 Punkten und 10 erzielten Toren aus 16 Spieltagen auf Tabellenplatz 17 freigestellt. Am selben Tag wurde zudem verkündet, dass der internationale Sportgerichtshof (CAS) die Transfersperre für zwei Transferperioden bestätigt hat. Am 18. Mai 2024 stand nach einem verlorenen Spiel gegen den 1. FC Heidenheim der Abstieg in die 2. Liga fest. Am 27. Mai trennte man sich von Cheftrainer Timo Schultz und den Co-Trainern André Pawlak und Kevin McKenna.
Zur Saison 2024/25 wurde Gerhard Struber als neuer Cheftrainer und Bernd Eibler sowie Thomas Hickersberger als neue Co-Trainer verpflichtet.
Am 6. Juni 2025 gab der Verein bekannt, dass Lukas Kwasniok zur neuen 2025/26 Cheftrainer der Profimannschaft wird. Außerdem kehrten die ehemaligen Co-Trainer Frank Kaspari und René Wagner als Co-Trainer zurück.

## Statistiken

### Titel und Erfolge
Titelgewinne der Vorgängervereine sind hier nicht aufgelistet.
- Deutscher Meister (3): 1961/62, 1963/64, 1977/78
  - Vizemeister (7): 1959/60, 1962/63, 1964/65, 1972/73, 1981/82, 1988/89, 1989/90
- DFB-Pokal-Sieger (4): 1967/68, 1976/77, 1977/78, 1982/83
  - Finalist (6): 1953/54, 1969/70, 1970/71, 1972/73, 1979/80, 1990/91
- Westdeutscher Meister (5): 1953/54, 1959/60, 1960/61, 1961/62, 1962/63
  - Vizemeister (3): 1952/53, 1957/58, 1958/59
- Westdeutscher Pokalsieger (2): 1953, 1964
  - Finalist (2): 1958, 1960
- UEFA-Pokal-Finalist: 1985/86
- Europapokal-Halbfinalist (8)
  - Europapokal der Landesmeister: 1978/79
  - Europapokal der Pokalsieger: 1968/69
  - UEFA-Pokal (4): 1974/75, 1980/81, 1985/86, 1989/90
  - Messestädte-Pokal (2): 1963/64, 1970/71
- DFB-Hallenpokalsieger: 1993
  - Finalist: 1994
- Meister der 2. Bundesliga (5): 2000, 2005, 2014, 2019, 2025
- Meister der Rheinbezirksliga (2): 1948, 1949

### Der FC in den Ewigen Tabellen
National (Stand: Saisonende 2024/25):
- Ewige Tabelle der Bundesliga: 9. Platz, 2484 Punkte
- Ewige Tabelle des DFB-Pokals: 5. Platz, 412 Punkte
- Ewige Tabelle der Oberliga West: 3. Platz, 543 Punkte
- Ewige Tabelle der 2. Bundesliga: 35. Platz, 594 Punkte

International (Stand: Saisonende 2021/22):
- Ewige Tabelle des Fußball-Europapokals: 71. Platz, 287 Punkte
  - Ewige Tabelle der UEFA Champions League und des Europapokals der Landesmeister: 133. Platz, 29 Punkte
  - Ewige Tabelle des Europapokals der Pokalsieger: 96. Platz, 23 Punkte
  - Ewige Tabelle der UEFA Europa League und des UEFA-Cups: 50. Platz, 178 Punkte
  - Ewige Tabelle des Messestädte-Pokals: 10. Platz, 57 Punkte

### Individuelle Auszeichnungen

#### Torschützenkönige

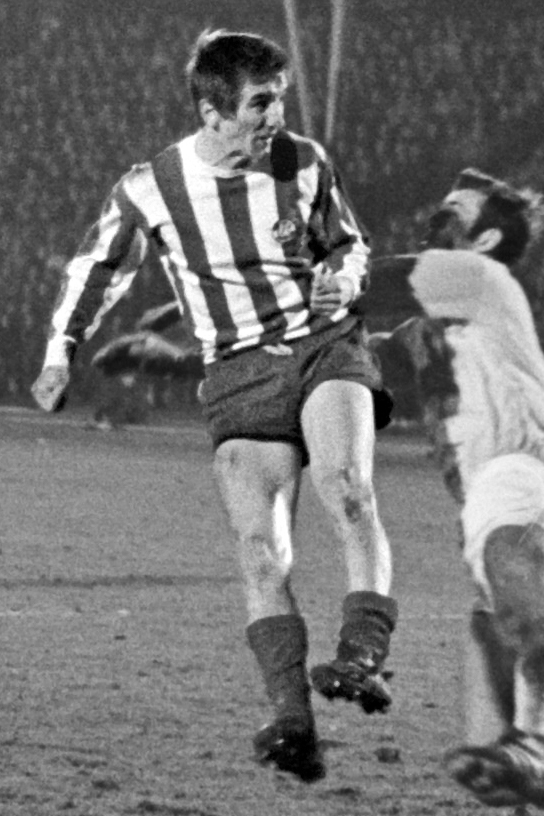
Hannes Löhr (1968)

| Spieler            | Nat.        | Saison  | Tore  | Wettbewerb                  |
| ------------------ | ----------- | ------- | ----- | --------------------------- |
| Hans Schäfer       | Deutschland | 1952/53 | 26    | Oberliga West               |
| Hans Schäfer       | Deutschland | 1953/54 | 26    | Oberliga West               |
| Georg Stollenwerk  | Deutschland | 1953/54 | 02    | DFB-Pokal                   |
| Karl-Heinz Thielen | Deutschland | 1965/66 | 07    | Messestädte-Pokal           |
| Hannes Löhr        | Deutschland | 1967/68 | 27    | Bundesliga                  |
| Hannes Löhr        | Deutschland | 1967/68 | 05    | DFB-Pokal                   |
| Carl-Heinz Rühl    | Deutschland | 1968/69 | 06    | Europapokal der Pokalsieger |
| Hannes Löhr        | Deutschland | 1969/70 | 06    | DFB-Pokal                   |
| Hannes Löhr        | Deutschland | 1971/72 | 07 1  | DFB-Pokal                   |
| Wolfgang Overath   | Deutschland | 1971/72 | 07 1  | DFB-Pokal                   |
| Bernd Rupp         | Deutschland | 1971/72 | 07 1  | DFB-Pokal                   |
| Hannes Löhr        | Deutschland | 1972/73 | 08    | DFB-Pokal                   |
| Dieter Müller      | Deutschland | 1976/77 | 34    | Bundesliga                  |
| Dieter Müller      | Deutschland | 1976/77 | 014 1 | DFB-Pokal                   |

| Spieler            | Nat.        | Saison  | Tore  | Wettbewerb    |
| ------------------ | ----------- | ------- | ----- | ------------- |
| Dieter Müller      | Deutschland | 1977/78 | 024 1 | Bundesliga    |
| Dieter Müller      | Deutschland | 1977/78 | 08    | DFB-Pokal     |
| Stephan Engels     | Deutschland | 1982/83 | 06    | DFB-Pokal     |
| Klaus Fischer      | Deutschland | 1983/84 | 05 1  | DFB-Pokal     |
| Klaus Allofs       | Deutschland | 1984/85 | 26    | Bundesliga    |
| Klaus Allofs       | Deutschland | 1985/86 | 09    | UEFA-Pokal    |
| Thomas Allofs      | Deutschland | 1988/89 | 017 1 | Bundesliga    |
| Falko Götz         | Deutschland | 1989/90 | 06 1  | UEFA-Pokal    |
| Lukas Podolski     | Deutschland | 2004/05 | 24    | 2. Bundesliga |
| Milivoje Novakovič | Slowenien   | 2007/08 | 20    | 2. Bundesliga |
| Simon Terodde      | Deutschland | 2018/19 | 29    | 2. Bundesliga |

#### Fußballer des Jahres

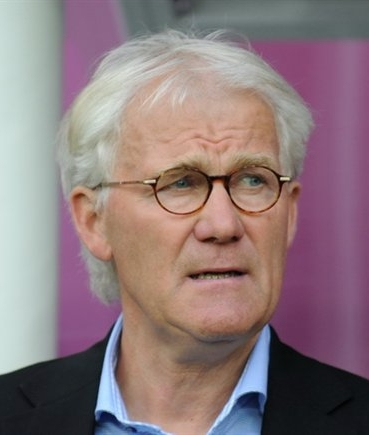
Morten Olsen (2012)

| Spieler                 | Nat.        | Land        | Jahr |
| ----------------------- | ----------- | ----------- | ---- |
| Karl-Heinz Schnellinger | Deutschland | Deutschland | 1962 |
| Hans Schäfer            | Deutschland | Deutschland | 1963 |
| Toni Schumacher         | Deutschland | Deutschland | 1984 |
| Toni Schumacher         | Deutschland | Deutschland | 1986 |
| Morten Olsen            | Danemark    | Dänemark    | 1986 |
| Thomas Häßler           | Deutschland | Deutschland | 1989 |
| Toni Polster            | Osterreich  | Österreich  | 1997 |

## Aktueller Kader 2025/26

### Spieler

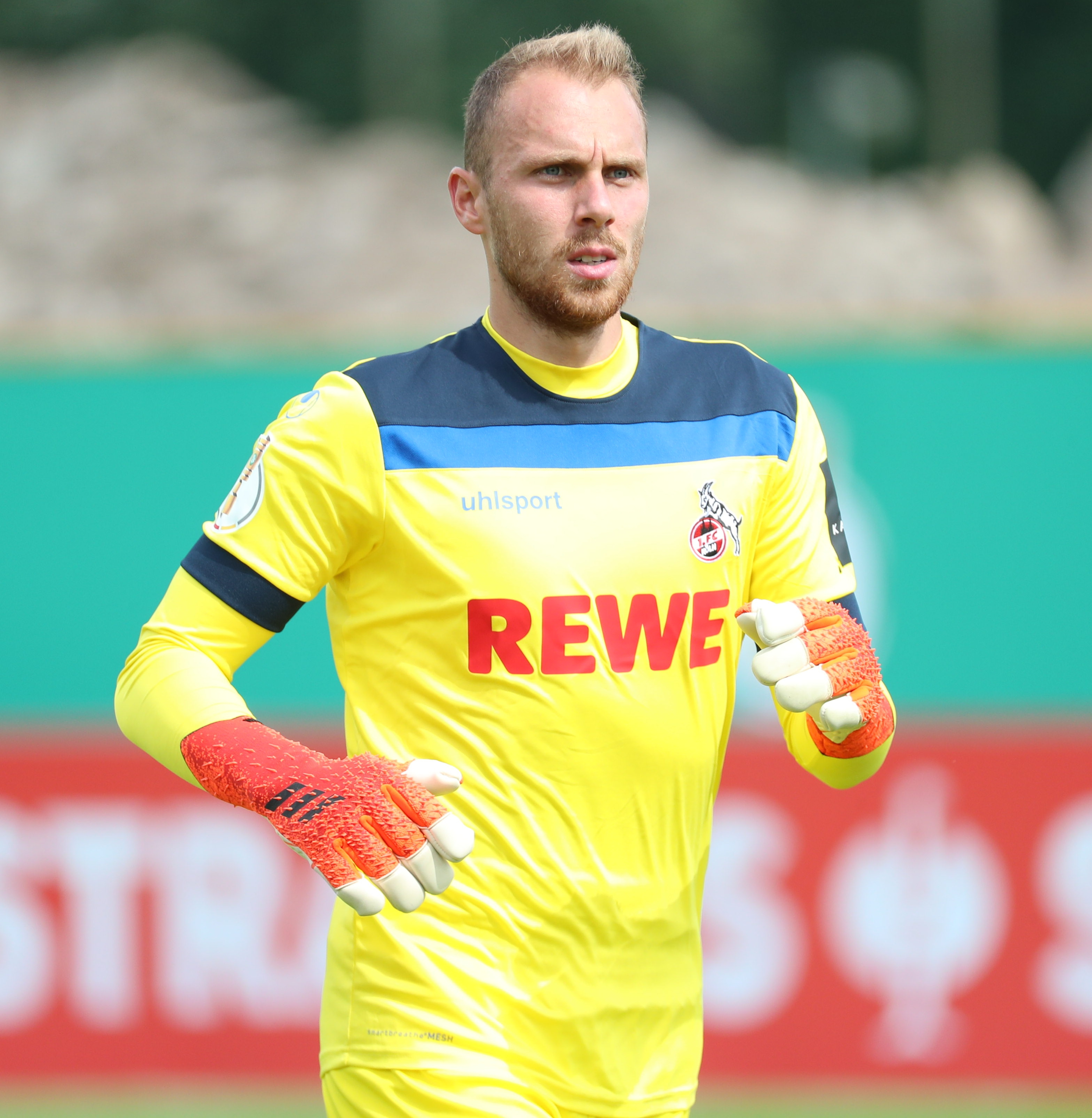
Marvin Schwäbe

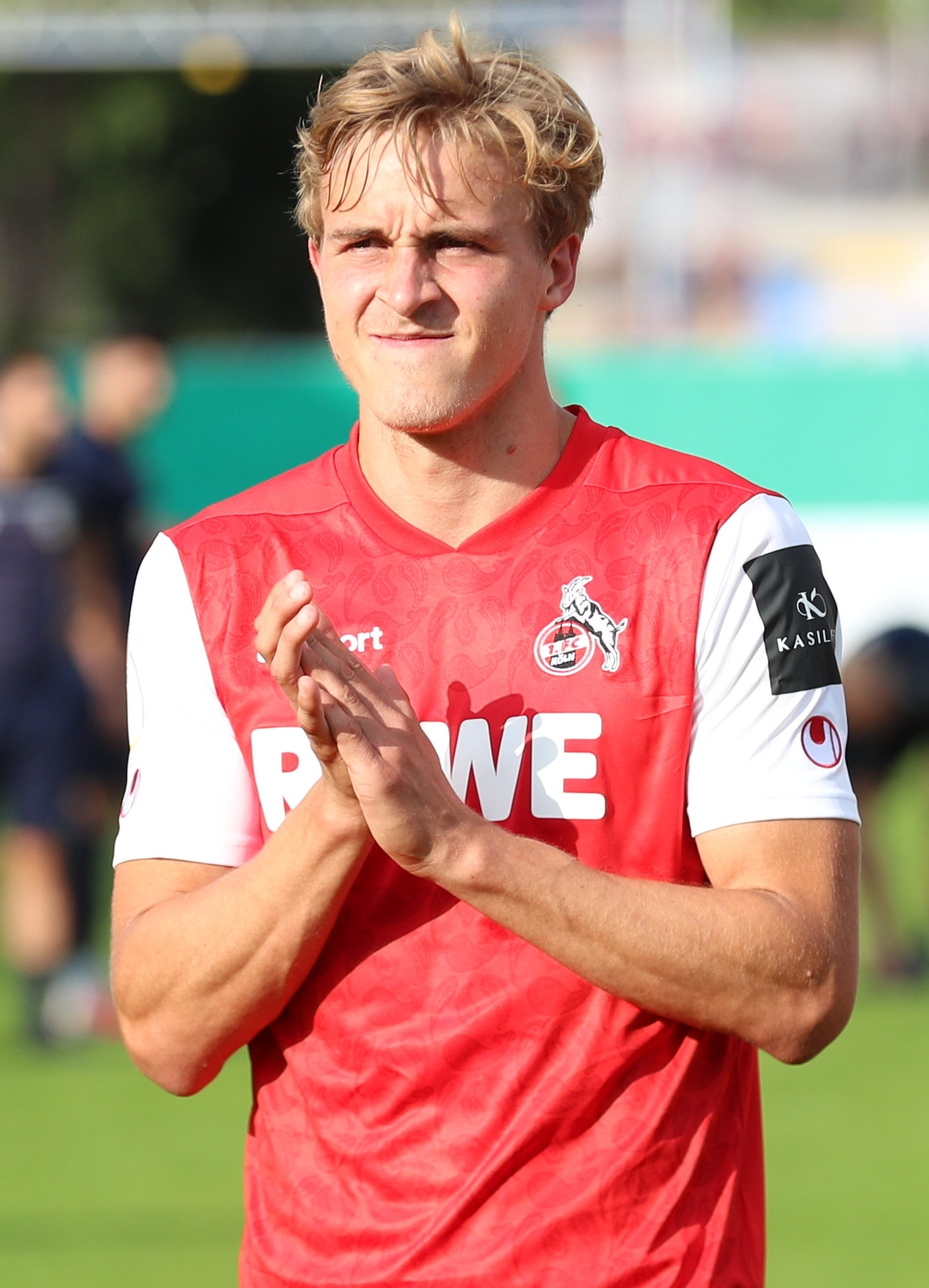
Timo Hübers

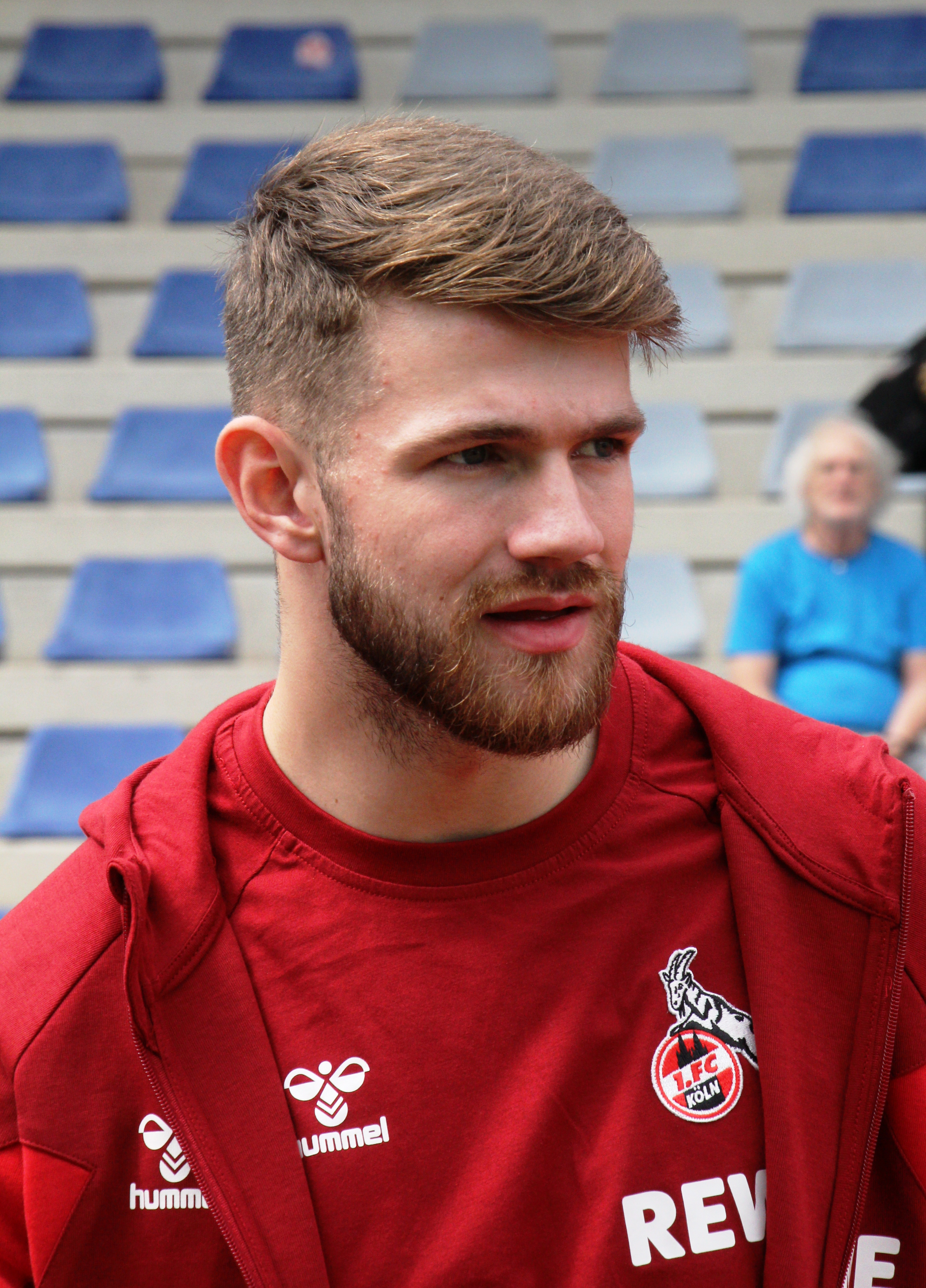
Jan Thielmann

- Stand: 16. August 2025[119]

| Nr.        | Nat.                    | Spieler              | geboren       | im Verein seit | Vertrag bis |
| Tor        |                         |                      |               |                |             |
| 01         | Deutschland             | Marvin Schwäbe       | 25. Apr. 1995 | 2021           | 2027        |
| 20         | Deutschland             | Ron-Robert Zieler    | 12. Feb. 1989 | 2025           | 2027        |
| 44         | Deutschland             | Matthias Köbbing     | 28. Mai 1997  | 2020           | 2027        |
| Abwehr     |                         |                      |               |                |             |
| 02         | Schweiz                 | Joël Schmied         | 23. Sep. 1998 | 2025           | 2029        |
| 03         | Deutschland             | Dominique Heintz     | 15. Aug. 1993 | 2023           | 2026        |
| 04         | Deutschland             | Timo Hübers          | 20. Juli 1996 | 2021           | 2026        |
| 15         | Deutschland             | Luca Kilian          | 1. Sep. 1999  | 2021           | 2026        |
| 17         | Kosovo                  | Leart Paqarada       | 8. Okt. 1994  | 2023           | 2026        |
| 24         | Deutschland             | Julian Pauli         | 18. Juli 2005 | 2021           | 2027        |
| 25         | Bosnien und Herzegowina | Jusuf Gazibegović    | 11. März 2000 | 2025           |             |
| 26         | Norwegen                | Sebastian Sebulonsen | 27. Jan. 2000 | 2025           | 2028        |
| 32         | Vereinigte Staaten      | Kristoffer Lund      | 14. Mai 2002  | 2025           | 2026        |
| 33         | Niederlande             | Rav van den Berg     | 7. Juli 2004  | 2025           | 2030        |
| 39         | Turkei                  | Cenk Özkacar         | 6. Okt. 2000  | 2025           | 2026        |
| 49         | Deutschland             | Neo Telle II         | 24. Apr. 2005 | 2025           | 2026        |
| Mittelfeld |                         |                      |               |                |             |
| 05         | Deutschland             | Tom Krauß            | 22. Juni 2001 | 2025           | 2026        |
| 06         | Deutschland             | Eric Martel          | 29. Apr. 2002 | 2022           | 2026        |
| 08         | Bosnien und Herzegowina | Denis Huseinbašić    | 3. Juli 2001  | 2022           | 2027        |
| 11         | Osterreich              | Florian Kainz        | 24. Okt. 1992 | 2019           | 2026        |
| 13         | Deutschland             | Saïd El Mala         | 26. Aug. 2006 | 2025           | 2030        |
| 16         | Polen                   | Jakub Kamiński       | 5. Juni 2002  | 2025           | 2026        |
| 18         | Island                  | Ísak Jóhannesson     | 23. März 2003 | 2025           | 2030        |
| 22         | Danemark                | Jacob Christensen    | 25. Juni 2001 | 2023           | 2026        |
| 29         | Deutschland             | Jan Thielmann        | 26. Mai 2002  | 2017           | 2028        |
| 34         | Deutschland             | Fayssal Harchaoui    | 15. Jan. 2006 | 2019           | 2028        |
| 37         | Deutschland             | Linton Maina         | 23. Juni 1999 | 2022           |             |
| 46         | Montenegro              | Emin Kujović II      | 29. Sep. 2004 | 2020           | 2028        |
| Sturm      |                         |                      |               |                |             |
| 07         | Deutschland             | Luca Waldschmidt     | 19. Mai 1996  | 2023           | 2027        |
| 09         | Deutschland             | Ragnar Ache          | 28. Juli 1998 | 2025           | 2029        |
| 19         | Deutschland             | Malek El Mala II     | 2. Apr. 2005  | 2025           | 2030        |
| 27         | Bosnien und Herzegowina | Imad Rondić          | 16. Feb. 1999 | 2025           | 2029        |
| 30         | Deutschland             | Marius Bülter        | 29. März 1993 | 2025           | 2027        |

### Transfers 2025/26
- Stand: 13. August 2025

| Zugänge              | Zugänge                          |
| Spieler              | Abgebender Verein                |
| Sommerpause 2025     | Sommerpause 2025                 |
| -------------------- | -------------------------------- |
| Ragnar Ache          | 1. FC Kaiserslautern             |
| Sargis Adamyan       | SSV Jahn Regensburg (Leihende) * |
| Rav van den Berg     | FC Middlesbrough                 |
| Marius Bülter        | TSG 1899 Hoffenheim              |
| Florian Dietz        | SCR Altach (Leihende) *          |
| Malek El Mala        | Viktoria Köln (Leihende) *       |
| Saïd El Mala         | Viktoria Köln (Leihende) *       |
| Ísak Jóhannesson     | Fortuna Düsseldorf               |
| Jakub Kamiński       | VfL Wolfsburg (Leihe)            |
| Tom Krauß            | 1. FSV Mainz 05 (Leihe)          |
| Kristoffer Lund      | FC Palermo (Leihe)               |
| Cenk Özkacar         | FC Valencia (Leihe)              |
| Sebastian Sebulonsen | Brøndby IF                       |
| Ron-Robert Zieler    | Hannover 96                      |

| Abgänge             | Abgänge                      |
| Spieler             | Aufnehmender Verein          |
| Sommerpause 2025    | Sommerpause 2025             |
| ------------------- | ---------------------------- |
| Rasmus Carstensen   | Aarhus GF (Leihe) ***        |
| Jaka Čuber Potočnik | Rot-Weiss Essen (Leihe)      |
| Damion Downs        | FC Southampton               |
| Max Finkgräfe       | RB Leipzig                   |
| Tim Lemperle        | TSG 1899 Hoffenheim          |
| Dejan Ljubičić      | Dinamo Zagreb                |
| Jonas Nickisch      | 1. FC Saarbrücken            |
| Marvin Obuz         | Rot-Weiss Essen              |
| Mathias Olesen      | SpVgg Greuther Fürth         |
| Chilohem Onuoha     | SC Verl (Leihe) ****         |
| Philipp Pentke      | Vertragsende; Ziel unbekannt |
| Anthony Racioppi    | Hull City (Leihende)         |
| Meiko Sponsel       | Viktoria Köln                |
| Steffen Tigges      | SC Paderborn 07              |
| Mark Uth            | Karriereende                 |

### Trainerstab
- Stand: 1. Juli 2025

| Nat.        | Name               | Funktion        | im Verein seit |
| ----------- | ------------------ | --------------- | -------------- |
| Deutschland | Lukas Kwasniok     | Cheftrainer     | 2025           |
| Deutschland | Frank Kaspari      | Co-Trainer      | 2025           |
| Deutschland | René Wagner        | Co-Trainer      | 2025           |
| Deutschland | Hannes Dold        | Co-Trainer      | 2014           |
| Deutschland | Peter Greiber      | Torwarttrainer  | 2024           |
| Deutschland | Max Weuthen        | Athletiktrainer | 2015           |
| Deutschland | Leif Frach         | Athletiktrainer | 2018           |
| Deutschland | Tillmann Bockhorst | Athletiktrainer | 2020           |
| Deutschland | Niko Romm          | Athletiktrainer | 2021           |
| Deutschland | Denis Huckestein   | Spielanalyst    | 2019           |

### Sportliche Leitung
- Stand: 7. Juni 2025

| Nat.        | Name           | Funktion             | im Verein seit |
| ----------- | -------------- | -------------------- | -------------- |
| Deutschland | Thomas Kessler | Sportdirektor        | 2021           |
| Deutschland | Lukas Berg     | Technischer Direktor | 2016           |
| Deutschland | Gabor Ruhr     | Chefscout            | 2024           |

## Stadion

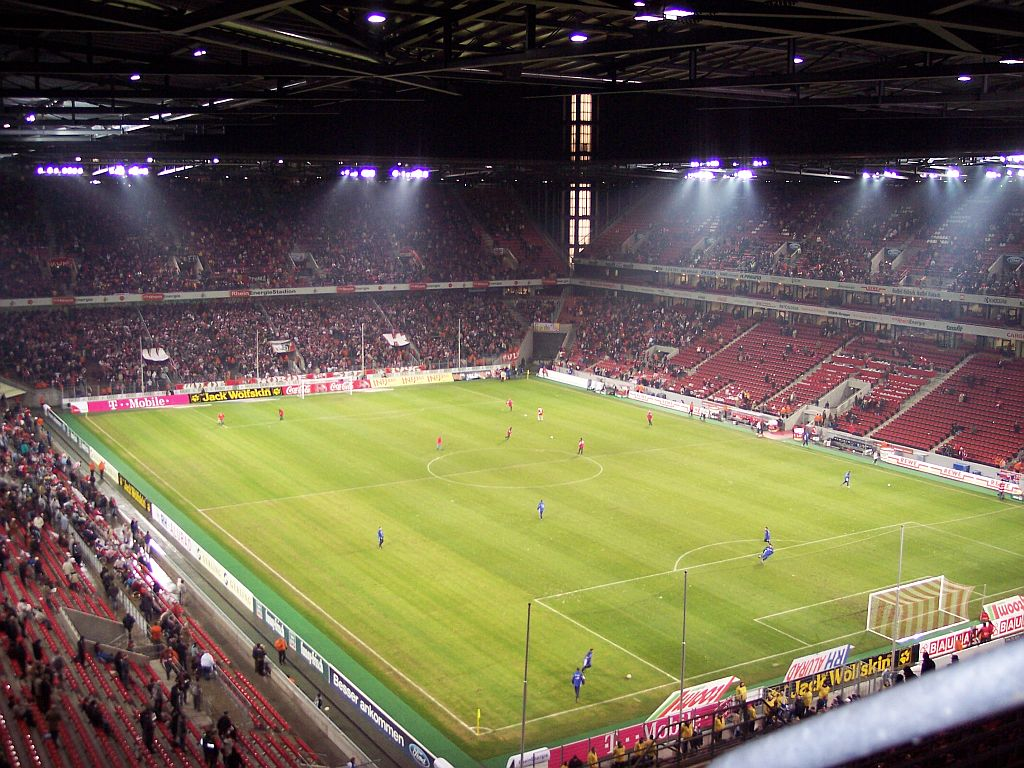
Innenansicht Rheinenergiestadion

Spielstätte des 1. FC Köln ist das Rheinenergiestadion. Vorläufer waren die 1923 an derselben Stelle erbaute Hauptkampfbahn im Sportpark Müngersdorf und das Müngersdorfer Stadion, das die Hauptkampfbahn ersetzte und zur Fußball-Weltmeisterschaft 1974 neu errichtet werden sollte, aber erst 1975 fertiggestellt wurde. In der Bauphase fanden die Heimspiele des FC in der benachbarten Müngersdorfer Radrennbahn statt.
Die heutige Fußballarena wurde mit Sicht auf die Fußball-Weltmeisterschaft 2006 in Deutschland von Dezember 2001 bis Januar 2004 erbaut und am 31. Januar 2004 eröffnet. Ihr Bau erfolgte schrittweise (eine Tribüne je Halbjahr) während des laufenden Spielbetriebs. Im Gegensatz zu den Vorläuferbauten weist sie keine Leichtathletikanlagen auf und ist damit ein reines Fußballstadion. Das 50.000 Zuschauer fassende Stadion war 2006 einer von zwölf Austragungsorten der Fußball-WM. Während des Turniers hieß es FIFA WM Stadion Köln, da die FIFA fremde Sponsorennamen bei einer WM verbietet.
Das Stadion ist bis auf den Unterrang der Südtribüne und den Block N6 im Unterrang der Nordtribüne ein Sitzplatzstadion. Im Westen, Norden und Osten befinden sich zwischen Ober- und Unterrang VIP- bzw. Cateringbereiche. Die Nordtribüne des Stadions beherbergt das FC-Museum, das die Geschichte des 1. FC Köln dokumentiert, sowie einen Fanshop. Bei Heimspielen des FC sind die Südtribüne sowie der West- und Mittelabschnitt der Nordtribüne Bereiche der Heimfans, der Gästebereich befindet sich im Osten der Nordtribüne. In diesen Bereichen ist das Tragen von Fanartikeln der jeweils anderen Mannschaft nicht gestattet. Die beiden Haupttribünen (West und Ost) sind gemischte Bereiche. Für die UEFA EURO 2024 wird das Stadion ebenfalls in Betrieb genommen. Mit einer Kapazität von 47.000 Menschen nimmt das Stadion als „Köln Stadion“ teil.

## Klubanlage

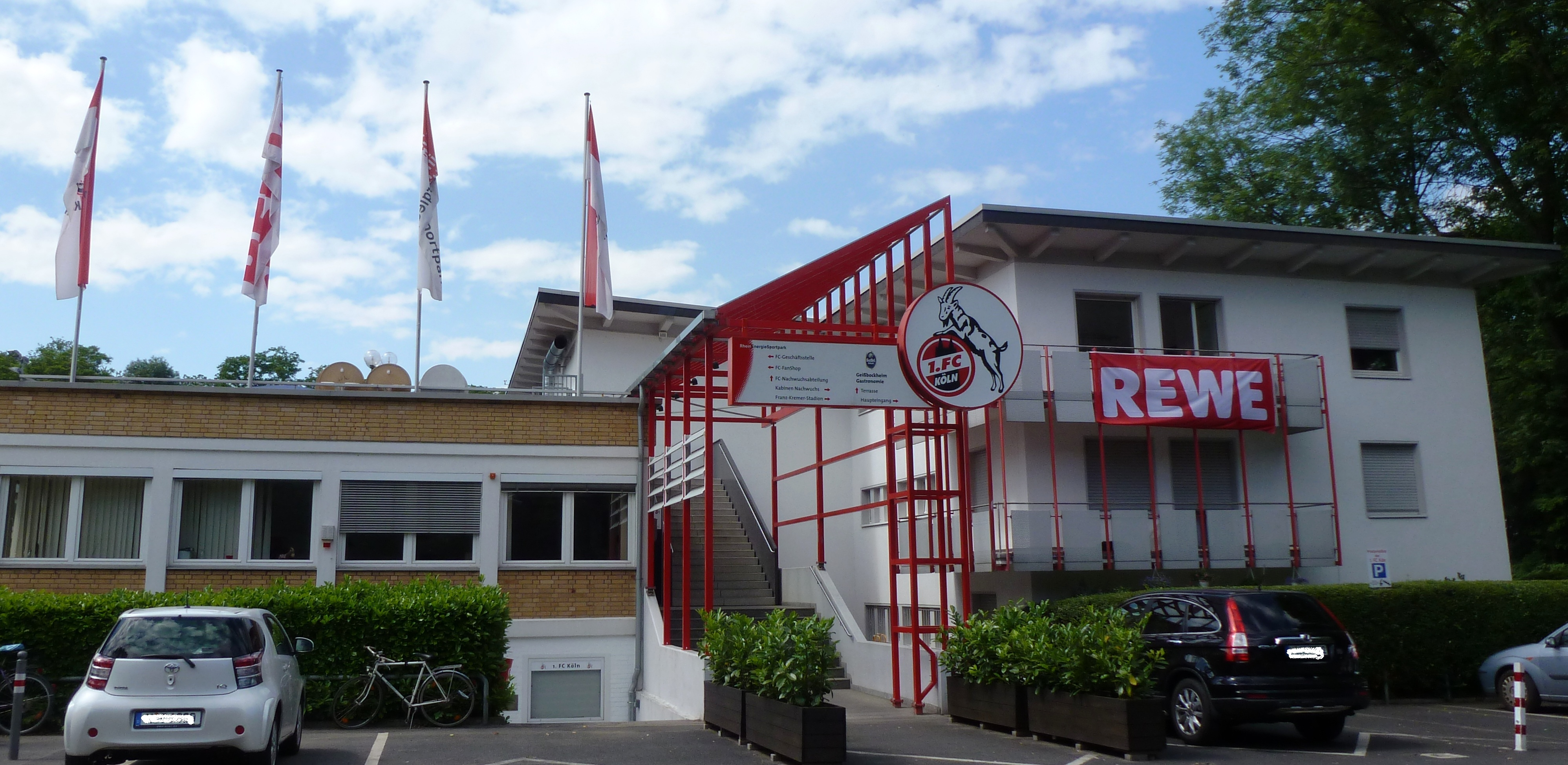
Geißbockheim (2012)

Fünf Jahre nach Gründung des 1. FC Köln wurde 1953 ein Vereinsheim im Grüngürtel errichtet. Es erhielt den Namen „Geißbockheim“, benannt nach dem Maskottchen des Vereins. Mehrfach wurde das Clubhaus um- und ausgebaut. Im Geißbockheim befinden sich heute ein Restaurant, die Hauptverwaltung, ein Fan-Shop, der Nachwuchs- und Lizenzspielerbereich und eine Sporthalle. Neben dem Geißbockheim entstanden mehrere Trainingsplätze.
Von 1966 bis 1971 wurde das Amateurstadion errichtet, das seit 1977 den Namen Franz-Kremer-Stadion trägt. Das Vereinsgelände, das seit 2007 „RheinEnergieSportpark“ heißt, verfügt neben dem Franz-Kremer-Stadion über vier Natur-, zwei Kunstrasenplätze, einen Fußballkäfig und einen Fußballtennis-Platz. Damit entspricht das Gelände den Anforderungen eines DFB-Leistungszentrums.
Pläne des FC, das Gelände zu vergrößern, werden durch seine Lage in dem Landschaftsschutzgebiet „Äußerer Grüngürtel Müngersdorf bis Marienburg und verbindende Grünzüge“ erschwert. Angrenzende Teilbereiche innerhalb dieses Landschaftsschutzgebiets stehen zudem seit 1980 unter Denkmalschutz. Ein „Masterplan“ des FC sieht unter anderem ein modernes Leistungszentrum vor.

## Das Maskottchen

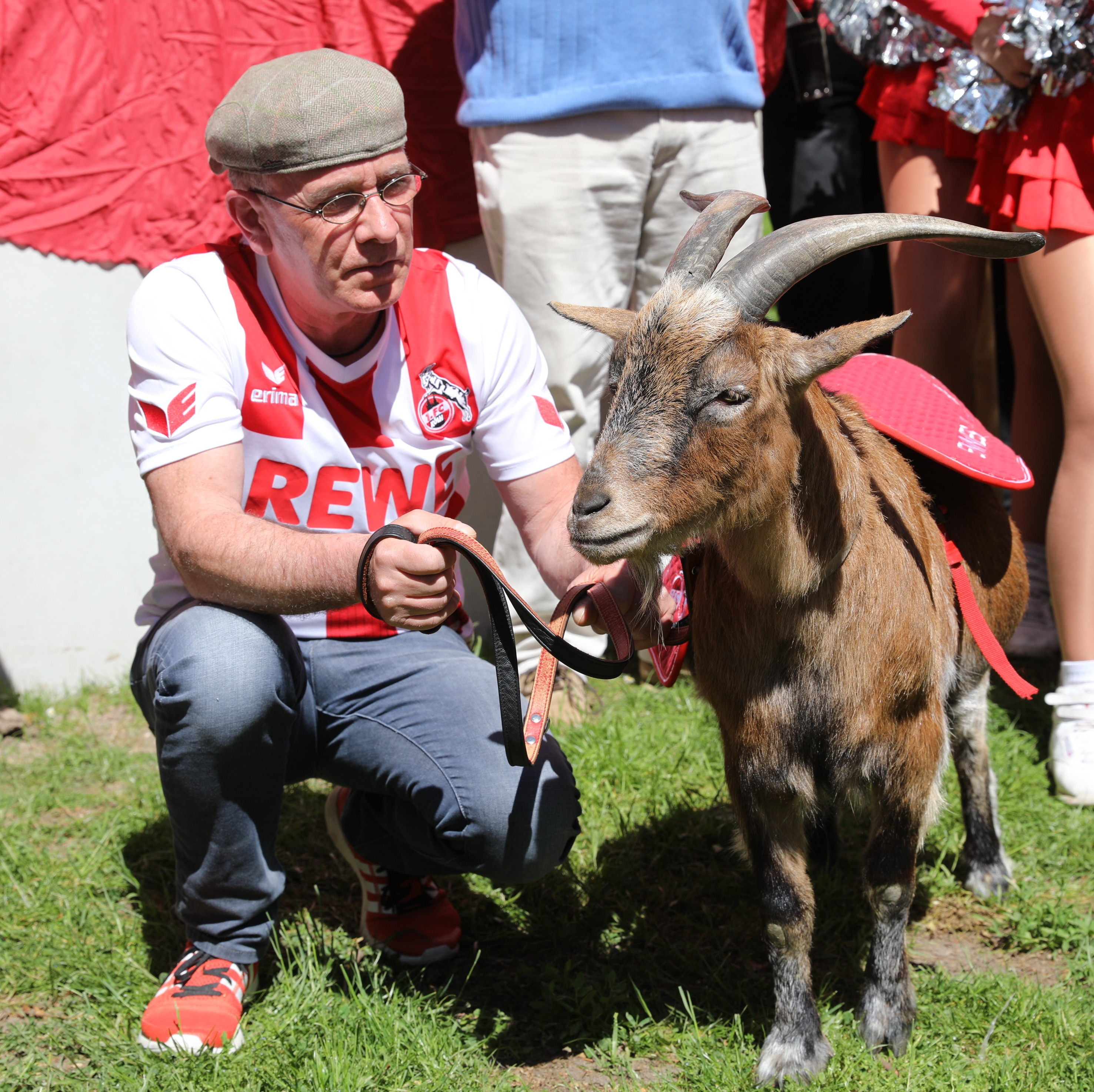
Hennes VIII. (2018)

Der Geißbock „Hennes“ ist der Ziegenbock, der im Wappen des 1. FC Köln abgebildet ist. Der Ur-Geißbock, Hennes I., wurde dem Fußballverein während einer Karnevalssitzung im Kölner Williamsbau am 13. Februar 1950 von der Zirkus-Prinzipalin Carola Williams als Karnevalsscherz geschenkt (benannt nach dem FC-Spieler der ersten Stunde und Spielertrainer Hennes Weisweiler). Aus der Karnevalslaune wurde so ein Maskottchen mit Werbewert.
Stirbt ein Geißbock, so heißt sein Nachfolger auch Hennes, wobei die dem Namen angefügte Ordnungszahl um eins erhöht wird. Das Logo mit dem Bock ziert Fanartikel, die Stadionzeitschrift GeißbockEcho, die erstmals im August 1957 erschienen ist, sowie das renovierte Geißbockheim.
Der Geißbock ist bei allen Heimspielen des FC vor Ort. Wenn Hennes zusammen mit Bauer Wilhelm Schäfer ins Stadion einlief, gab es immer einen Sonderapplaus von den Zuschauern auf den Rängen. Schäfer, der den amtierenden Geißbock schon seit den Zeiten von Hennes III. auf seinem Bauernhof in Köln-Widdersdorf beherbergt hatte, starb am 11. Juni 2006 im Alter von 69 Jahren. Nach seinem Tod übernahm seine Frau die Unterbringung des jeweiligen Geißbocks.
Seit Sommer 2014 ist Hennes VIII. im Kölner Zoo zu Hause und lebt dort nicht mehr alleine, sondern in einer Herde. Seit Dezember 2014 kann man Hennes live im Internet sehen.
Zur Saison 2019/2020 ging Hennes VIII. „in Rente“ und wurde von Hennes IX. abgelöst.

## Personen der Vereinsgeschichte

### Präsidenten
Bisher hatte der 1. FC Köln zehn Präsidenten. Die längste Amtszeit weist mit 19 Jahren Franz Kremer auf.

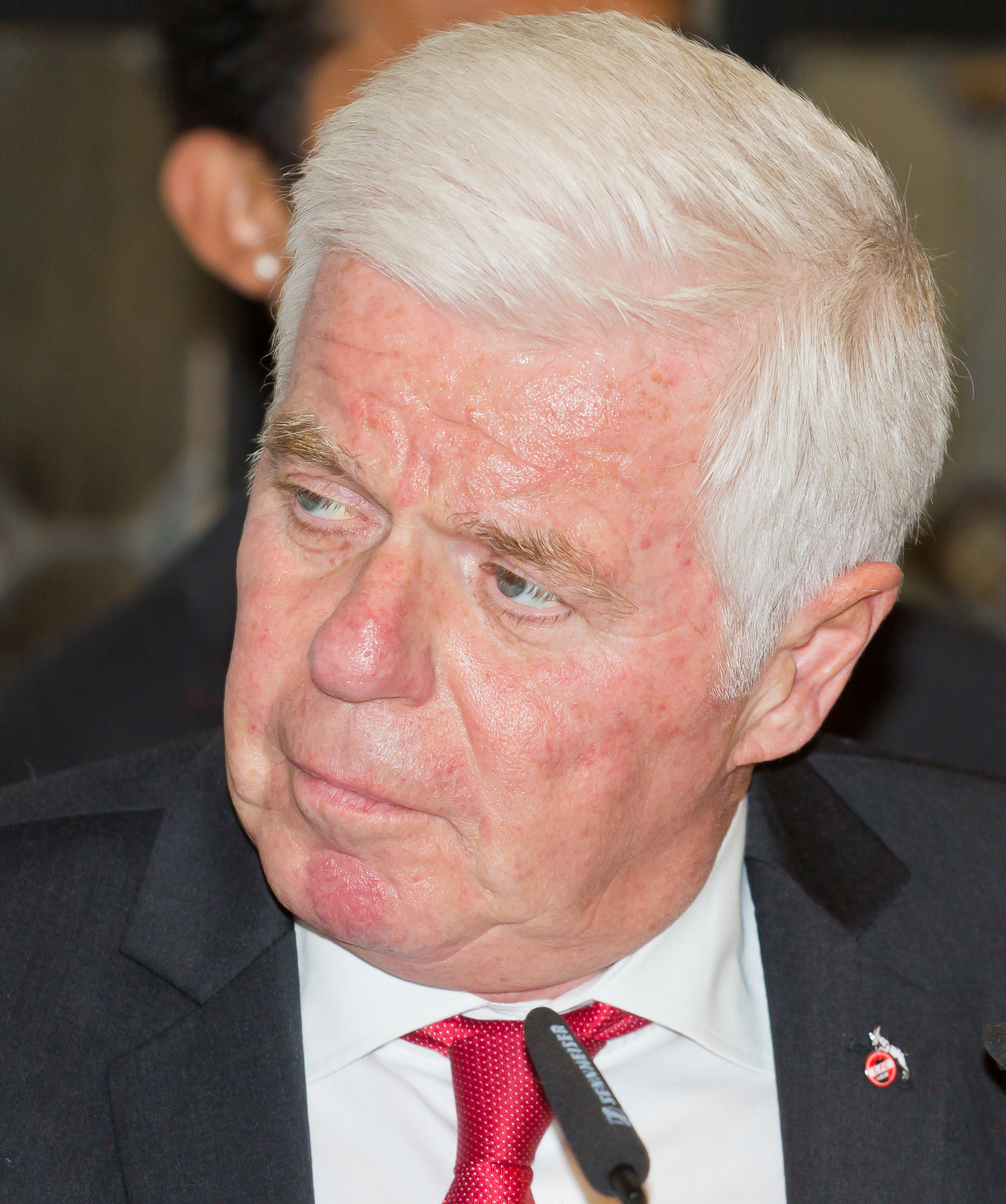
Von 2012 bis 2019 FC-Präsident: Werner Spinner

| Präsident                | Nat.        | Amtszeit  |
| ------------------------ | ----------- | --------- |
| Franz Kremer             | Deutschland | 1948–1967 |
| Werner Müller            | Deutschland | 1967–1968 |
| Oskar Maaß               | Deutschland | 1968–1973 |
| Peter Weiand             | Deutschland | 1973–1987 |
| Dietmar Artzinger-Bolten | Deutschland | 1987–1991 |
| Klaus Hartmann           | Deutschland | 1991–1997 |
| Albert Caspers           | Deutschland | 1997–2004 |
| Wolfgang Overath         | Deutschland | 2004–2011 |
| Werner Spinner           | Deutschland | 2012–2019 |
| Werner Wolf              | Deutschland | 2019–     |

### Trainerhistorie
Bisher hatte der 1. FC Köln 55 verschiedene Trainer.
| Trainer           | Nat.                                           | Amtszeit                                                                |
| ----------------- | ---------------------------------------------- | ----------------------------------------------------------------------- |
| Karl Flink        | Deutschland                                    | 13.02.1948 – 30.06.1948                                                 |
| Hennes Weisweiler | Deutschland                                    | 01.07.1948 – 30.06.1952 01.07.1955 – 30.06.1958 01.07.1976 – 15.04.1980 |
| Helmut Schneider  | Deutschland                                    | 01.07.1952 – 17.05.1953                                                 |
| Karl Winkler      | Deutschland                                    | 18.05.1953 – 30.06.1954                                                 |
| Kurt Baluses      | Deutschland                                    | 01.07.1954 – 30.06.1955                                                 |
| Péter Szabó       | Ungarn                                         | 01.07.1958 – 30.06.1959                                                 |
| Oswald Pfau       | Deutschland                                    | 01.07.1959 – 30.06.1961                                                 |
| Zlatko Čajkovski  | Jugoslawien Sozialistische Föderative Republik | 01.07.1961 – 30.06.1963 17.09.1973 – 12.12.1975                         |
| Georg Knöpfle     | Deutschland                                    | 01.07.1963 – 30.06.1966                                                 |
| Willi Multhaup    | Deutschland                                    | 01.07.1966 – 30.06.1968                                                 |
| Hans Merkle       | Deutschland                                    | 01.07.1968 – 30.06.1970                                                 |
| Ernst Ocwirk      | Osterreich                                     | 01.07.1970 – 30.06.1971                                                 |
| Gyula Lóránt      | Ungarn                                         | 01.07.1971 – 04.04.1972                                                 |
| Rolf Herings      | Deutschland                                    | 05.04.1972 – 30.06.1972 14.10.1980 – 16.10.1980                         |
| Rudolf Schlott    | Deutschland                                    | 01.07.1972 – 16.09.1973                                                 |
| Volker Kottmann   | Deutschland                                    | 04.12.1972 – 11.12.1972                                                 |
| Georg Stollenwerk | Deutschland                                    | 01.01.1976 – 30.06.1976                                                 |

| Trainer                | Nat.        | Amtszeit                                        |
| ---------------------- | ----------- | ----------------------------------------------- |
| Karl-Heinz Heddergott  | Deutschland | 16.04.1980 – 13.10.1980                         |
| Rinus Michels          | Niederlande | 17.10.1980 – 23.08.1983                         |
| Hannes Löhr            | Deutschland | 24.08.1983 – 06.02.1986                         |
| Georg Keßler           | Deutschland | 07.02.1986 – 22.09.1986                         |
| Christoph Daum         | Deutschland | 23.09.1986 – 28.06.1990 27.11.2006 – 30.06.2009 |
| Erich Rutemöller       | Deutschland | 29.06.1990 – 23.08.1991                         |
| Udo Lattek             | Deutschland | 24.08.1991 – 03.09.1991                         |
| Hannes Linssen         | Deutschland | 04.09.1991 – 09.09.1991                         |
| Jörg Berger            | Deutschland | 10.09.1991 – 27.02.1993                         |
| Wolfgang Jerat         | Deutschland | 28.02.1993 – 28.04.1993                         |
| Morten Olsen           | Danemark    | 29.04.1993 – 26.08.1995                         |
| Stephan Engels         | Deutschland | 27.08.1995 – 31.03.1996                         |
| Peter Neururer         | Deutschland | 01.04.1996 – 30.09.1997                         |
| Lorenz-Günther Köstner | Deutschland | 01.10.1997 – 30.06.1998                         |
| Bernd Schuster         | Deutschland | 01.07.1998 – 30.06.1999                         |
| Ewald Lienen           | Deutschland | 01.07.1999 – 27.01.2002                         |
| Christoph John         | Deutschland | 28.01.2002 – 13.02.2002                         |
| Friedhelm Funkel       | Deutschland | 14.02.2002 – 30.10.2003                         |

| Trainer             | Nat.        | Amtszeit                                        |
| ------------------- | ----------- | ----------------------------------------------- |
| Jos Luhukay         | Niederlande | 31.10.2003 – 01.11.2003                         |
| Marcel Koller       | Schweiz     | 02.11.2003 – 14.06.2004                         |
| Huub Stevens        | Niederlande | 15.06.2004 – 30.06.2005                         |
| Uwe Rapolder        | Deutschland | 01.07.2005 – 18.12.2005                         |
| Hanspeter Latour    | Schweiz     | 03.01.2006 – 09.11.2006                         |
| Holger Gehrke       | Deutschland | 09.11.2006 – 26.11.2006                         |
| Zvonimir Soldo      | Kroatien    | 01.07.2009 – 24.10.2010                         |
| Frank Schaefer      | Deutschland | 24.10.2010 – 27.04.2011 12.04.2012 – 14.06.2012 |
| Ståle Solbakken     | Norwegen    | 01.07.2011 – 12.04.2012                         |
| Holger Stanislawski | Deutschland | 15.06.2012 – 11.06.2013                         |
| Peter Stöger        | Osterreich  | 12.06.2013 – 02.12.2017                         |
| Stefan Ruthenbeck   | Deutschland | 03.12.2017 – 30.06.2018                         |
| Markus Anfang       | Deutschland | 01.07.2018 – 27.04.2019                         |
| André Pawlak        | Deutschland | 29.04.2019 – 30.06.2019                         |
| Achim Beierlorzer   | Deutschland | 01.07.2019 – 09.11.2019                         |
| Markus Gisdol       | Deutschland | 19.11.2019 – 11.04.2021                         |
| Friedhelm Funkel    | Deutschland | 15.04.2021 – 30.06.2021                         |
| Steffen Baumgart    | Deutschland | 01.07.2021 – 31.12.2023                         |
| Timo Schultz        | Deutschland | 04.01.2024 – 30.06.2024                         |
| Gerhard Struber     | Osterreich  | 01.07.2024 – 04.05.2025                         |
| Friedhelm Funkel    | Deutschland | 05.05.2025 – 30.06.2025                         |
| Lukas Kwasniok      | Deutschland | 01.07.2025 –                                    |

### Spieler
Bisher absolvierten 554 Spieler mindestens ein Pflichtspiel für den 1. FC Köln. Diese werden in einem eigenen Artikel dargestellt.

### Spieler- und Trainerrekorde
In der folgenden Auflistung sind Rekordwerte von Spielern und Trainern für den 1. FC Köln dargestellt (Stand: 19. Februar 2022).

#### Pflichtspiele

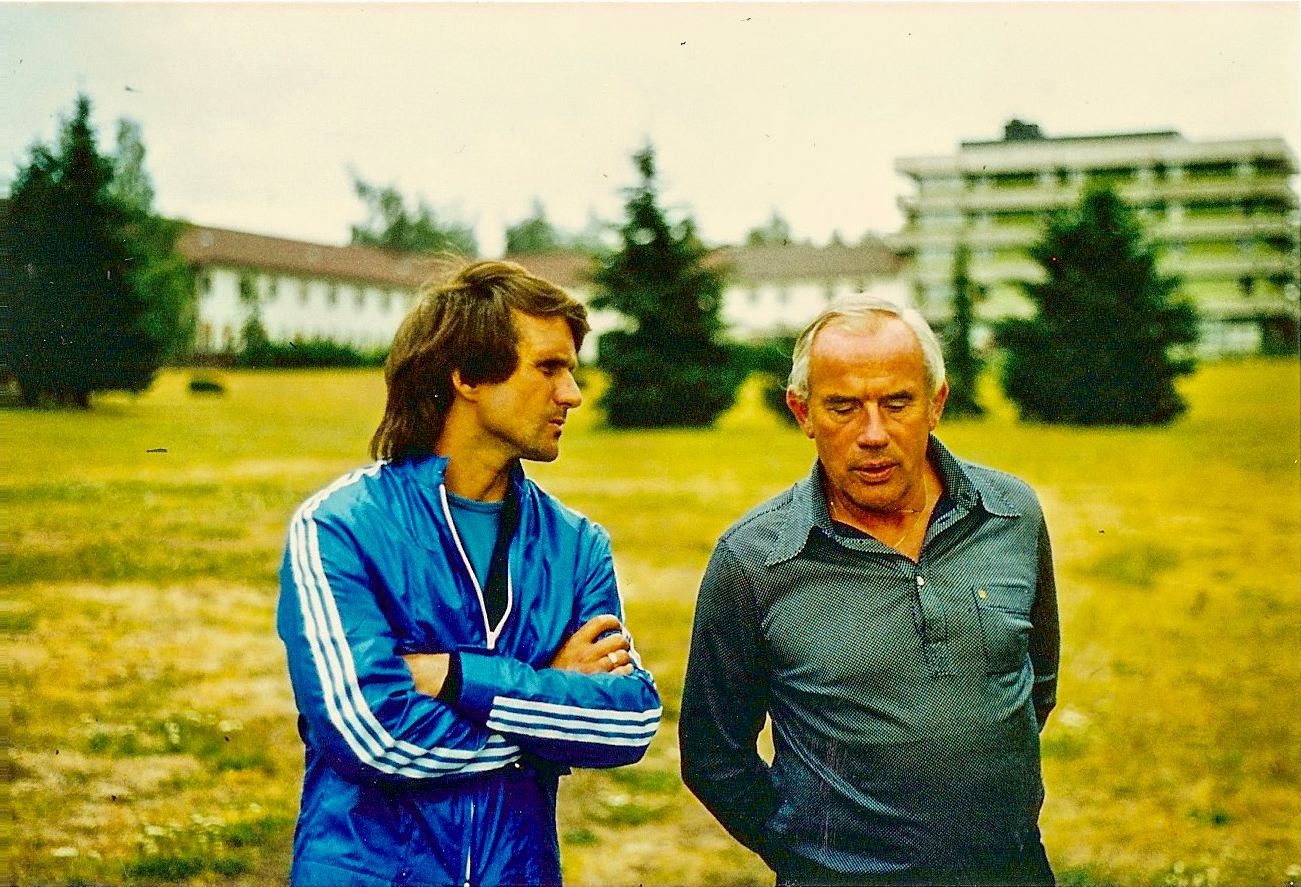
Rekordspieler Wolfgang Overath (li.) und Rekordtrainer Hennes Weisweiler

| Spieler           | Nat.        | Position   | Spiele |
| ----------------- | ----------- | ---------- | ------ |
| Wolfgang Overath  | Deutschland | Mittelfeld | 542    |
| Toni Schumacher   | Deutschland | Tor        | 541    |
| Hans Schäfer      | Deutschland | Sturm      | 506    |
| Hannes Löhr       | Deutschland | Sturm      | 505    |
| Pierre Littbarski | Deutschland | Mittelfeld | 504    |
| Heinz Simmet      | Deutschland | Mittelfeld | 477    |
| Wolfgang Weber    | Deutschland | Abwehr     | 470    |
| Bernd Cullmann    | Deutschland | Mittelfeld | 458    |
| Harald Konopka    | Deutschland | Abwehr     | 456    |
| Heinz Flohe       | Deutschland | Mittelfeld | 453    |

| Spieler            | Nat.        | Position   | Tore |
| ------------------ | ----------- | ---------- | ---- |
| Hans Schäfer       | Deutschland | Sturm      | 306  |
| Hannes Löhr        | Deutschland | Sturm      | 235  |
| Dieter Müller      | Deutschland | Sturm      | 231  |
| Christian Müller   | Deutschland | Sturm      | 182  |
| Karl-Heinz Thielen | Deutschland | Sturm      | 146  |
| Pierre Littbarski  | Deutschland | Mittelfeld | 144  |
| Klaus Allofs       | Deutschland | Sturm      | 120  |
| Heinz Flohe        | Deutschland | Mittelfeld | 118  |
| Wolfgang Overath   | Deutschland | Mittelfeld | 118  |
| Hans Sturm         | Deutschland | Sturm      | 102  |

| Trainer           | Nat.                                           | Spiele |
| ----------------- | ---------------------------------------------- | ------ |
| Hennes Weisweiler | Deutschland                                    | 0398 1 |
| Christoph Daum    | Deutschland                                    | 210    |
| Zlatko Čajkovski  | Jugoslawien Sozialistische Föderative Republik | 197    |
| Peter Stöger      | Osterreich                                     | 168    |
| Georg Knöpfle     | Deutschland                                    | 123    |
| Rinus Michels     | Niederlande                                    | 118    |
| Hannes Löhr       | Deutschland                                    | 111    |
| Ewald Lienen      | Deutschland                                    | 094    |
| Morten Olsen      | Danemark                                       | 089    |
| Willi Multhaup    | Deutschland                                    | 083    |
| Oswald Pfau       | Deutschland                                    | 083    |

#### Bundesliga
| Spieler           | Nat.      | Position   | Spiele |
| ----------------- | --------- | ---------- | ------ |
| Toni Schumacher   | Deutscher | Tor        | 422    |
| Wolfgang Overath  | Deutscher | Mittelfeld | 409    |
| Pierre Littbarski | Deutscher | Mittelfeld | 406    |
| Hannes Löhr       | Deutscher | Sturm      | 381    |
| Heinz Simmet      | Deutscher | Mittelfeld | 357    |
| Wolfgang Weber    | Deutscher | Abwehr     | 356    |
| Bernd Cullmann    | Deutscher | Mittelfeld | 341    |
| Harald Konopka    | Deutscher | Abwehr     | 335    |
| Heinz Flohe       | Deutscher | Mittelfeld | 329    |
| Bodo Illgner      | Deutscher | Tor        | 326    |

| Spieler            | Nat.         | Position   | Tore |
| ------------------ | ------------ | ---------- | ---- |
| Hannes Löhr        | Deutscher    | Sturm      | 166  |
| Dieter Müller      | Deutscher    | Sturm      | 159  |
| Pierre Littbarski  | Deutscher    | Mittelfeld | 116  |
| Klaus Allofs       | Deutscher    | Sturm      | 088  |
| Wolfgang Overath   | Deutscher    | Sturm      | 084  |
| Toni Polster       | Österreicher | Sturm      | 079  |
| Heinz Flohe        | Deutscher    | Mittelfeld | 077  |
| Anthony Modeste    | Franzose     | Sturm      | 064  |
| Karl-Heinz Thielen | Deutscher    | Sturm      | 056  |
| Lukas Podolski     | Deutscher    | Sturm      | 055  |

| Trainer           | Nat.         | Spiele |
| ----------------- | ------------ | ------ |
| Hennes Weisweiler | Deutscher    | 130    |
| Christoph Daum    | Deutscher    | 129    |
| Peter Stöger      | Österreicher | 116    |
| Rinus Michels     | Niederländer | 095    |
| Georg Knöpfle     | Deutscher    | 094    |
| Hannes Löhr       | Deutscher    | 086    |
| Zlatko Čajkovski  | Jugoslawe    | 078    |
| Morten Olsen      | Däne         | 076    |
| Hans Merkle       | Deutscher    | 068    |
| Willi Multhaup    | Deutscher    | 068    |

#### Europapokal
| Spieler            | Nat.        | Position   | Spiele |
| ------------------ | ----------- | ---------- | ------ |
| Wolfgang Overath   | Deutschland | Mittelfeld | 71     |
| Toni Schumacher    | Deutschland | Tor        | 67     |
| Wolfgang Weber     | Deutschland | Abwehr     | 63     |
| Heinz Simmet       | Deutschland | Mittelfeld | 60     |
| Bernd Cullmann     | Deutschland | Abwehr     | 59     |
| Harald Konopka     | Deutschland | Abwehr     | 58     |
| Hannes Löhr        | Deutschland | Sturm      | 58     |
| Heinz Flohe        | Deutschland | Mittelfeld | 56     |
| Pierre Littbarski  | Deutschland | Mittelfeld | 55     |
| Karl-Heinz Thielen | Deutschland | Sturm      | 45     |

| Spieler            | Nat.        | Position   | Tore |
| ------------------ | ----------- | ---------- | ---- |
| Dieter Müller      | Deutschland | Sturm      | 31   |
| Hannes Löhr        | Deutschland | Sturm      | 30   |
| Klaus Allofs       | Deutschland | Sturm      | 18   |
| Pierre Littbarski  | Deutschland | Mittelfeld | 16   |
| Heinz Flohe        | Deutschland | Sturm      | 15   |
| Karl-Heinz Thielen | Deutschland | Sturm      | 15   |
| Christian Müller   | Deutschland | Sturm      | 11   |
| Wolfgang Overath   | Deutschland | Mittelfeld | 11   |
| Carl-Heinz Rühl    | Deutschland | Sturm      | 09   |

| Trainer           | Nat.                                           | Spiele |
| ----------------- | ---------------------------------------------- | ------ |
| Zlatko Čajkovski  | Jugoslawien Sozialistische Föderative Republik | 27     |
| Georg Knöpfle     | Deutschland                                    | 21     |
| Hannes Löhr       | Deutschland                                    | 18     |
| Christoph Daum    | Deutschland                                    | 16     |
| Hennes Weisweiler | Deutschland                                    | 16     |
| Rinus Michels     | Niederlande                                    | 14     |
| Ernst Ocwirk      | Osterreich                                     | 10     |
| Hans Merkle       | Deutschland                                    | 08     |
| Georg Keßler      | Deutschland                                    | 06     |
| Erich Rutemöller  | Deutschland                                    | 06     |
| Rudolf Schlott    | Deutschland                                    | 06     |

### Hall of Fame
Auf der Gala zum 70. Vereinsjubiläum im November 2018 wurde eine vereinsinterne Ruhmeshalle ins Leben gerufen, in die künftig jährlich weitere Klub-Legenden aufgenommen werden sollen. Neben sieben bereits verstorbenen Personen war Wolfgang Overath der Einzige, welcher seine Auszeichnung persönlich entgegennehmen konnte. †: Ehrung erfolgte posthum.
| Name               | Nat.        | Funktion            | Jahr der Aufnahme |
| ------------------ | ----------- | ------------------- | ----------------- |
| Franz Kremer†      | Deutschland | Präsident           | 2018              |
| Hans Schäfer†      | Deutschland | Spieler, Co-Trainer | 2018              |
| Hennes Weisweiler† | Deutschland | Spieler, Trainer    | 2018              |
| Josef Röhrig†      | Deutschland | Spieler             | 2018              |
| Heinz Flohe†       | Deutschland | Spieler, Co-Trainer | 2018              |
| Hannes Löhr†       | Deutschland | Spieler, Trainer    | 2018              |
| Rolf Herings†      | Deutschland | Trainer             | 2018              |
| Wolfgang Overath   | Deutschland | Spieler             | 2018              |
| Karl-Heinz Thielen | Deutschland | Spieler, Funktionär | 2019              |
| Wolfgang Weber     | Deutschland | Spieler             | 2019              |

## 1. FC Köln II

### Geschichte
Die U21 (im Ligabetrieb offiziell 1. FC Köln II, früher U23 oder Amateurmannschaft) ist die zweite Herrenmannschaft des 1. FC Köln. Die Mannschaft ist ein Team zwischen Profifußball und Jugend: Sie setzt sich zusammen aus Nachwuchsspielern, die der A-Jugend entwachsen sind. Viele Spieler aus der U23 haben bereits den Sprung in die Profimannschaft geschafft, so zum Beispiel Timo Horn oder Jonas Hector.
Die Ursprünge der zweiten Mannschaft liegen in den 1960er Jahren, als der FC hinter der Profimannschaft auch ein Amateurteam hatte, welches 1965 erstmals und insgesamt viermal die Amateur-Mittelrheinmeisterschaft gewann. Außerdem siegte man viermal im Mittelrheinpokal. Größter Erfolg war der Gewinn der deutschen Amateurmeisterschaft 1981, die die zweite Mannschaft unter Trainer Erich Rutemöller gewann. In der jüngeren Vergangenheit spielt das Team durchgängig in der vierten Klasse, so auch aktuell in der Regionalliga West.
Das Amateurteam nahm zehnmal am DFB-Pokal teil und erreichte dreimal die zweite Runde. 1980/81 schlug man erst den OSC Bremerhaven mit 3:2 nach Verlängerung und erkämpfte sich ein 3:3 gegen die erste Mannschaft von Bayer 04 Leverkusen, die sich im Wiederholungsspiel durchsetzen konnte. 1982/83 schlug man den FC Gohfeld mit 2:1 und scheiterte dann am VfB Stuttgart. 2004/05 verlor man 0:3 gegen den VfL Wolfsburg, doch da für Wolfsburg ein nicht einsatzberechtigter Spieler auflief, wurde das Spiel für Köln gewertet. In der zweiten Runde unterlag das Team dann Arminia Bielefeld.
Zwischen 1979 und 1986 sowie von 1994 bis 1996 gab es eine sogenannte Reservemannschaft, die sowohl aus Lizenz-, Amateur- und Jugendspielern als auch aus Gastspielern bestehen durfte. Die Auswahl nahm an allen sieben Ausgaben der DFB-Nachwuchsrunde („Adi-Dassler-Pokal“) und den zwei Spielzeiten der Lizenzliga-Reserverunde („Bundesliga-Reserverunde“) teil. In den Vorrunden-Gruppen des Adi-Dassler-Pokals erreichte die Mannschaft viermal Platz 1 und dreimal Platz 2. In der K.-o.-Runde kam man jedoch nie über das Viertelfinale hinaus. 1994/95 wurde man hinter den Reserven von Bayer 04 Leverkusen und Borussia Mönchengladbach nur Dritter seiner Gruppe. In der letzten Spielzeit 1995/96 erreichte man hinter Fortuna Düsseldorf den zweiten Platz. Die Gruppenphasen wurden aus Zeitmangel häufig nicht vollständig absolviert. So war das Team in der Saison 1995/96 der einzige Verein, der alle zehn Spiele absolviert hatte. Die Saison 1996/97 wurde nach wenigen Spielen abgebrochen.
| Saison  | Liga          | Platz | Tore  | Punkte | DFB / FVM   | AM / RR      |
| ------- | ------------- | ----- | ----- | ------ | ----------- | ------------ |
| 1955/56 | LL MR (III)   | 13.   | 55:69 | 22:34  | — / —       | — / —        |
| 1956/57 | LL MR (IV)    | 13.   | 55:69 | 22:34  | — / —       | — / —        |
| 1957/58 | BL MR (V)     | 01.   |       |        | — / —       | — / —        |
| 1958/59 | LL MR (IV)    | 02.   | 69:35 | 37:19  | — / —       | — / —        |
| 1959/60 | LL MR (IV)    | 04.   | 61:46 | 33:27  | — / —       | — / —        |
| 1960/61 | LL MR (IV)    | 02.   | 60:41 | 45:15  | — / —       | — / —        |
| 1961/62 | LL MR (IV)    | 01.   | 68:19 | 51:9   | — / —       | — / —        |
| 1962/63 | VL MR (III)   | 09.   | 39:35 | 26:30  | — / —       | — / —        |
| 1963/64 | VL MR (III)   | 07.   | 55:42 | 31:29  | — / —       | — / —        |
| 1964/65 | VL MR (III)   | 01.   | 95:49 | 45:15  | — / —       | AF / —       |
| 1965/66 | VL MR (III)   | 06.   | 63:48 | 32:28  | — / —       | — / —        |
| 1966/67 | VL MR (III)   | 01.   | 84:40 | 48:8   | — / —       | VF / —       |
| 1967/68 | VL MR (III)   | 02.   | 67:28 | 40:16  | — / —       | HF / —       |
| 1968/69 | VL MR (III)   | 04.   | 42:31 | 32:24  | — / —       | — / —        |
| 1969/70 | VL MR (III)   | 05.   | 47:42 | 30:26  | — / —       | — / —        |
| 1970/71 | VL MR (III)   | 02.   | 63:25 | 43:15  | — / —       | — / —        |
| 1971/72 | VL MR (III)   | 03.   | 67:47 | 35:25  | — / —       | — / —        |
| 1972/73 | VL MR (III)   | 03.   | 55:27 | 39:21  | — / —       | — / —        |
| 1973/74 | VL MR (III)   | 07.   | 48:55 | 30:26  | — / —       | — / —        |
| 1974/75 | VL MR (III)   | 09.   | 57:49 | 30:34  | — / —       | — / —        |
| 1975/76 | VL MR (III)   | 05.   | 45:31 | 35:25  | 1R / —      | — / —        |
| 1976/77 | VL MR (III)   | 01.   | 56:25 | 45:15  | 1R / —      | VR / —       |
| 1977/78 | VL MR (III)   | 04.   | 62:27 | 37:23  | — / —       | — / —        |
| 1978/79 | OL NR (III)   | 03.   | 62:40 | 46:22  | — / —       | — / VF       |
| 1979/80 | OL NR (III)   | 06.   | 53:37 | 37:27  | 1R / —      | — / VF       |
| 1980/81 | OL NR (III)   | 01.   | 66:31 | 44:20  | — / —       | Meister / GR |
| 1981/82 | OL NR (III)   | 07.   | 49:38 | 37:31  | 2R / Sieger | — / VF       |
| 1982/83 | OL NR (III)   | 14.   | 40:47 | 27:37  | 1R / —      | — / VF       |
| 1983/84 | OL NR (III)   | 04.   | 50:38 | 41:23  | 2R / —      | — / —        |
| 1984/85 | OL NR (III)   | 11.   | 60:68 | 22:36  | — / —       | — / GR       |
| 1985/86 | OL NR (III)   | 05.   | 58:43 | 37:27  | 1R / —      | — / VF       |
| 1986/87 | OL NR (III)   | 08.   | 53:49 | 36:32  | — / —       | — / —        |
| 1987/88 | OL NR (III)   | 05.   | 60:40 | 42:26  | — / —       | — / —        |
| 1988/89 | OL NR (III)   | 11.   | 47:51 | 36:36  | — / —       | — / —        |
| 1989/90 | OL NR (III)   | 08.   | 52:34 | 37:31  | — / —       | — / —        |
| 1990/91 | OL NR (III)   | 15.   | 26:46 | 20:44  | — / —       | — / —        |
| 1991/92 | VL MR (IV)    | 01.   | 82:33 | 49:11  | — / —       | — / —        |
| 1992/93 | OL NR (III)   | 09.   | 45:42 | 29:31  | — / —       | — / —        |
| 1993/94 | OL NR (III)   | 10.   | 43:46 | 31:29  | — / —       | — / —        |
| 1994/95 | OL NR (IV)    | 05.   | 40:30 | 33:27  | — / Sieger  | — / GR       |
| 1995/96 | OL NR (IV)    | 09.   | 52:43 | 40     | 1R / —      | — / GR       |
| 1996/97 | OL NR (IV)    | 07.   | 49:46 | 37     | — / —       | — / —        |
| 1997/98 | OL NR (IV)    | 07.   | 47:43 | 45     | — / —       | — / —        |
| 1998/99 | OL NR (IV)    | 10.   | 34:43 | 34     | — / —       | — / —        |
| 1999/00 | OL NR (IV)    | 13.   | 40:49 | 30     | — / —       | — / —        |
| 2000/01 | OL NR (IV)    | 03.   | 70:43 | 65     | — / —       | — / —        |
| 2001/02 | OL NR (IV)    | 01.   | 80:23 | 81     | — / —       | — / —        |
| 2002/03 | RL Nord (III) | 09.   | 52:55 | 45     | — / Finale  | — / —        |
| 2003/04 | RL Nord (III) | 14.   | 53:53 | 41     | — / Sieger  | — / —        |
| 2004/05 | RL Nord (III) | 11.   | 58:65 | 46     | 2R / Sieger | — / —        |
| 2005/06 | RL Nord (III) | 18.   | 39:74 | 26     | 1R / —      | — / —        |
| 2006/07 | OL NR (IV)    | 08.   | 62:50 | 49     | — / —       | — / —        |
| 2007/08 | OL NR (IV)    | 03.   | 62:29 | 65     | — / —       | — / —        |
| 2008/09 | RL West (IV)  | 03.   | 53:34 | 60     | — / —       | — / —        |
| 2009/10 | RL West (IV)  | 04.   | 50:37 | 55     | — / —       | — / —        |
| 2010/11 | RL West (IV)  | 07.   | 61:43 | 51     | — / —       | — / —        |
| 2011/12 | RL West (IV)  | 06.   | 59:48 | 56     | — / —       | — / —        |
| 2012/13 | RL West (IV)  | 16.   | 60:61 | 42     | — / —       | — / —        |
| 2013/14 | RL West (IV)  | 12.   | 45:47 | 49     | — / —       | — / —        |
| 2014/15 | RL West (IV)  | 10.   | 38:47 | 42     | — / —       | — / —        |
| 2015/16 | RL West (IV)  | 16.   | 44:51 | 41     | — / —       | — / —        |
| 2016/17 | RL West (IV)  | 06.   | 59:41 | 51     | — / —       | — / —        |
| 2017/18 | RL West (IV)  | 14.   | 49:62 | 37     | — / —       | — / —        |
| 2018/19 | RL West (IV)  | 09.   | 54:46 | 45     | — / —       | — / —        |
| 2019/20 | RL West (IV)  | 05.   | 39:29 | 35     | — / —       | — / —        |
| 2020/21 | RL West (IV)  | 05.   | 66:55 | 61     | — / —       | — / —        |
| 2021/22 | RL West (IV)  | 07.   | 69:49 | 62     | — / —       | — / —        |
| 2022/23 | RL West (IV)  | 10.   | 46:44 | 43     | — / —       | — / —        |
| 2023/24 | RL West (IV)  | 06.   | 55:48 | 52     | — / —       | — / —        |
| 2024/25 | RL West (IV)  | 08.   | 48:39 | 43     | — / —       | — / —        |

### Titel und Erfolge
- Deutscher Amateurmeister: 1981
- Amateur-Mittelrheinmeister (4): 1965, 1967, 1977, 1992 (Verbandsliga Mittelrhein)
- Mittelrheinpokalsieger (4): 1982, 1995, 2004, 2005
- Meister der Fußball-Oberliga Nordrhein (2): 1981, 2002
- Gruppensieger und Viertelfinalist der DFB-Nachwuchsrunde (4): 1978/79, 1979/80, 1981/82, 1985/86
- Ewige Tabelle der Regionalliga Nord (2001–2008): 22. Platz, 158 Punkte
- Ewige Tabelle der Regionalliga West (2009–2012): 3. Platz, 222 Punkte
- Ewige Tabelle der Regionalliga West (seit 2012): 8. Platz, 342 Punkte

### Kader der Saison 2025/26
| Nat.        | Spieler         | Jahrgang |
| Deutschland | Luis Hauer      | 2006     |
| Deutschland | Tobias Trautner | 1995     |

| Nat.        | Spieler           | Jahrgang |
| Deutschland | Marvin Ajani      | 1993     |
| Deutschland | Luc Dabrowski     | 2006     |
| Deutschland | Jakob Krautkrämer | 2005     |
| Deutschland | Luca Lechner      | 2005     |
| Deutschland | Max Lippert       | 2006     |
| Deutschland | Yannick Mausehund | 2006     |
| Kroatien    | Gabriel Miočević  | 2006     |
| Deutschland | Cenny NeumannU19  | 2007     |
| Deutschland | Mikail Özkan      | 2003     |
| Deutschland | San-Luca Spitali  | 2006     |
| Deutschland | Neo Telle1        | 2005     |

| Nat.        | Spieler             | Jahrgang |
| Deutschland | Etienne Borie       | 2006     |
| Deutschland | Luca Dürholtz       | 1993     |
| Deutschland | Ilias Elyazidi      | 2006     |
| Deutschland | Fayssal Harchaoui   | 2006     |
| Deutschland | Kian Hekmat         | 2006     |
| Estland     | Patrik KristalU19   | 2007     |
| Montenegro  | Emin Kujović1       | 2004     |
| Deutschland | Luiz Labenz         | 2006     |
| Deutschland | Keyhan Sancarbarlaz | 2006     |
| Turkei      | Arda Süne           | 2005     |
| Deutschland | Phil Thieltges      | 2005     |
| Frankreich  | Safyan Touré        | 2006     |
| Deutschland | Nick Zimmermann     | 2006     |

| Nat.        | Spieler          | Jahrgang |
| Armenien    | Sargis Adamyan   | 1993     |
| Ukraine     | Artem Belousow   | 2006     |
| Deutschland | Florian Dietz    | 1998     |
| Deutschland | Malek El Mala1   | 2005     |
| Deutschland | Bernie Lennemann | 2003     |
| Deutschland | Youssoupha Niang | 2006     |
| Portugal    | João Pinto       | 2004     |
| Danemark    | Nilas Yacobi     | 2006     |

(Stand: 16. August 2025)
1 auch im Kader der ersten Mannschaft

U19 noch für die A-Junioren spielberechtigt (U19; Jahrgang 2007 oder jünger)

### Spielstätte
Spielstätte der U21 ist das Franz-Kremer-Stadion, das 5.457 Zuschauern Platz bietet.
Der 1966 begonnene Bau wurde 1971 fertiggestellt und liegt direkt neben dem Geißbockheim. Bevor es seinen jetzigen Namen erhielt, hieß es anfangs Amateurstadion. 1977 wurde es dann nach dem verstorbenen FC-Präsidenten und Gründungsmitglied Franz Kremer benannt. In der Spielstätte tragen neben der U21 in der Regel auch die Jugendmannschaften der U17 und U19 ihre Punktspiele aus.
Um unter Ausschluss der Öffentlichkeit trainieren zu können, absolvieren die Profis ihre Trainingseinheiten gelegentlich im Franz-Kremer-Stadion.

## Nachwuchsabteilung
Das Nachwuchsleistungszentrum des 1. FC Köln im RheinEnergieSportpark wurde von der Deutschen Fußball Liga mit der Höchstnote von drei Sternen zertifiziert. Leiter des Nachwuchsleistungszentrums ist seit November 2022 Lukas Berg.

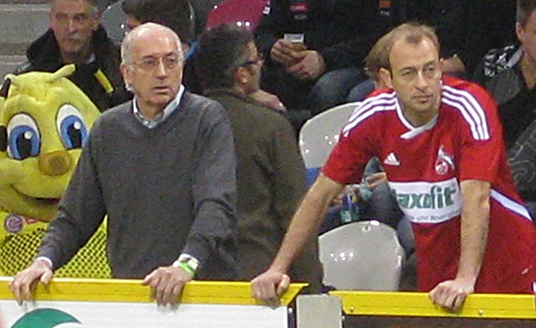
Carsten Cullmann (rechts, mit Vater Bernd)

Die folgende Tabelle zeigt alle Cheftrainer der Juniorenmannschaften von der U-19 bis zur U-14 sowie die Liga, in der in der Saison 2022/23 gespielt wird:
| Altersklasse      | Trainer           | Liga (Stufe)                    |
| ----------------- | ----------------- | ------------------------------- |
| A-Junioren (U19)  | Stefan Ruthenbeck | A-Junioren-Bundesliga (I)       |
| B1-Junioren (U17) | Manuel Hartmann   | B-Junioren-Bundesliga (I)       |
| B2-Junioren (U16) | Jakob Strehlow    | B-Junioren-Mittelrheinliga (II) |
| C1-Junioren (U15) | Carsten Cullmann  | C-Jugend-Regionalliga (I)       |
| C2-Junioren (U14) | Benedikt Hammans  | U14 Nachwuchscup                |

### A-Junioren (U19)
| Saison  | Liga              | Platz           | Tore                  | Punkte          | FVM-Pokal     | DM / DFB / weitere Wettbewerbe                   |
| ------- | ----------------- | --------------- | --------------------- | --------------- | ------------- | ------------------------------------------------ |
| 1996/97 | RL West           | 08.             | 44:39                 | 58              | —             | — / —                                            |
| 1997/98 | RL West           | 06.             | 43:40                 | 37              | Sieger        | — / AF                                           |
| 1998/99 | RL West           | 03.             | 65:29                 | 53              | Sieger        | — / AF                                           |
| 1999/00 | RL West           | 05.             | 55:47                 | 46              | —             | — / HF                                           |
| 2000/01 | RL West           | 11.             | 46:46                 | 30              | —             | — / —                                            |
| 2001/02 | RL West           | 08.             | 55:49                 | 29              | —             | — / —                                            |
| 2002/03 | RL West           | 05.             | 70:35                 | 49              | —             | — / —                                            |
| 2003/04 | BL West           | 02.             | 77:25                 | 62              | —             | — / VF                                           |
| 2004/05 | BL West           | 04.             | 57:20                 | 51              | —             | — / —                                            |
| 2005/06 | BL West           | 04.             | 67:40                 | 41              | Finale        | — / AF                                           |
| 2006/07 | BL West           | 05.             | 52:39                 | 49              | VF            | — / —                                            |
| 2007/08 | BL West           | 01.             | 77:28                 | 65              | Sieger        | HF / —                                           |
| 2008/09 | BL West           | 06.             | 49:47                 | 36              | Sieger        | — / 1R                                           |
| 2009/10 | BL West           | 02.             | 58:31                 | 54              | Sieger        | — / VF                                           |
| 2010/11 | BL West           | 04.             | 47:43                 | 41              | Finale        | — / 1R                                           |
| 2011/12 | BL West           | 04.             | 57:36                 | 45              | Sieger        | — / —                                            |
| 2012/13 | BL West           | 05.             | 50:25                 | 52              | Finale        | — / Sieger                                       |
| 2013/14 | BL West           | 02.             | 71:25                 | 52              | Sieger        | — / —                                            |
| 2014/15 | BL West           | 02.             | 62:24                 | 54              | Finale        | — / VF                                           |
| 2015/16 | BL West           | 05.             | 54:25                 | 48              | Sieger        | — / —                                            |
| 2016/17 | BL West           | 06.             | 46:43                 | 38              | Sieger        | — / HF                                           |
| 2017/18 | BL West           | 04.             | 66:23                 | 47              | VF            | — / 1R                                           |
| 2018/19 | BL West           | 03.             | 65:27                 | 53              | Sieger        | — / —                                            |
| 2019/20 | BL West           | 01.             | 55:09                 | 48              | Abbruch       | Abbruch / 1R                                     |
| 2020/21 | BL West           | 0(4.)           | 08:02                 | 06              | Abbruch       | Abbruch / (2R)                                   |
| 2021/22 | BL West           | 05.             | 41:16                 | 28              | Sieger        | — / 1R / HF (Ligapokal)/ 1R (Youth League)       |
| 2022/23 | BL West           | 02.             | 35:12                 | 35              | Sieger        | HF / Sieger / Gruppensieger (Sonderrunde)        |
| 2023/24 | BL West           | 08.             | 39:40                 | 34              | Sieger        | - / Achtelfinale                                 |
| 2024/25 | U19-Nachwuchsliga | 3. (VR) 4. (HR) | 27:16 (VR) 14:16 (HR) | 25 (VR) 14 (HR) | Viertelfinale | Sieger / Achtelfinale                            |
| 2025/26 | U19-Nachwuchsliga | n/a             | n/a                   | n/a             | qualifiziert  | n/a / qualifiziert / qualifiziert (Youth League) |

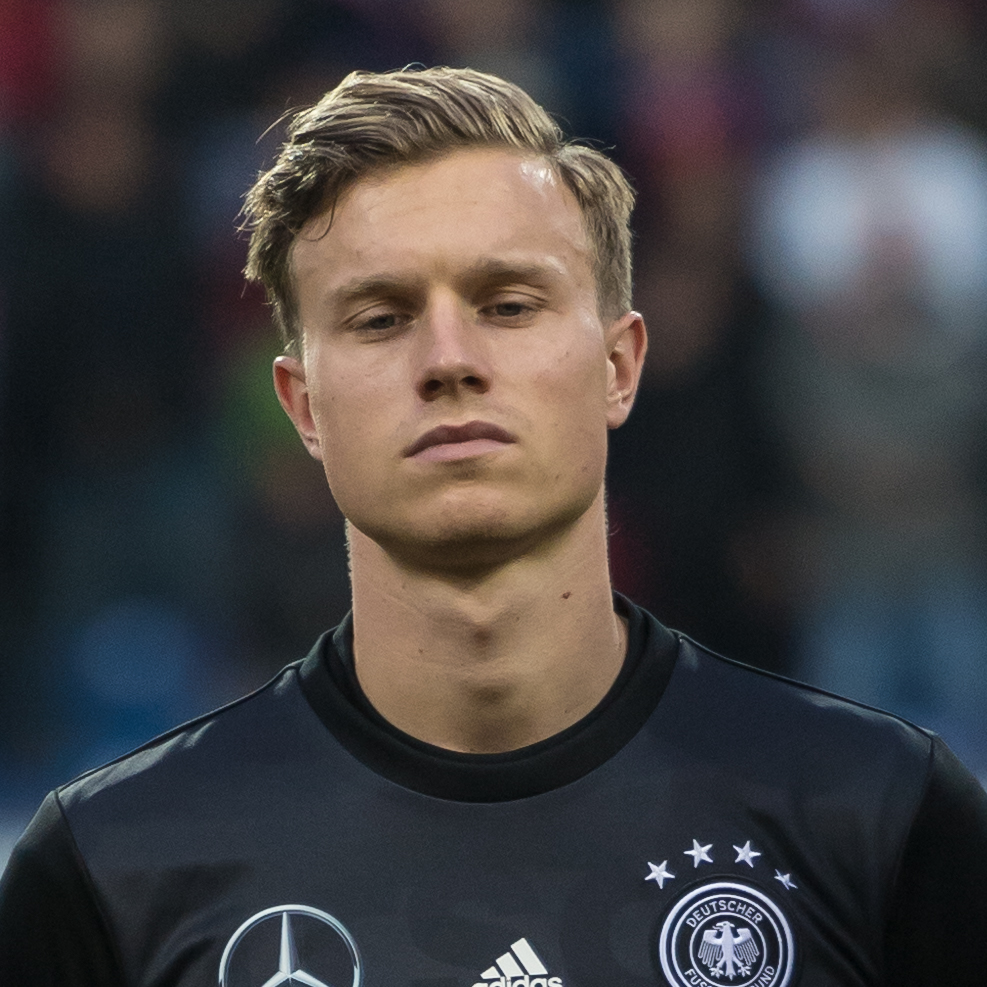
Yannick Gerhardt (2016)

Größter Erfolg der A-Jugend war der Gewinn der deutschen A-Junioren-Meisterschaft 1971. Im Meisterteam waren unter anderem die späteren FC-Profis Harald Konopka, Jürgen Glowacz und Herbert Hein. Meistertrainer war Josef Röhrig, der zuvor Spieler in Köln war. 2013 gewann die U19 zum ersten Mal den DFB-Junioren-Vereinspokal, Mitglied des Teams dort war unter anderem der ehemalige FC-Profi Yannick Gerhardt.
Seit Einführung der A-Junioren-Bundesliga im Jahr 2003 war der FC immer in der Liga vertreten. 2008 und 2020 gewann man die Weststaffel. 2008 scheiterte die A-Jugend in der späteren Endrunde um die deutsche Meisterschaft mit 3:5 am SC Freiburg. Viermal wurde die Mannschaft Vizemeister der Weststaffel, das schlechteste jemals erreichte Ergebnis am Saisonende war Platz 6.
In der Saison 2019/20 kam es zu einer Sondersituation: Die U19 des FC war nach 20 von 26 Spieltagen Tabellenführer der West-Staffel, als diese aufgrund der COVID-19-Pandemie abgebrochen wurde. Köln sowie auch die Führenden der anderen beiden Staffeln wurden zum Sieger der jeweiligen Staffel bestimmt, die Meisterschaftsendrunde wurde abgesagt. Die U19 des 1. FC Köln spielt zudem mit der U19 von Werder Bremen als Sieger der Nord/Nordost-Staffel in einem Spiel den offenen Platz für die UEFA Youth League 2020/21 aus, den eigentlich der Deutsche A-Junioren-Meister 2020 erhalten hätte.

#### Titel und Erfolge der A-Junioren
- Deutscher A-Junioren-Meister (2): 1971, 2025
  - Vizemeister (3): 1974, 1983, 1992
- Meister der A-Junioren-Bundesliga West (2): 2008, 2020
  - Vizemeister (5): 2004, 2010, 2014, 2015, 2023
- Westdeutscher Jugendmeister (4): 1964, 1965, 1968, 1971
- Westdeutscher Junioren-Pokalsieger (3): 1972, 1973, 1985
- Mittelrheinmeister (13): 1969, 1970, 1971, 1974, 1975, 1976, 1978, 1979, 1983, 1984, 1992, 1993, 1996 (Rekord)
- DFB-A-Junioren-Vereinspokalsieger (2): 2013, 2023
  - Finalist (2): 1991, 1994
- FVM-Pokalsieger (18): 1988, 1990, 1993, 1998, 1999, 2003, 2006, 2008, 2009, 2010, 2012, 2014, 2016, 2017, 2019, 2022, 2023, 2024 (Rekord)
- NRW-Ligapokal-Halbfinalist: 2021
- Gruppensieger U19-Sonderspielrunde Junioren-Bundesliga (1): 2023

### B-Junioren (U17)
| Saison  | Liga              | Platz           | Tore                 | Punkte          | FVM-Pokal    | DM / weitere Wettbewerbe |
| ------- | ----------------- | --------------- | -------------------- | --------------- | ------------ | ------------------------ |
| 1999/00 | RL West           | 2.              | 79:34                | 58              | Sieger       | VF                       |
| 2000/01 | RL West           | 5.              | 69:40                | 45              | —            | —                        |
| 2001/02 | RL West           | 2.              | 79:27                | 59              | —            | —                        |
| 2002/03 | RL West           | 5.              | 60:51                | 46              | Sieger       | —                        |
| 2003/04 | RL West           | 8.              | 36:47                | 32              | —            | —                        |
| 2004/05 | RL West           | 5.              | 53:29                | 45              | Sieger       | —                        |
| 2005/06 | RL West           | 6.              | 40:40                | 37              | Sieger       | —                        |
| 2006/07 | RL West           | 4.              | 52:39                | 49              | VF           | —                        |
| 2007/08 | BL West           | 7.              | 56:39                | 38              | Sieger       | —                        |
| 2008/09 | BL West           | 2.              | 65:28                | 55              | Sieger       | —                        |
| 2009/10 | BL West           | 4.              | 40:30                | 45              | Sieger       | —                        |
| 2010/11 | BL West           | 1.              | 88:27                | 68              | VF           | Meister                  |
| 2011/12 | BL West           | 1.              | 68:24                | 59              | VF           | HF                       |
| 2012/13 | BL West           | 6.              | 55:32                | 43              | Sieger       | —                        |
| 2013/14 | BL West           | 7.              | 36:38                | 36              | Sieger       | —                        |
| 2014/15 | BL West           | 3.              | 60:25                | 51              | Sieger       | —                        |
| 2015/16 | BL West           | 9.              | 48:49                | 32              | Sieger       | —                        |
| 2016/17 | BL West           | 4.              | 54:28                | 47              | Sieger       | —                        |
| 2017/18 | BL West           | 5.              | 59:24                | 69              | Sieger       | —                        |
| 2018/19 | BL West           | 2.              | 81:22                | 59              | Sieger       | Meister                  |
| 2019/20 | BL West           | 1.              | 85:14                | 54              | Abbruch      | Abbruch                  |
| 2020/21 | BL West           | 0(3.)           | 11:07                | 10              | Abbruch      | Abbruch                  |
| 2021/22 | BL West           | 08.             | 29:22                | 23              | VF           | — / VR (Ligapokal)       |
| 2022/23 | BL West           | 06.             | 49:30                | 28              | Sieger       | — / HR (Sonderrunde)     |
| 2023/24 | BL West           | 07.             | 50:47                | 38              | Sieger       | -                        |
| 2024/25 | U17-Nachwuchsliga | 1. (VR) 1. (HR) | 43:16 (VR) 32:3 (HR) | 31 (VR) 30 (HR) | Halbfinale   | Viertelfinale            |
| 2025/26 | U17-Nachwuchsliga | n/a             | n/a                  | n/a             | qualifiziert | n/a                      |

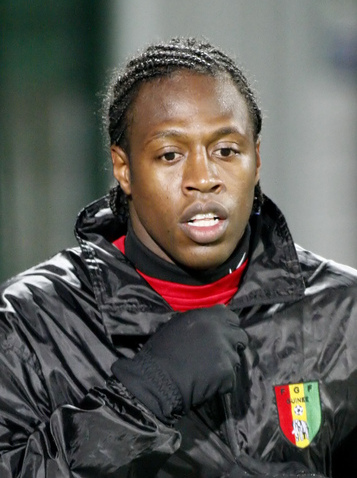
Pablo Thiam (2007)

Größte Erfolge der B-Jugend waren der Gewinn der deutschen B-Junioren-Meisterschaft 1990, 2011 und 2019. Zum Meisterteam 1990 gehörte unter anderem der spätere FC-Profi Pablo Thiam, trainiert wurde die Mannschaft vom langjährigen Leiter des Nachwuchsleistungszentrums, Frank Schaefer. Mit im Meisterteam 2011 war neben Yannick Gerhardt auch Mitchell Weiser. Im Meisterjahr 2019 haben unter anderem Spieler wie Florian Wirtz und Jonas Urbig ein Teil des Teams gebildet.
Seit Einführung der B-Junioren-Bundesliga 2007 war der FC immer in dieser Liga vertreten. 2011, 2012 und 2020 gewann man die Weststaffel, 2011 danach auch die deutsche Meisterschaft und 2012 scheiterte man im Halbfinale am späteren Meister Hertha BSC im Elfmeterschießen. 2020 wurde die Endrunde um die deutsche Meisterschaft wegen der COVID-19-Pandemie nicht ausgespielt. Zweimal wurde die Mannschaft Vizemeister der Weststaffel, das schlechteste jemals erreichte Ergebnis am Saisonende war Platz 9.

#### Titel und Erfolge der B-Junioren
- Deutscher B-Junioren-Meister (3): 1990, 2011, 2019
- Meister der B-Junioren-Bundesliga West (3): 2011, 2012, 2020
  - Vizemeister: 2009, 2019
- Gruppensieger U17-DFB-Nachwuchsliga (1): 2024
- Mittelrheinmeister (11): 1977, 1978, 1979, 1980, 1981, 1982, 1987, 1989, 1990, 1991, 1996, 1997, 1998
- Vizemeister der B-Junioren Regionalliga West (2): 2000, 2002
- Westdeutscher Pokalsieger: 1995
  - Finalist (2): 2000, 2005
- FVM-Pokalsieger (16): 1999, 2000, 2003, 2005, 2006, 2008, 2009, 2013, 2014, 2015, 2016, 2017, 2018, 2019, 2023, 2024 (Rekord)
- DFB-B-Junioren-Futsal-Cup-Sieger: 2018
  - Finalist: 2016

## Mitglieder, Klubinstitutionen und Stadionkultur

### Fans und Mitglieder

#### Mitglieder
Der 1. FC Köln hat 150.000 Mitglieder und ist damit der größte Sportverein in Köln und der sechstgrößte Deutschlands. Die Geschicke des Clubs mit zu diskutieren und zu gestalten ist ein wichtiges Element der Mitgliedschaft beim 1. FC Köln. Die jährliche Mitgliederversammlung ist in diesem Sinne das wichtigste Organ des Vereins. Seit 2015 bietet der FC eine lebenslange Vereinsmitgliedschaft für den einmaligen Preis von 1.948 € an.
Außerdem sind 841 offizielle Fanclubs im Verein integriert (Stand: März 2020). Der erste Fanclub wurde 1959 gegründet und hieß „1. FC Köln Anhänger Club Ichendorf“.

#### Südkurve

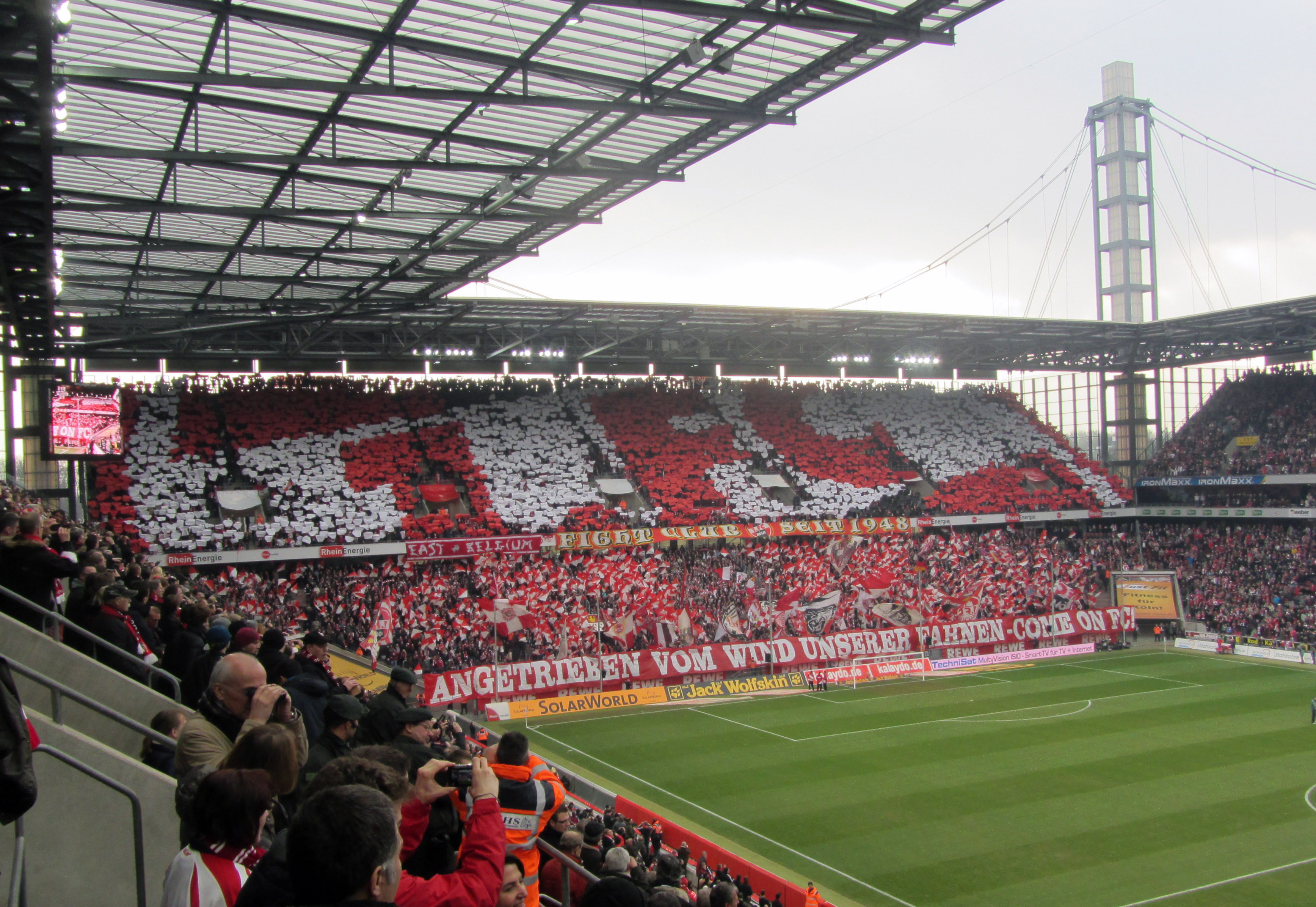
Die Südkurve zeigt eine Choreographie (2012)

Die Südkurve im Rheinenergiestadion ist traditionell die Heimat der FC-Fans. Bereits im alten Müngersdorfer Stadion hatten dort in der noch „echten“ Südkurve die aktiven Fans des Klubs ihren Platz. Zu Zeiten der Hauptkampfbahn standen die organisierten Fans jedoch noch in der Nordkurve. Auch wenn die jetzige Südkurve von Vereinsseite und vor allem aus architektonischen Gründen Südtribüne genannt wird; die Fans bezeichnen sie weiterhin als Südkurve.

#### Ultras
Die Ultras traten in Köln erstmals Mitte der 1990er Jahre in Erscheinung. Die „Ultras CCAA“ war die erste Gruppierung im Müngersdorfer Stadion, die sich selbst als Ultras definierte. Aus ihr ging 1996 die heute größte Ultragruppierung des 1. FC Köln hervor, die „Wilde Horde“.
Der 1. FC Köln hat eine im bundesweiten Vergleich relativ große Ultraszene, die neben der Wilden Horde auch noch durch andere Gruppierungen repräsentiert wird. Hauptmerkmal der Ultras im Allgemeinen und auch derer in Köln sind neben der akustischen Unterstützung der Mannschaft die regelmäßig organisierten Choreographien, in der die ganze Südkurve oder auch andere Tribünen mit einbezogen werden. Die Choreographien haben in der Regel einen engen Bezug zum Verein und zu dessen Geschichte. Gelegentlich stellen sich die Ultras mit Choreos aber auch selbst dar.
Größte Kritikpunkte an den Ultras sind die potentielle Bereitschaft zu Gewalt gegenüber gegnerischen Fans oder der Polizei und das Zünden bengalischer Feuer oder andere Verstößen gegen die Stadionordnung, die dem Verein hohe Verbandsstrafen einbringen können. In naher Vergangenheit erhielt der 1. FC Köln mehrfach Geldstrafen, auch wurde er für Verfehlungen der Ultra-Szene mit Zuschauer-Teilausschlüssen bei Heimspielen bestraft.

#### Fan-Projekt
Wichtigstes Bindeglied zwischen Verein und Fans ist das 1991 als Fanclub gegründete Fan-Projekt 1. FC Köln 1991 e. V., das mit rund 15.000 Mitgliedern eines der größten und ältesten seiner Art in Deutschland ist. Es versteht sich selbst als Fanclub, aber auch als Dienstleister für alle FC-Fans und andere FC-Fanclubs, wobei das Fan-Projekt in engem Kontakt zum 1. FC Köln steht. Das Fan-Projekt dient als Kommunikationsweg von der Fangemeinde zum Verein und umgekehrt. Außerdem hat es für den FC einige Aufgaben übernommen, so z. B. die Abwicklung des Kartenverkaufs für Auswärtsspiele an FC-Fans, die Betreuung behinderter Fans im Stadion und einige Angebote für junge FC-Fans. Das Fan-Projekt hat ca. 60 Mitarbeiter, die fast alle ehrenamtlich arbeiten.

### Klubinstitutionen

#### AG Fankultur
Seit Herbst 2012 haben sich Vertreter des Clubs und verschiedener Fangruppen mit dem Ziel, den Verein auch auf der Ebene der Fanclubs zu vereinen und Lösungen für Konflikte zu finden, zusammengeschlossen. Eines der zentralen Anliegen des 1. FC Köln ist es, eine Verbesserung im Zusammenwirken zwischen dem FC, seiner Fans inklusive der Ultra-Szene, Politik, Verbänden, Polizei und Medien zu erzielen. Dafür hat der 1. FC Köln als erster Bundesligaverein eine Arbeitsgruppe Fankultur gegründet. Mitglied der AG Fankultur ist auch der ehemalige CDU-Bundestagsabgeordnete und FC-Mitglied Wolfgang Bosbach. Die AG Fankultur ist im November 2020 durch den FC-Fandialog abgelöst worden.

#### Stiftung 1. FC Köln
Der 1. FC Köln hat sein soziales Engagement in der am 21. November 2009 gegründeten Stiftung 1. FC Köln gebündelt. Die gemeinnützige Stiftung fördert auf vielfältige Art und Weise unterstützungsbedürftige Menschen in der Region. Das Leitbild der Stiftung ist vom Titel der FC-Hymne, „Mer stonn zo Dir“, geprägt. Der FC möchte damit etwas von der Treue und Loyalität der gesamten Region gegenüber dem FC zurückgeben.

### Stadionkultur

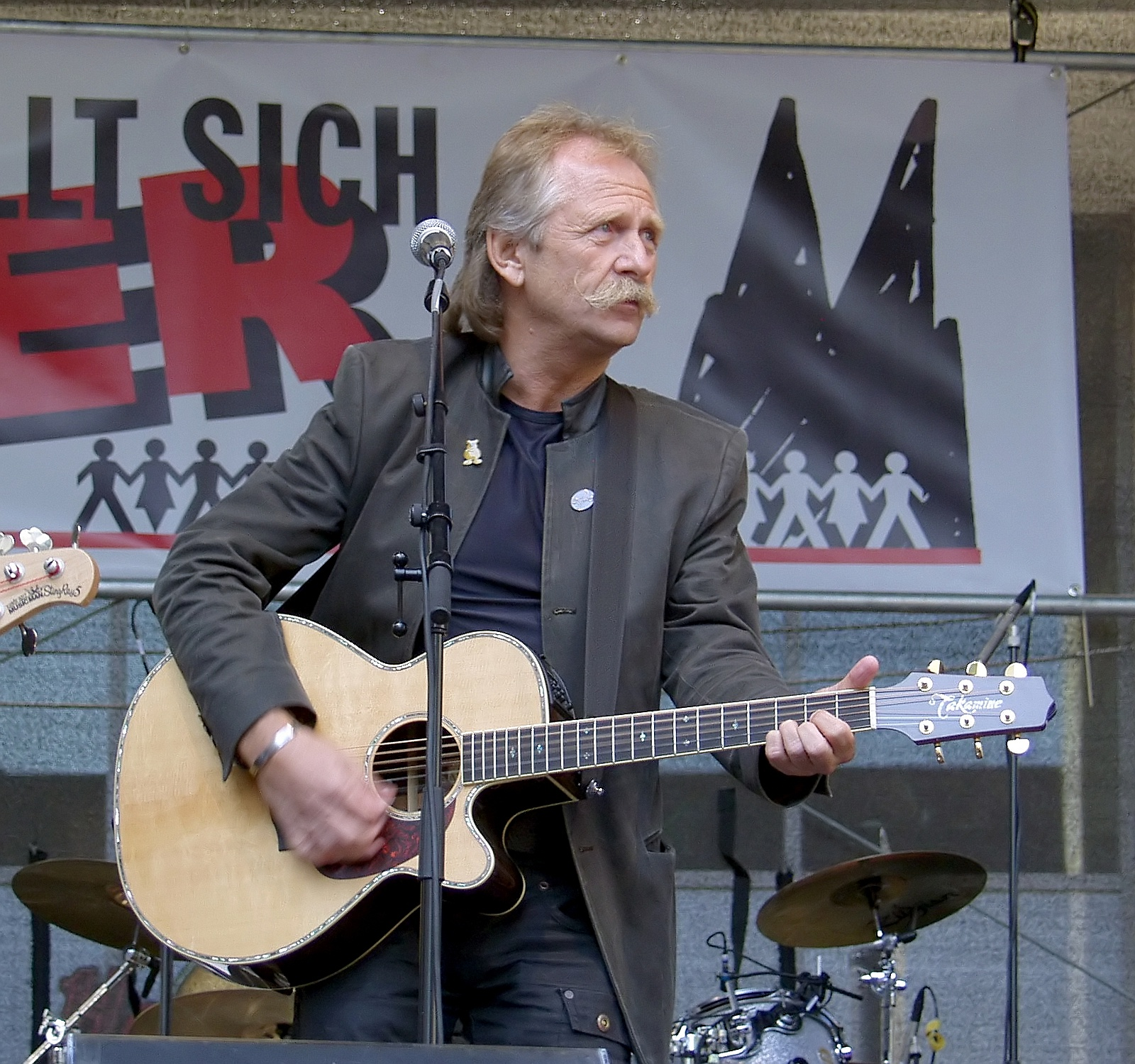
Die „Höhner“, hier Henning Krautmacher

#### Stadion-Lieder
Das Absingen diverser Lieder, meist mehr oder weniger im lokalen Dialekt, ist wichtiger Bestandteil der Stadionkultur. Gesungen werden sowohl reine FC-Lieder als auch ein größeres Repertoire an traditionellen Karnevalsliedern.
- Mer stonn zo Dir, FC Kölle (Höhner, 1998): Dieses Lied erreichte einige Jahre nach seiner Veröffentlichung den Status einer „FC-Hymne“ und wird vor jedem Spiel vom Publikum gesungen. Das Original, das schottische Volkslied Loch Lomond, wurde von der Gruppe Runrig international bekannt gemacht und ähnlich leidenschaftlich gesungen.
- Unser Hätz schlät för dr FC Kölle (Höhner, 1986): Textlich an den Höhner-Hit „Echte Fründe“ angelehnt. Die Originalmelodie entstammt dem britischen Marschlied It’s a Long Way to Tipperary.
- FC, jeff Jas! (BAP, 1998): Umdichtung des BAP-Liedes „Für ne Moment“ anlässlich des 50-jährigen Vereinsjubiläums, im Original gesungen von Wolfgang Niedecken, Guildo Horn und Stefan Raab.

Zudem werden auch Karnevalslieder wie die aktuelle Torhymne Denn wenn et Trömmelche jeit (De Räuber) und andere Lieder im kölschen Dialekt wie En unserm Veedel (Bläck Fööss) abgesungen.

#### Geißbock Echo
Die Stadionzeitung des 1. FC Köln ist das „Geißbock Echo“, das eine lange Tradition als offizielles Klubmagazin vorzuweisen hat. Bereits wenige Monate nach der Vereinsgründung erschien regelmäßig eine „Clubnachricht“, die jedoch kein Programmheft war. Zum ersten Heimspiel der Oberliga-Saison 1957/58 gegen Westfalia Herne erschien die Ausgabe „Nr. 1“ des Geißbock Echos. Auf acht Seiten gab es Berichte zu aktuellen und historischen Themen, Werbung sowie die Mannschaftsaufstellung des FC.
Für kurze Zeit wurde Anfang der 1970er Jahre die umfangreichere „Bundesliga Zeitung“ offizielles Heimspielprogramm des 1. FC Köln, die aber nie die Beliebtheit des Geißbock Echos erreichen konnte, sodass nach etwas weniger als zwei Jahren das „Geißbock Echo“ wieder eingeführt wurde. Das inzwischen umfangreichere Heft wurde 1983 erstmals kostenpflichtig. Für eine Mark war die Publikation am und im Stadion zu erwerben. An Mitglieder wird das Heft seit der „Bundesliga Zeitung“ kostenlos versendet. Seit 1993/94 ist das „Geißbock Echo“ vollfarbig und kann inzwischen auch digital gelesen werden.

### FC im Kölner Karneval

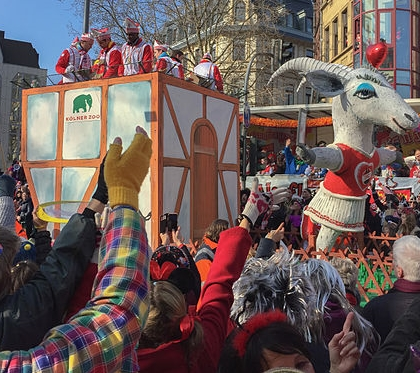
FC-Spieler beim Rosenmontagszug 2015

Der 1. FC Köln bekennt sich zu einem der wichtigsten Kulturgüter der Stadt Köln, dem Kölner Karneval. Seit 1949 richtet der Verein in jeder Session eine Karnevalssitzung aus, außerdem lässt der Klub eigene Karnevalsorden herstellen. Bei Rosenmontagszügen gab es immer schon Festwagen, die sich mit dem Verein beschäftigten, jedoch ohne direkte Beteiligung des Klubs. Seit 2014 fahren Spieler und Funktionäre des FC mit einem eigenen Wagen im Umzug mit.
Der Verein beantragte Anfang 2015 beim Kölner Festkomitee die Aufnahme als Karnevalsverein mit der Begründung, er habe sich „mit der Teilnahme am Rosenmontagszug 2014 und mit dem jecken Training am 11.11. zum kölschen Brauchtum bekannt“. Das Festkomitee stimmte dem Antrag zu.
In der Saison 2013/14 produzierte der Verein erstmals ein Karnevals-Trikot mit eingezeichneten Karnevalsmützen und aufgenähtem Stadtwappen, welches bei den Heimspielen gegen den 1. FC Union Berlin und die SpVgg Greuther Fürth getragen wurde. 2014/15 gab es eine zweite Version des Karneval-Trikots. Diesmal war das Design angelehnt an das Ornat des Kölner Karnevalsprinzen, getragen wurde es bei den Heimspielen gegen den SC Freiburg und den SC Paderborn. Das dritte Karnevals-Trikot soll einen Uniformrock eines Offiziers des ältesten Traditionscorps von Köln, den Roten Funken, darstellen. Getragen wurde dieses in der Saison 2015/16 beim Heimspiel gegen den VfB Stuttgart. In der Saison 2016/17 wurde das vierte Karnevalstrikot, welches die enge Verbundenheit zwischen Verein und Stadt ausdrücken sollte, in den Heimspielen gegen den Hamburger SV und den FC Schalke 04 getragen. Nach einem Jahr Pause brachte der Klub in der Saison 2018/19 das fünfte Karnevals-Trikot mit dem Motto „Ringelpiez zom Aanpacke“ auf den Markt, welches gegen Dynamo Dresden und den SV Sandhausen von den Profis getragen wurde.

## Rivalitäten und Freundschaften

### Rivalitäten

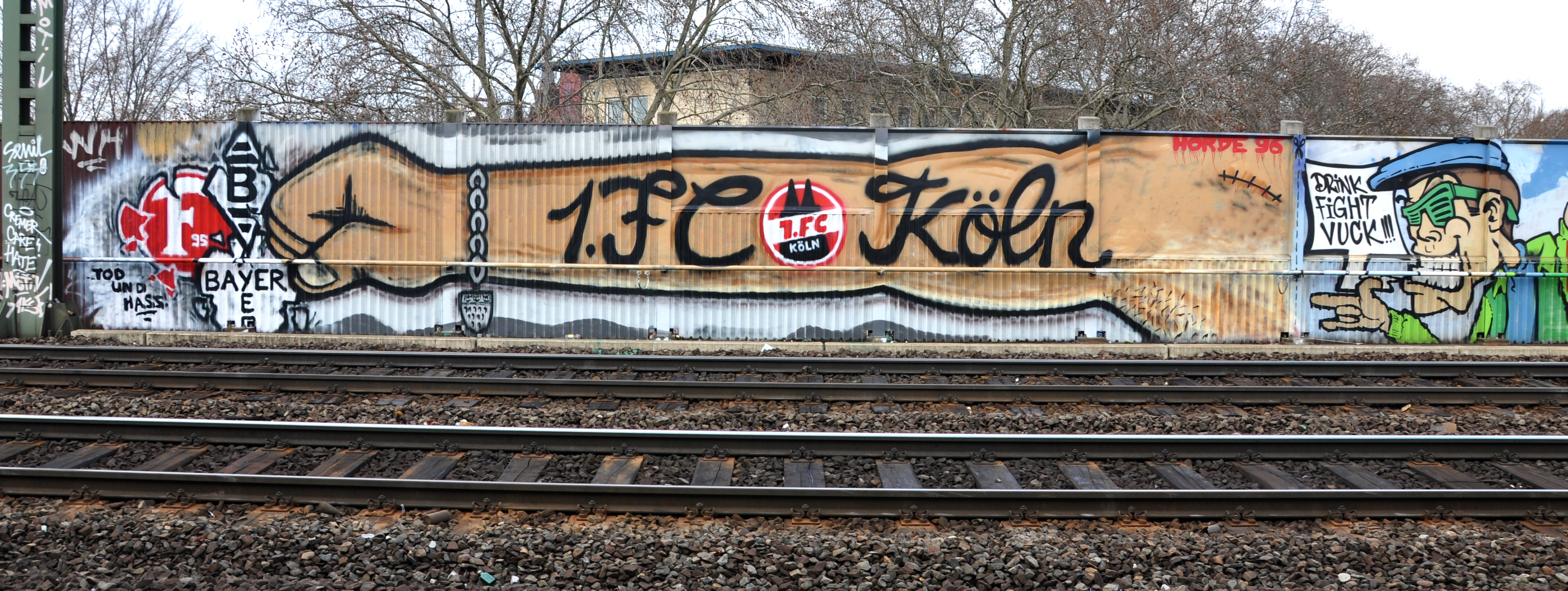
Graffiti in Köln zu den Rivalitäten des FC

Aufgrund historischer und geografischer Besonderheiten gibt es zu einer Reihe von Vereinen eine ausgeprägte Rivalität. So gibt es gleich drei Duelle mit Beteiligung des 1. FC Köln, die als „Rheinisches Derby“ bezeichnet werden.
An erster Stelle zu nennen ist die Rivalität mit Borussia Mönchengladbach. Das Duell zwischen den beiden Mannschaften gehört mit bisher 127 Austragungen in sechs verschiedenen Wettbewerben zu den traditionsreichsten Derbys im deutschen Fußball. Zu der bei beiden Vereinen ähnlich großen Fanbasis kommen deutliche vereinsgeschichtliche Parallelen; beide Vereine zählten von den 1960ern bis zu den 1980ern zu den großen Fußballvereinen in Deutschland, gefolgt von einem Jahrzehnt des Niedergangs. 1999 bis 2008 spielten beide Vereine zeitweise in der 2. Bundesliga. Hennes Weisweiler war in beiden Vereinen der Trainer mit der jeweils längsten Amtsdauer und den größten Erfolgen, während andere Personen, z. B. Wolfgang Overath (1. FC Köln) und Günter Netzer (Borussia Mönchengladbach), auch in der Nationalmannschaft Konkurrenten waren. Heute gelten die Duelle mit Gladbach in Bezug auf das öffentliche Interesse als Saisonhöhepunkte.
Geographisch näher liegt die im benachbarten Leverkusen ansässige Werkself Bayer 04 Leverkusen. Sie etablierte sich erst ab 1979 in der Bundesliga und spielte zumeist nicht auf einem vergleichbaren Niveau. Seit Mitte der 50er Jahre bis Mitte der 1980er noch sportlich hinter dem FC, ist sie seit den 1990er Jahren klar enteilt. Auch eine kleinere Anhängerschaft trägt dazu bei, dass diese Rivalität als nachrangig gegenüber derjenigen zu Mönchengladbach empfunden wird.
Ferner bestehen prinzipiell Rivalitäten mit Fortuna Düsseldorf (siehe Rivalität zwischen Köln und Düsseldorf) und Alemannia Aachen, wobei die Rivalität mit Aachen von beiden Seiten kaum noch als solche angesehen wird. Beide Mannschaften spielten in den letzten 20 Jahren meist nicht in derselben Spielklasse wie der FC, so dass Pflichtspielbegegnungen eher die Ausnahme waren.
Innerstädtische Rivalen hatte der FC in erster Linie in seinen Anfangsjahren, gerade weil die Selbstbezeichnung des aus zwei Stadtteilclubs hervorgegangenen Vereins als Erster FC Köln in anderen Teilen der Stadt als Überheblichkeit aufgefasst wurde. Aber bald konnte der FC den mit dem Namen verbundenen Anspruch durchsetzen und in den folgenden Jahrzehnten zum allgemein akzeptierten „Verein der Stadt“ aufsteigen. Etwas speziell war und ist das Verhältnis zum SC Fortuna Köln. Der Südstadtklub war zwar 26 Jahre lang ununterbrochen im Profifußball vertreten, eine richtige Rivalität entwickelte sich aber nie. Am ehesten kam sie im DFB-Pokalfinale 1983 zum Tragen, das zwischen den beiden Vereinen ausgetragen wurde. Bedingt durch unterschiedliche Ligazugehörigkeiten kam es bisher nur zu zehn Pflichtspielbegegnungen der beiden Vereine. Vielmehr war es so, dass Anhänger des FC die Geschicke der Fortuna meist mit Wohlwollen verfolgten. Fans beider Vereine verbindet zudem die Ablehnung gegenüber einem weiteren Kölner Stadtteil-Klub, Viktoria Köln, der nach Meinung einiger Fans nur durch den Mäzen Franz-Josef Wernze konkurrenzfähig ist.
Generell hat sich im Laufe der 2000er Jahre bedingt durch die kommerzielle Entwicklung des Fußballs eine Ablehnung von weiten Teilen der Fanszene gegenüber konzernunterstützten Vereinen wie dem VfL Wolfsburg, der TSG 1899 Hoffenheim, RB Leipzig oder auch Bayer 04 Leverkusen entwickelt. Hauptargument ist, dass diese Klubs nur dank des jeweiligen Konzerns im Hintergrund konkurrenzfähig sind und dadurch gegenüber den Traditionsvereinen einen großen Vorteil haben.

### Fanfreundschaften
Nach dem Viertelfinalduell im Europapokals der Landesmeister 1964/65, als der FC im Entscheidungsspiel am 24. März 1965 nach Verlängerung per Münzwurf gegen den FC Liverpool ausgeschieden war, entstanden freundschaftliche Beziehungen zu den Fans des englischen Gegners, wovon mittlerweile nur noch einige Freundschaftsschals zeugen. Über Jahrzehnte gehalten hat sich dagegen eine Fanfreundschaft mit den Fans des FC St. Pauli, die 1978 nach dem Spiel im Volkspark-Stadion  Hamburg  entstand, als sich der FC im Fernduell gegen Borussia Mönchengladbach durchsetzte und zum bislang letzten Mal Deutscher Meister wurde. Seit den 2000er Jahren hat diese Freundschaft jedoch stark an Bedeutung eingebüßt.
Seit dem 2:0-Heimerfolg des FC gegen Bayer 04 Leverkusen im Jahr 2011, welcher Borussia Dortmund den Gewinn der Meisterschaft sicherte, besteht zwischen den beiden Vereinen aus Sicht einiger Fans ein freundschaftliches Verhältnis. Zudem waren die Ultra-Gruppen „Boyz Köln“ und „Desperados Dortmund“ seit 2006 bis zur Auflösung der Boyz 2018 eng miteinander verbunden. Auf Ultra-Ebene gibt es zudem noch eine gewachsene Freundschaft zu den ehemaligen Gruppen „Supras Auteuil“, „Authentiks Paris“ und „Grinta“ von Paris Saint-Germain. Gepflegt wird die Freundschaft von den Kölner Gruppen „Wilde Horde“ und „Coloniacs“. Die Gruppen aus Paris wurden aufgrund des langjährigen Konflikts zwischen den Pariser Kurven „Virage Auteuil“ und „Kop of Boulogne“ im Jahr 2010 staatlich aufgelöst. Eine wirklich gefestigte Fanfreundschaft, die von einer überwiegenden Mehrzahl der Fans mitgetragen wird, existiert jedoch nicht.

### Kooperation
Am 15. September 2021 gab der FC eine Kooperation mit dem japanischen J-League-Verein Sanfrecce Hiroshima für die kommenden zweieinhalb Jahre bekannt. Kernpunkte der Zusammenarbeit sind die Bereiche Sport und Management.

## Sponsoren und Ausrüster

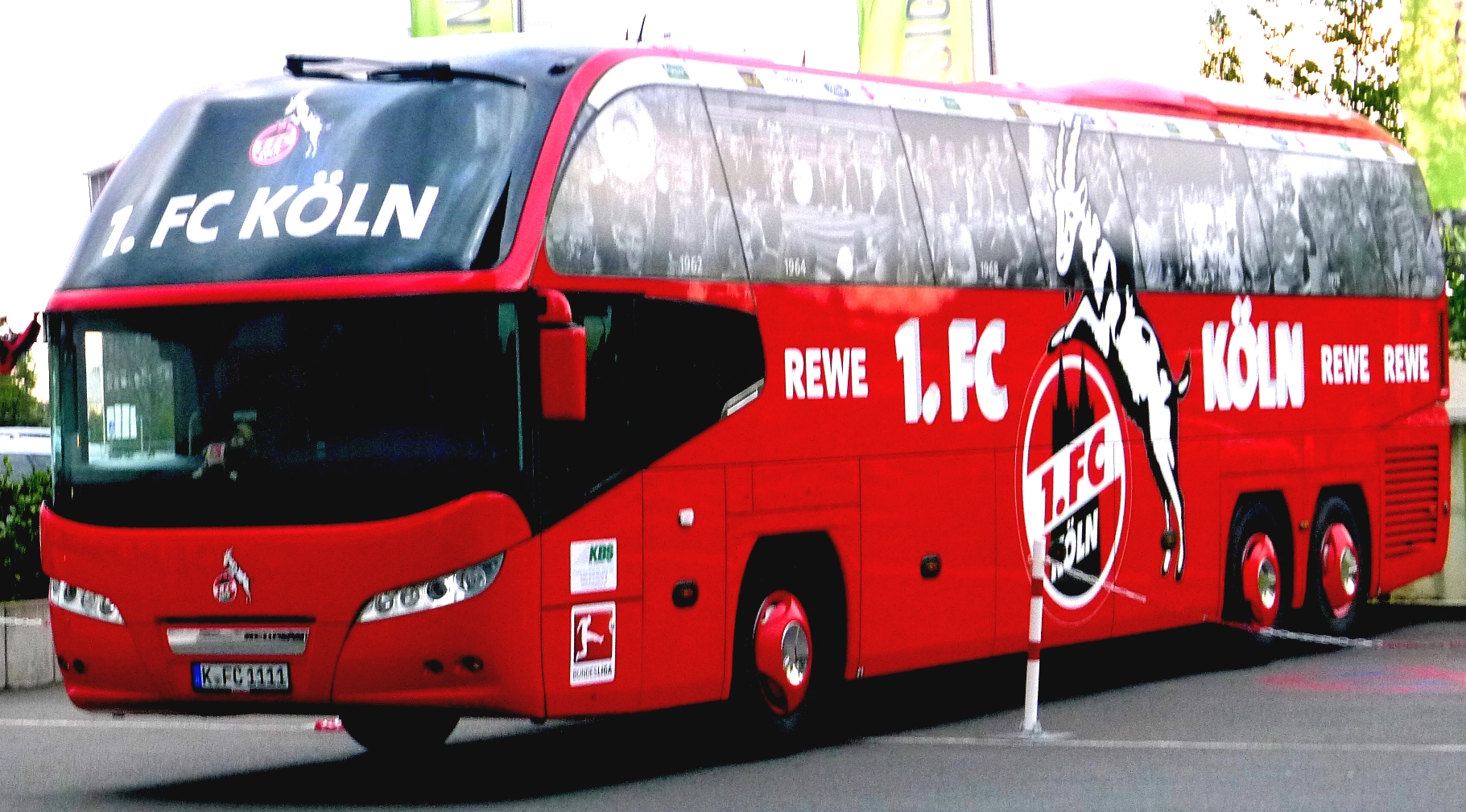
Mannschaftsbus mit REWE-Werbung

### Hauptsponsoren (Trikot) seit 1979
| Dauer     | Sponsor                       |
| --------- | ----------------------------- |
| 1979–1982 | Pioneer (Elektrogeräte)       |
| 1982–1985 | Doppeldusch (Hautpflege)      |
| 1985–1987 | Daimon (Batterien)            |
| 1987–1991 | Samsung (Elektronik)          |
| 1991–1993 | Citibank (Kreditinstitut)     |
| 1993–1994 | Pepsi (Erfrischungsgetränke)  |
| 1994–1999 | Ford (Automobile)             |
| 1999–2003 | VPV (Versicherungen)          |
| 2003–2005 | Funny frisch (Salzgebäck)     |
| 2005–2007 | Gerling (Versicherungen)      |
| seit 2007 | Rewe Group (Handel/Touristik) |

### Ausrüster (Trikot/Hosen)
| Dauer     | Ausrüster      |
| --------- | -------------- |
| 1974–1977 | Le Coq Sportif |
| 1977–1978 | Adidas         |
| 1978–1979 | Erima          |
| 1979–1985 | Adidas         |
| 1985–2002 | Puma           |
| 2002–2005 | Sport-Saller   |
| 2005–2008 | Adidas         |
| 2008–2012 | Reebok         |
| 2012–2018 | Erima          |
| 2018–2022 | Uhlsport       |
| 2022–2026 | Hummel         |
| ab 2026   | Adidas         |

## Finanzen
Die Geschäftsführung wies zum Ende der Saison 2022/23 für die 1. FC Köln GmbH & Co. KGaA einen Jahresüberschuss nach Steuern in Höhe von 12,4 Mio. € (Fehlbetrag im Vorjahr: 15,7 Mio. €) im Jahresabschluss aus. Der Umsatz stieg von 148,4 Mio. € im Vorjahr auf 172,2 Mio. €. Das Eigenkapital summierte sich auf 15,7 Mio. € (Vorjahr: 3,2 Mio. €). Geprägt waren die Zahlen von positiven Sondereffekten wie einem Transferüberschuss sowie den Einnahmen aus der UEFA Conference League. Auch eine Reduzierung der Kaderkosten für das Team der Männer-Bundesliga hat zu dem Ergebnis beigetragen.
Der 1. FC Köln gab zum 1. August 2005 eine Anleihe mit der ISIN-Kennnummer DE000A0E86V7 aus. Das Volumen der Anleihe belief sich auf 5 Millionen €. Die Anleihe hatte eine Laufzeit von sechs Jahren und eine Stückelung von 100 €. Ein Börsenhandel war für die Anleihe nicht vorgesehen. Jeder Anleger konnte die Anleihe auf Wunsch als effektive Stücke erwerben, auch Depotverwahrung war möglich. Zum 1. August 2011 wurde die Anleihe vereinbarungsgemäß zurückgezahlt. Ab 1. August 2012 bat die 1. FC Köln GmbH & Co. KGaA erneut eine Anleihe an (ISIN DE000A1PG1A7) mit einer Laufzeit von fünf Jahren und einer jährlichen Verzinsung von fünf Prozent. Das Emissionsvolumen betrug bis zu 10 Millionen €. Wie bei der Vorgängeranleihe war keine Börsennotierung vorgesehen, eine Depotverwahrung aber möglich. Zudem konnten gerahmte effektive Stücke zu Nennwerten von 100 €, 1.000 € und 1.948 € erworben werden. Im August 2016 wurden unter dem Motto „Treue fest verzinst“ neue Anleihen mit einem Gesamtvolumen von 15,5 Millionen € angeboten.

## Weitere Abteilungen

### Frauenfußball

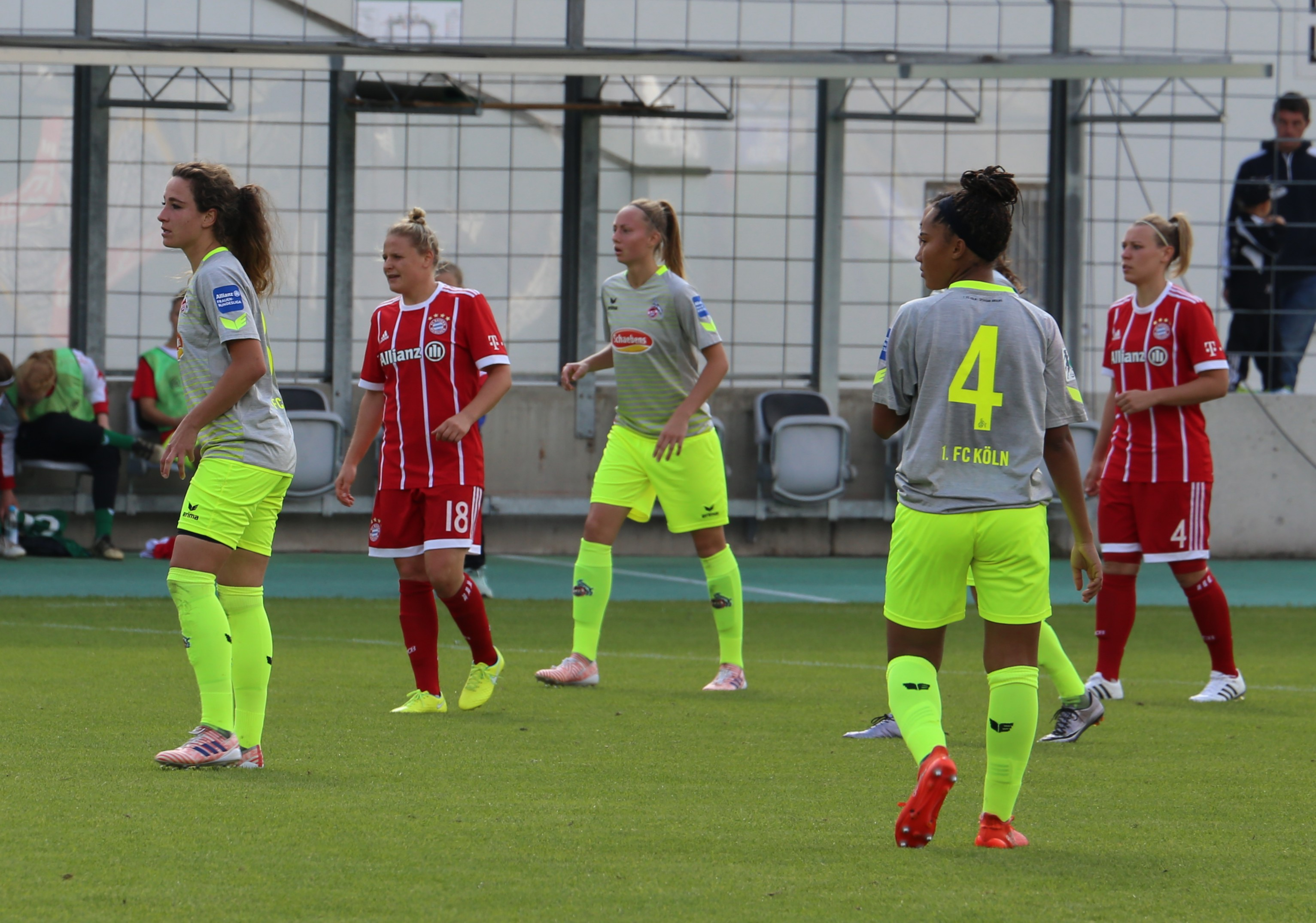
Spielszene einer Frauenpartie des FC, 2017

Die Geschichte der Frauenmannschaft des 1. FC Köln geht zurück ins Jahr 1974, als Grün-Weiß Brauweiler gegründet wurde und dessen Frauenteam 1997 Deutscher Meister wurde sowie dreimal den DFB-Pokal gewann. Im Jahr 2000 spaltete sich die Frauenabteilung ab und wurde zum FFC Brauweiler Pulheim. Seit 2008 hatte der Klub finanzielle Probleme und spielte zu dieser Zeit zweitklassig.
Mit Wirkung zum 1. Juli 2009 fand der Zusammenschluss des FC mit dem FFC Brauweiler Pulheim statt. Somit konnte die neu gegründete Frauenmannschaft des 1. FC Köln in der Saison 2009/10 gleich in der 2. Bundesliga Süd an den Start gehen. Das Team spielte von Beginn an oben mit, musste sich in den kommenden Jahren jedoch oftmals knapp geschlagen geben und verpasste den Sprung in die Erstklassigkeit. Im sechsten Anlauf gelang in der Saison 2014/15 nach drei zweiten und zwei dritten Plätzen vier Spieltage vor Saisonschluss der Aufstieg in die Bundesliga. In der Bundesliga konnte sich die Mannschaft nicht behaupten, der direkte Wiederabstieg war bereits vier Spieltage vor Saisonende besiegelt. In der Saison 2016/17 gelang dem Team als Zweitplatzierter der direkte Wiederaufstieg in die Bundesliga, wobei man vom fehlenden Aufstiegsrecht für die Reserve der TSG 1899 Hoffenheim profitierte, welche Meister wurde. Am DFB-Pokal nahm die Frauenmannschaft bisher zehnmal teil. Dabei wurde dreimal das Viertelfinale und viermal das Achtelfinale erreicht.
Die Heimspiele werden im Franz-Kremer-Stadion ausgetragen. Die bekanntesten ehemaligen Spielerinnen sind Sonja Fuss und Inka Grings.

#### Erfolge
- Meister 2. Bundesliga (Süd): 2015
- Aufstieg in die Bundesliga (3): 2015, 2017, 2019

#### Zweite Mannschaft und Juniorinnen
Die Zweite Mannschaft spielt 2019/20 in der Regionalliga West. In der Saison 2017/18 spielte man in der 2. Bundesliga, nachdem man zuvor Meister der West-Staffel der Regionalliga wurde. Auch 19/20 wurde man im Zuge der COVID-19-Pandemie Meister der Regionalliga West. Die B-Juniorinnen spielen seit der Saison 2012/13 in der B-Juniorinnen-Bundesliga, der größte Erfolg dort war der Gewinn der West-Staffel in der Saison 2016/17 sowie in der Saison 2017/18. Während die Mannschaft 2016/17 im Halbfinale um die deutsche B-Juniorinnen-Meisterschaft am 1. FFC Turbine Potsdam scheiterte, erreichte man im Jahr darauf das Endspiel, welches gegen den VfL Wolfsburg mit 1:4 verloren ging.

#### Erfolge
- Meister Regionalliga West (2): 2017, 2020
- Deutscher Vizemeister der B-Juniorinnen: 2018
- Meister B-Juniorinnen-Bundesliga Staffel West/Südwest (2): 2017, 2018

### Handball
In der Handballabteilung spielen derzeit drei Frauen-, drei Männer- und einige Jugendmannschaften, von denen die erste Frauenmannschaft das Aushängeschild ist und in der Saison 2023/24 in der 3. Liga West spielt. Die erste Herrenmannschaft spielt in der Verbandsliga, die zweite Herrenmannschaft in der 1. Kreisliga, die dritte Herrenmannschaft in der zweiten Kreisklasse. Der ersten Herrenmannschaft gelang zwischen 2019 und 2023 der Durchmarsch von der 1. Kreisliga in die Verbandsliga. Die Heimspiele der FC-Handballmannschaften finden in der Europaschule Köln im Stadtteil Raderthal statt.

### Tischtennis
Tischtennis hat im 1. FC Köln eine lange Tradition, bereits seit 1950 wird der Sport im Klub betrieben. Die höchste Spielklasse, in der man je spielte, war die zweithöchste. Die erste Herrenmannschaft schlägt seit der Saison 2019/20 erneut im Unterhaus auf. Die Tischtennisabteilung umfasst elf Herren- und zwölf Nachwuchsmannschaften sowie eine Damenmannschaft. Der größte Erfolg einer Nachwuchsmannschaft war der Titel des Vizemeisters der deutschen Jugendmeisterschaft 2004.

## Trivia
1984: Im Februar 1984 bot der im benachbarten Brühl ansässige Freizeitpark Phantasialand seine finanzielle Unterstützung an, um u. a. Bernd Schuster zum 1. FC Köln zurückzuholen. Im Gegenzug sollte der Verein in „1. FC Phantasialand Köln“ umbenannt werden. Das Management lehnte das Angebot ab, das ohnehin mit den Statuten des DFB nicht vereinbar gewesen wäre.
1991: Am 2. Mai 1991 sah der Kölner Stürmer Frank Ordenewitz im DFB-Pokal-Halbfinalspiel gegen den MSV Duisburg (Endstand 3:0) die Gelbe Karte, die eine Sperre für das Pokalendspiel nach sich gezogen hätte. Im Verlauf des Spiels sah er nach einer weiteren Aktion Rot. Nach dem Spiel bekannte Trainer Erich Rutemöller freimütig, er habe Ordenewitz zur Halbzeit mit den Worten „In Gottes Namen Otze, dann mach et!“ zu diesem Verhalten geraten, da eine Rot-Sperre in der Bundesliga verbüßt werden konnte und Ordenewitz so im Pokalfinale wieder einsatzfähig gewesen wäre. Der DFB sperrte Ordenewitz für das Finale und verfügte, dass Sperren aus Platzverweisen im Pokal nur noch im Pokal „abgesessen“ werden können.
2005: Im Mai 2005 vermeldete der 1. FC Köln den Abschluss eines neuen Trikotsponsor-Vertrags mit dem Inselstaat Zypern, vertreten durch eine zyprische Firma namens „Satena Holding Ltd.“. Beworben werden sollte die Insel als touristisches Ziel. Wenige Wochen später fand der WDR nach Recherchen heraus, dass die Firma gar nicht existierte und ein derartiger Auftrag des zyprischen Tourismusverbandes auch nie bestanden hatte. Damit platzte das von einem persönlichen Freund des Vereinspräsidenten Wolfgang Overath arrangierte Geschäft und der FC musste sich kurzfristig einen neuen Hauptsponsor suchen.
2006: Nachdem der 1. FC Köln am 9. November 2006 seinen Cheftrainer Hanspeter Latour entlassen hatte, nahm der Verein Kontakt zu dem zu jener Zeit vereinslosen Christoph Daum auf, der bereits in den 1980er Jahren als FC-Trainer erfolgreich war und sich gerade in einem Kölner Krankenhaus von einer Halsoperation erholte. Dieser teilte am 11.11. bei einer Pressekonferenz mit, dass er dem FC „vorläufig“ nicht zur Verfügung stehe. Nach intensiven Verhandlungen erteilte er dem FC am 14. November 2006 zunächst eine „endgültige“ Absage, wenig später unterschrieb Daum dann doch einen Vierjahresvertrag beim FC. Beim ersten Training entrollten Zuschauer „Habemus Daum“-Plakate.
2010: Der ehemalige FC-Sportdirektor Udo Lattek wurde von der Deutschen Akademie für Fußball-Kultur für den besten Fußballspruch 2010 ausgezeichnet. Die prämierte Aussage lautete: „Im Kölner Stadion ist immer so eine super Stimmung, da stört eigentlich nur die Mannschaft.“